# ロシアのクラシック音楽史
ロシアのクラシック音楽史（ロシアのクラシックおんがくし）では、ロシア帝国やソビエト連邦時代を中心としたロシアのクラシック音楽の歴史について述べる。
中世にはギリシャ正教とともにビザンティン聖歌が取り入れられたが、世俗的な音楽は禁止され顕著な発達を見ることはなかった。18世紀から西ヨーロッパの音楽がもたらされるようになると、やがてロシア民謡の影響などを取り入れ独自の発展を遂げ、19世紀にはロシア5人組と呼ばれる集団が活躍、ほぼ同時期にピョートル・チャイコフスキーが幅広いジャンルに名曲を残した。19世紀末から20世紀初頭にはセルゲイ・ラフマニノフやアレクサンドル・スクリャービンらが活躍。1910年代からは革新的な音楽語法が盛んになるが（ロシア・アヴァンギャルド）、1930年代からは一転して政治による規制を受けるようになり、社会主義リアリズムのもとで保守化した。セルゲイ・プロコフィエフやドミートリイ・ショスタコーヴィチはこの路線に沿った交響曲を数多く残している。

## 古代

### ロシア音楽の起源

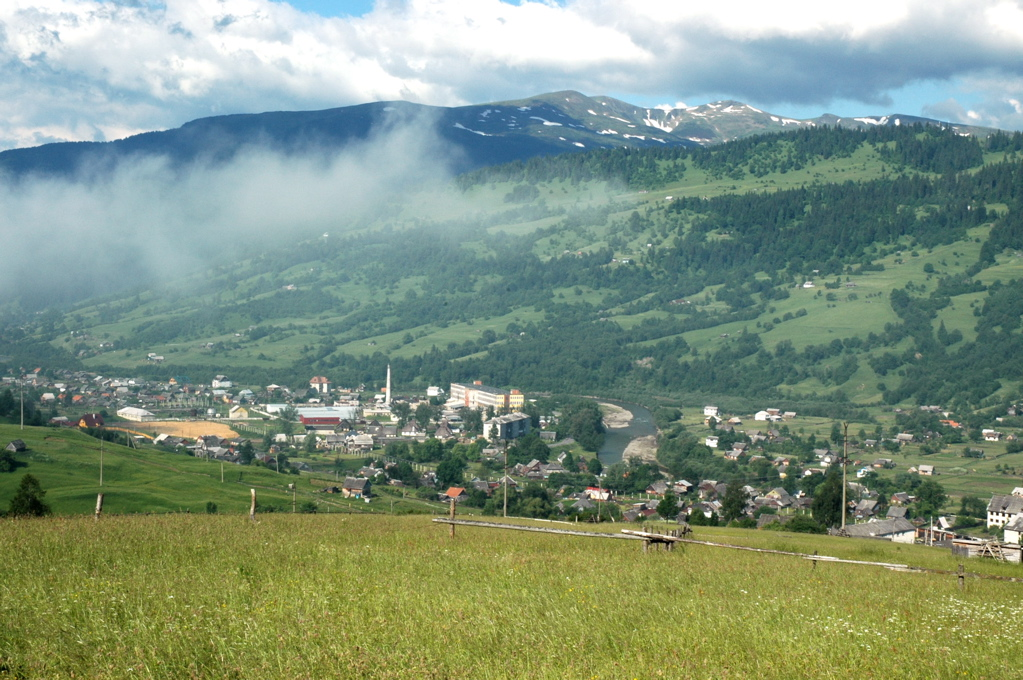
古代スラヴ人が住んでいたとされるカルパティア山脈（ウクライナ）

『ロシア民族音楽物語』の著者ウラジーミル・ポポノフによれば、ロシア音楽は古代スラヴ人の原始社会から発生したとする。スラヴ人はドニエプル川の中部・下部沿岸地帯からペイプシ湖（チュード湖）と北のラドガ湖までの地域やヴォルガ川・ドン川の上流域からカルパティア山脈の斜面にかけての地域に住み着いていた。古代スラヴ人の異教信仰や共同体的氏族制度の儀礼に結びついて舞踊や音楽が現れ、四季の農耕を通じた暦の歌、結婚式や葬式など家族生活上の歌が生まれた。
発生したばかりの音楽は非常に単純で、単声であり、旋律は3個から4個の音で構成されていた。言葉と旋律には密接な関係があり、リズムや拍の構造は多様かつ自由で非対称的だった。主音が不定であり、節は音階のどの音でも終わることができた。
歌の音階構造が発展すると、半音階による結合が現れ、4度音程（ド-レ-ミ-ファ）の連結から4度の跳躍（ド-ファ）が生じた。ロシアの民俗音楽においては、この4度音程を含む節回しが特徴的なものとなった。
7世紀から8世紀にかけての分散移住の結果、スラヴ人はそれぞれ独自の言語を持つ民族として改編されていった。
9世紀には現在のウクライナの地域にキエフ・ルーシが形成され、ここからロシアの音楽芸術が形作られ始めたとする。
20世紀イーゴリ・ストラヴィンスキーのバレエ音楽『春の祭典』は、そうしたルーシでの異教崇拝の光景の再現をめざした音楽である。
古代スラヴ人の楽器として、ブーベン（タンブリン）などの打楽器、粘土製の笛、縦型フルート、パンフルートなどの管楽器があったとされる。弦楽器については、591年にギリシャ人に捕らえられたバルト海沿岸のスラヴ人が弦楽器を持っていたというビザンティンの記録があり、ポポノフはこれがグースリにほかならないとしている。

### ロシア民謡
日本語の「ロシア民謡」は、近代以降のロシアの俗謡や歌曲などを広義に含んでいるが、ここではロシアの民俗・伝承に基づく叙情歌について簡略に述べる。その詳細についてはロシア民謡の項目を参照のこと。
狭義のロシア民謡は農村で歌われてきた叙情歌をさし、「ナロードナヤ・ペースニャ」と呼ばれる。ブィリーナのような叙事歌謡は含まない。フォークロアとしてのロシア民謡を中心的に担ってきたのは農民であったが、職人やスコモローフなど、中世までに農民以外の社会層によっても歌われた。農村で歌われていた叙情歌には、儀礼歌と非儀礼歌があり、儀礼歌には、婚礼や葬礼、徴兵などに際して歌われる家族儀礼歌、農耕に関わる年中行事に際して歌われる農耕儀礼歌がある。叙情歌のジャンルは多様であり、恋愛、家庭生活、風刺的あるいは滑稽な内容を持つ歌などがある。
叙情歌は歌唱形態によっても分類が可能であり、体の動きを伴わなず、緩慢なテンポと規則的拍節を持たないメリスマや装飾的旋律を特徴とする「プロチャージナヤ（延べ歌）」や、対照的に速いテンポで踊りや遊戯を伴って歌われる「チャースタヤ（速歌）」または「チャストゥーシカ」と呼ばれる歌がある。
プロチャージナヤは、合唱で歌われる場合にはポドゴロソク（副声部または充填声部）と呼ばれる独自のポリフォニーの伝統を持つ。
とはいえ、これらの形態の成立は比較的遅く、プロチャージナヤはモスクワ大公国がタタールのくびきから脱する15世紀ごろ、チャストゥーシカの成立はさらに下って19世紀後半と考えられている。

## 中世

### 教会音楽

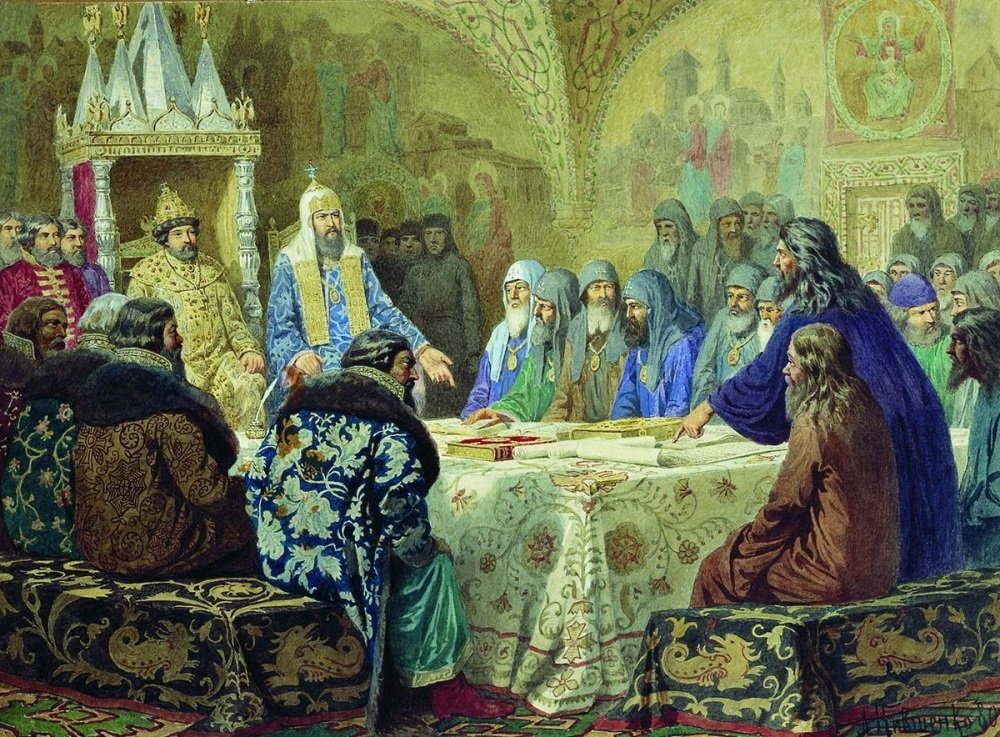
奉神礼書を改訂するモスクワ総主教ニーコンとエピファニー・スラヴィニェツキー（アレクセイ・キフシェンコ画）

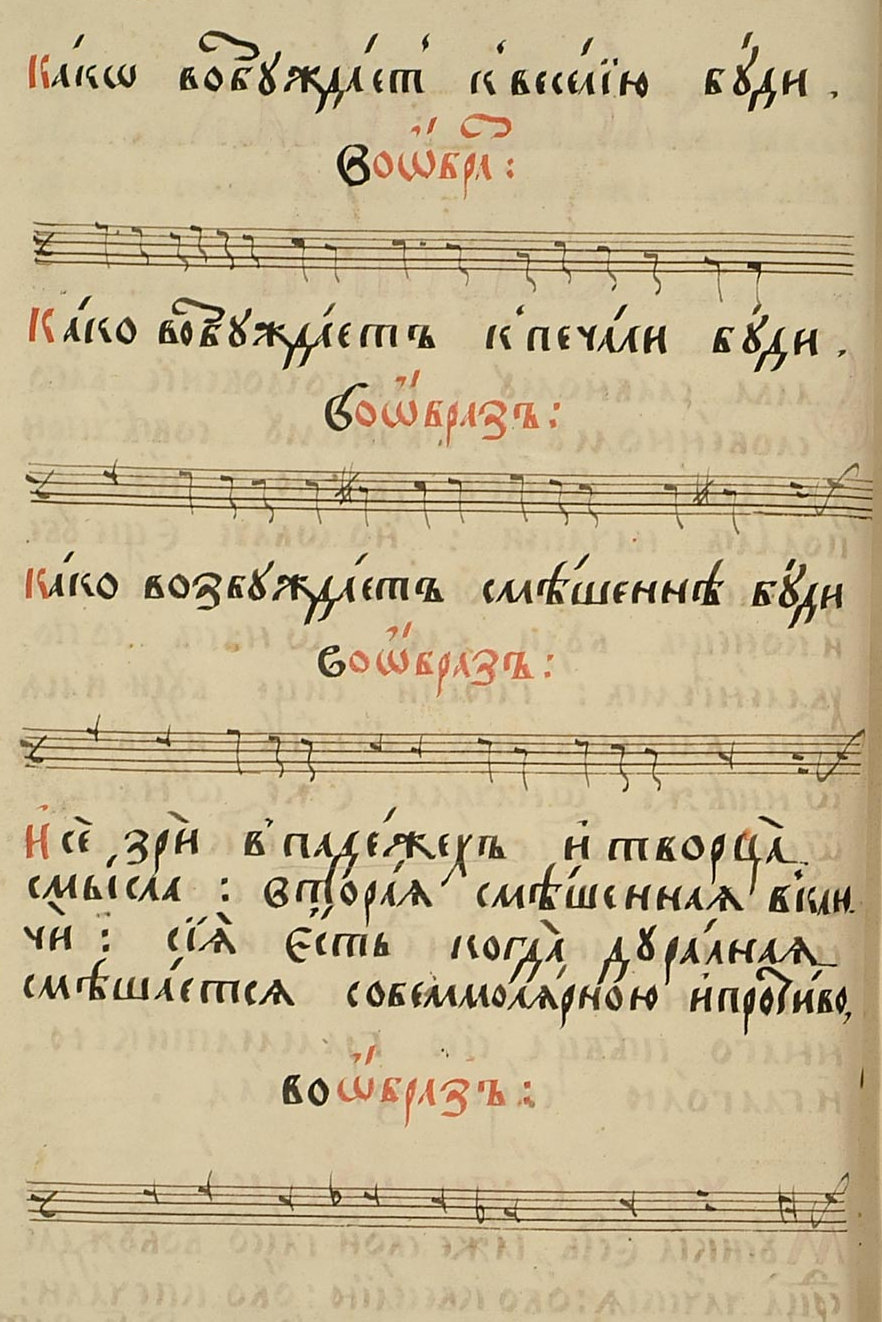
ニコライ・ディレーツキーが著した五線譜による記譜法（1679年）

ロシアの教会音楽の起源は10世紀末にキエフ大公国がギリシャ正教を国教として受容したことに始まる。ロシアの聖歌は、修道院と一般の教区教会の奉神礼（典礼）様式をはじめとしたビザンティン聖歌の様式をほぼそのまま取り入れ、ギリシア語の歌詞を古代教会スラヴ語に訳して歌い継いだ。12世紀から13世紀にかけて東ローマ帝国の衰退に伴って、ロシア固有の聖人とその祝日が制定され、聖人を称えた賛歌が多数作曲された。15世紀から16世紀にかけては、ストローチノエ・ペーニエ、デメーストヴェンヌイ聖歌などロシア固有の多声聖歌が各地に生まれた。
とはいえ、ロシア正教会は無伴奏声楽（アカペラ）以外の一切の楽器の使用を禁じ、聖歌を除くすべての音楽を「悪魔の仕業」、「地獄の発現」として迫害した。このことは、西ヨーロッパ諸国と比べて、ロシアで世俗的な音楽芸術の発達が極端に遅れる原因となった。
モスクワ大公イヴァン3世とビザンツ皇女ゾイ・パレオロギナの結婚（1472年）を機に1478年ごろに大公聖歌隊が創立され、宮廷合唱団の伝統が基礎づけられた。1556年には聖職者によるモスクワ総主教聖歌隊が編成され、大公と総主教の二つの聖歌隊が復活祭や皇帝即位式などの国家行事で唱和した。ニコライ2世までの歴代ツァーリも、勅令を発して聖歌の創作と歌手育成などに積極的に関わった。
南ロシアで隣国ポーランドのローマ・カトリック文化が波及、16世紀にルター派がバルト海沿岸一帯に進出すると、ロシア正教会にも浸透し、パルテース聖歌やカントなど西ヨーロッパの影響を受けた宗教曲が愛唱されるようになった。
カントは、南ロシアに隣接するポーランドのカトリック教徒との共生から生まれた三部形式の簡潔な歌で、ロシア音楽の源泉のひとつとなった。
カントは無伴奏の通常3声部からなり、主旋律は中声におかれた。民衆のクリスマス歌（コリャードカ）など聖堂外で定着し、人気のあるカント旋律は、「ヘルヴィームの歌」などの奉神礼詞をつけて聖堂にも進出した。
17世紀に入ると、ロシア語の発展に伴い、語り言葉と歌い言葉の差異が拡大し、歌詞を従来の聖歌旋律に合わせるためのホモーニャ（ラズデリノレーチエとも）と呼ばれる奉神礼詞の変質が問題となる。アレクセイの時代にモスクワ総主教ニーコン)がホモーニャ追放と歌詞の改訳など奉神礼改革を打ち出すが、古儀式派の反発などその後も混乱は続いた。ニーコンの改革は結果として聖歌の世俗化・西欧化に道を開き、古来の聖歌伝統は一般の教会から一部修道院や旧教徒の共同体へと移っていった。ピョートル1世の登場でビザンティン文化の伝統の衰退は決定的となる。
またこのころ、ウクライナ出身の作曲家・音楽理論家ニコライ・ディレーツキー（en:Nikolay Diletsky, 1630? - 1680?）が五線譜による記譜法や長短調の概念など西欧的な音楽様式をロシアに伝えた。

### スコモローフ

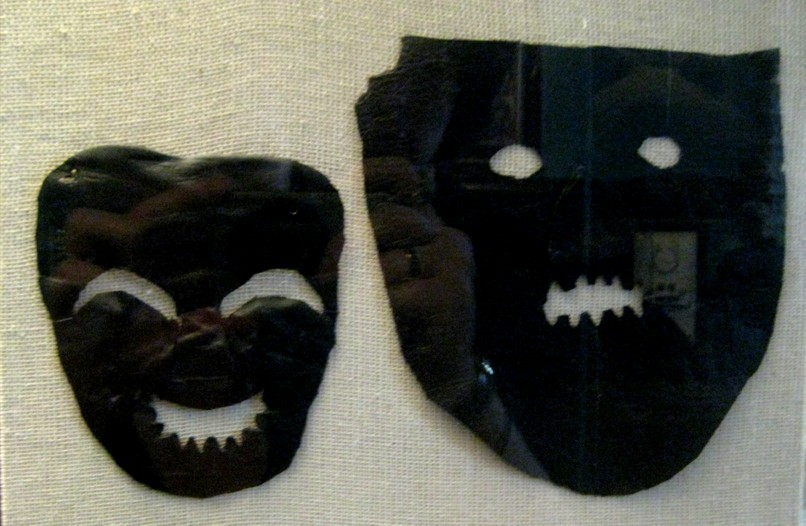
スコモローフが使用した面（革製、12 - 13世紀ごろ）

中世ロシアにおいて、民衆の間ではスコモローフと呼ばれる芸能者が活動し、宴会や婚礼（婚配機密）、埋葬式などの際に歌や踊り、楽器演奏、人形劇などの芸によって娯楽を提供した。
スコモローフの起源は、10世紀ビザンティン文化の流入に伴って移ってきたギリシャ系芸人とする説と、キリスト教以前のロシアで宗教的儀礼を司ったという説の二つがある。
いずれにせよ、スコモローフの音楽は、古代スラヴ人の民族的な歌謡をもとにしつつ、ビザンティンの正教奉神礼の影響を受けながら発展したと考えられており、スコモローフが民衆の中で伝承・血肉化した民族音楽は、近代・現代のロシア芸術音楽の最大の源泉となったとされる。
スコモローフたちが演奏に用いた楽器にグースリ、ドムラ、バラライカなどがあり、このほか管楽器や打楽器も用いられた。『ロシア民族音楽物語』の著者ウラジーミル・ポポノフによれば、11世紀、キエフ大公スヴャトスラフ・ヤロスラヴィチ（en:Sviatoslav II of Kiev 1027年 - 1076年）の宮殿では、大編成の器楽アンサンブルによる演奏会が定期的に催され、ロシア民謡を題材としたという。
後に、19世紀末から20世紀にかけて、ワシーリー・アンドレーエフ（1861年 - 1918年）はこれらの楽器を復元・改良し、ロシア民族楽器オーケストラを組織している。
13世紀から15世紀にかけて、モンゴル軍の襲撃を免れたノヴゴロドではスコモローフの芸術水準はとくに高まり、16世紀ごろには最盛期を迎えたとされる。
イヴァン4世（イワン雷帝、1530年 - 1584年）は、ノヴゴロドを制圧するとこの地からスコモローフたちをモスクワの宮廷に集め、興に乗ると自身がスコモローフの衣装を身にまとって踊ったという。
しかし、スコモローフは非キリスト教的な世界観を体現していたため、ロシア正教会から敵視され、「悪魔の使い」として排斥を受け、17世紀にはモスクワ大公国から追放された。
スコモローフは18世紀以降衰退し、彼らの民俗・文化は、後世見世物小屋の呼び込みや大道芸、サーカスの熊の芸などへとつながっていった。
ロシア音楽史研究者であり『ロシア音楽史　《カマリーンスカヤ》から《バービイ・ヤール》まで』の著者フランシス・マースは、「ロシアにおける芸術音楽の歴史は17世紀後半にさかのぼる。それまで、ロシア正教会は一貫して世俗音楽を弾圧し、ロシア音楽は肥沃な土壌を欠いてきた。」と述べている。
また、『ラルース世界音楽事典』の「ロシア」の項では、「ピョートル大帝以前のロシアにおいて、芸術音楽はただ統一のない萌芽的な状態でのみ見いだされる。」としている。

## 18世紀

### 世俗音楽の興隆

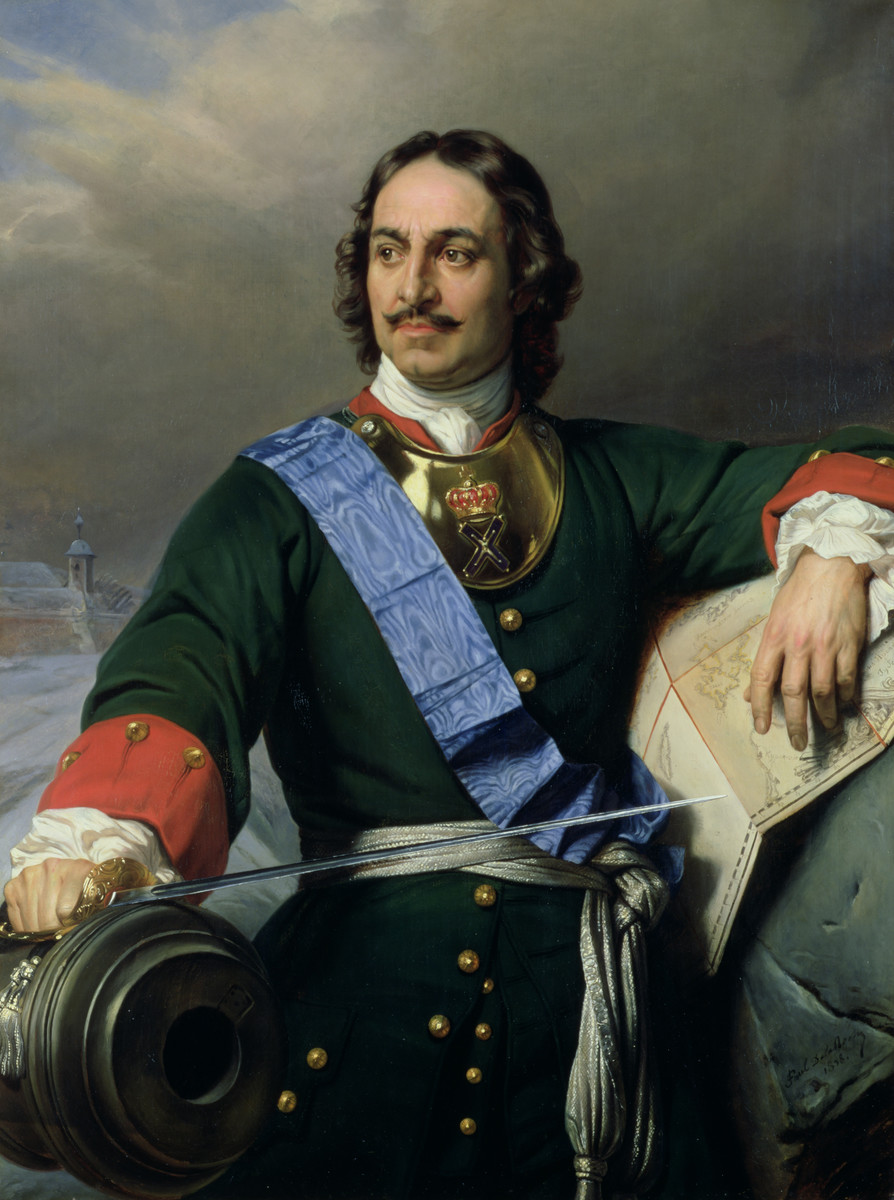
ロシア皇帝ピョートル1世（1682年 - 1725年）

ピョートル1世（1682年 - 1725年）の近代化政策によって、1703年にサンクトペテルブルクが建都されると、この地に西ヨーロッパの音楽がもたらされた。ピョートル1世は、2度にわたって西ヨーロッパに長期旅行しており、旅先で楽しんだジングシュピールやグロッケンシュピール、ホルンを中心とした水上音楽などの演奏家をロシアに連れ帰り、宮廷での演奏とロシア人弟子の育成を命じた。一方で、総主教座の廃止及び聖務会院の設置により宗教界の統制を断行し、遷都を機会に総主教聖歌隊のメンバーをペテルブルクに移動させ、酒宴などで歌わせた。こうしてロシア音楽の中心は聖堂から世俗の場に移っていった。
女帝アンナ（1693年 - 1740年）は、イタリア人楽士を多数雇い、ロシア宮廷にオペラや器楽を楽しむ習慣を導入した。アンナの即位後、1731年にモスクワで上演されたジョヴァンニ・リストーリ作曲のオペラ・ブッファ『カランドロ』は、ロシア初のイタリア・オペラ上演である。1736年にはイタリアから作曲家フランチェスコ・アラーヤを招いてイタリア・オペラを上演させた。また、アンナ女帝の下で宮廷聖歌隊が再組織され、彼らの音楽はイタリア音楽の影響により、ロシア正教会の奉神礼詞を用いながらも世俗音楽と区別しがたい状況となった。
女帝エリザヴェータ（1709年 - 1762年）は、即位後に政治への熱意を失い、観劇や舞踏会、サロンなどの娯楽に興じるようになった。エリザヴェータの時代にロシアの宮廷文化は発展し、1755年にはロシア語による初のオペラ『ツェファールとプロクリス』（アレクサンドル・スマローコフ台本、フランチェスコ・アラーヤ作曲）が生まれた。
アレクサンドル1世の時代には、フランスからフランソワ＝アドリアン・ボイエルデュー（1775年 - 1834年）が宮廷楽長としてサンクトペテルブルクに滞在し、フランス・オペラの影響も強まった。

### ロシア・オペラの草創期

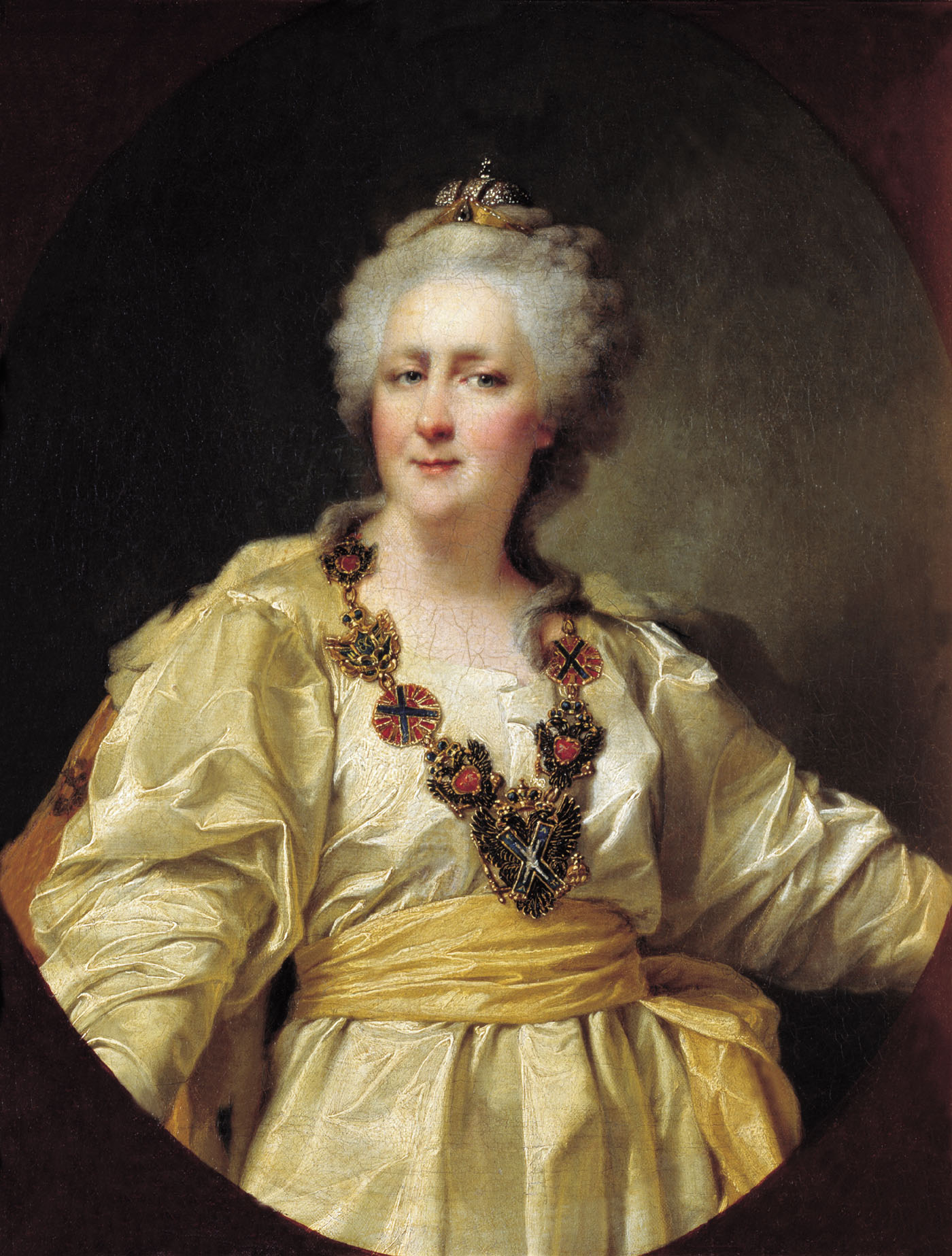
ロシア女帝エカチェリーナ2世（1729年 - 1796年）

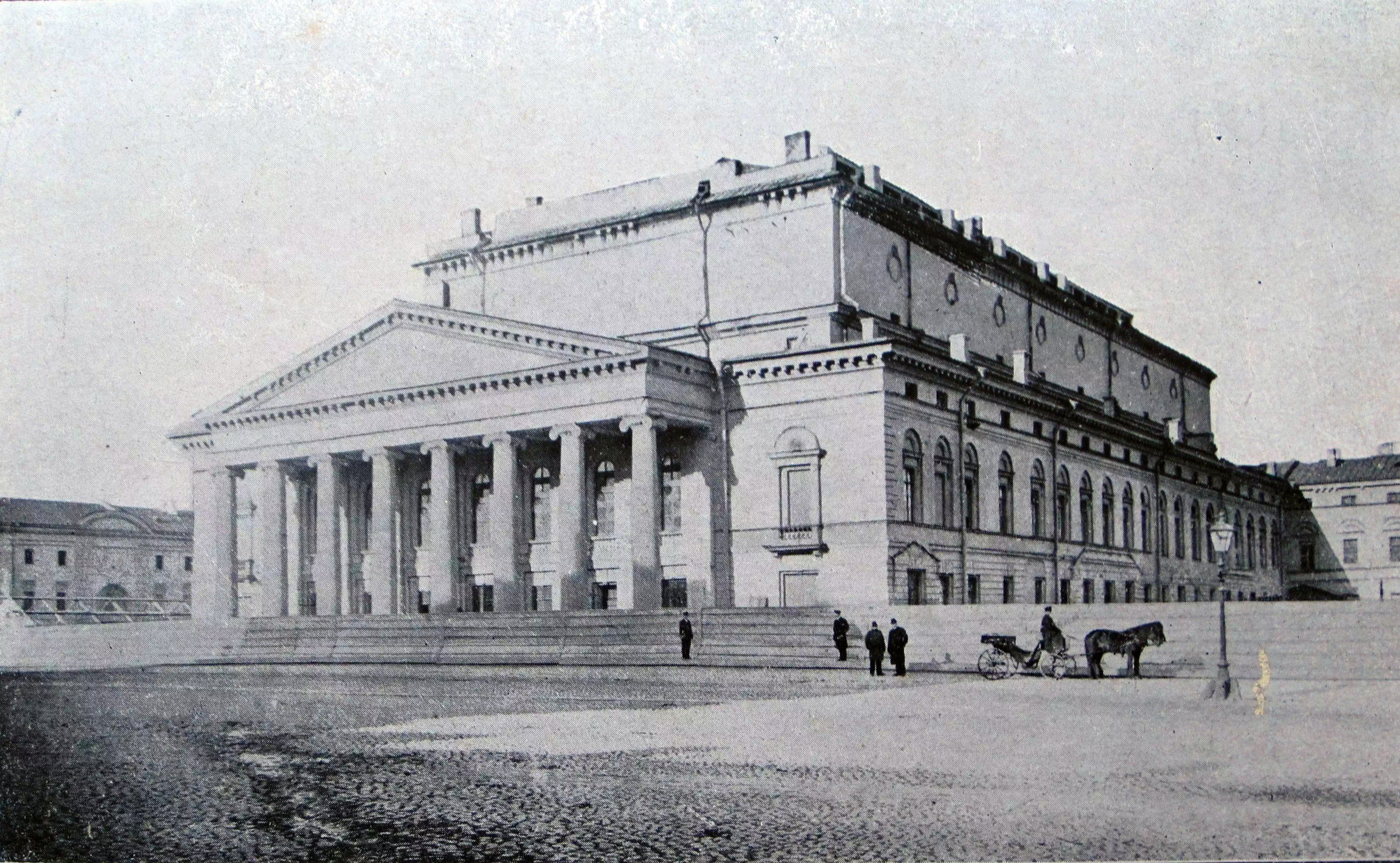
ボリショイ・カーメンヌイ劇場

女帝エカチェリーナ2世（1729年 - 1796年）はドイツ諸侯の公女として生まれ、チェンバロを学び、フリードリヒ大王の宮殿で当時最新のサロン音楽に接していた。皇太子ピョートル（ピョートル3世）との結婚後はロシア宮廷と貴族サロンの芸術水準の向上を図り、ドイツ、イタリア、フランス各国から音楽家を招いた。宮廷劇場の楽長にはイタリア人のトンマーゾ・トラエッタ（1727年 - 1779年）やジョヴァンニ・パイジエッロ（1740年 - 1816年）が任命された。1776年にはピョートル・ウルソフ公爵にモスクワでの興行権を与えてボリショイ劇場の歴史を実質的に主導、サンクトペテルブルクでは、ボリショイ・カーメンヌイ劇場（1783年）及びエルミタージュ劇場（1785年。現エルミタージュ美術館内）を開設し、オペラ台本を執筆して自らも創作に参加した。エカチェリーナ2世が書いた台本によるオペラとして『フェヴェーイ（ヴァシーリー・パシケーヴィチ作曲、1786年）や『オレーグの初期統治』（パシケーヴィチとジュゼッペ・サルティによる作曲、1790年）などがある。一方、エフスティグネイ・フォミーン（1761年 - 1800年）のオペラ『アメリカ人』（1788年）の上演に際しては台本の改編を命じて検閲制度を確立した。
ボリショイ・カーメンヌイ劇場（石の大劇場）はサンクトペテルブルク最初の常設のオペラ劇場であり、ペテルブルク・ボリショイ劇場とも呼ばれる。エカチェリーナ2世の命によって建設され、1783年9月24日、パイジエッロのオペラ『月の世界』で開幕した。帝室直属の劇場として、オペラ、バレエ、演劇などが定期的に上演され、19世紀以降は演劇が切り離されてオペラとバレエ専用となる。イタリア人作曲家・指揮者カッテリーノ・カヴォス（1775年 - 1840年）やフランス人バレエ指導者シャルル・ディドロ（1767年 - 1837年）らの活躍により、サンクトペテルブルクの芸術水準は飛躍的に向上した。
こうして、18世紀のロシア宮廷がヨーロッパの主流に加わっていく過程で、サンクトペテルブルクでの音楽芸術はイタリア・オペラが支配的なジャンルとなり、作曲家や演奏家についても外国人への依存を強めていった。

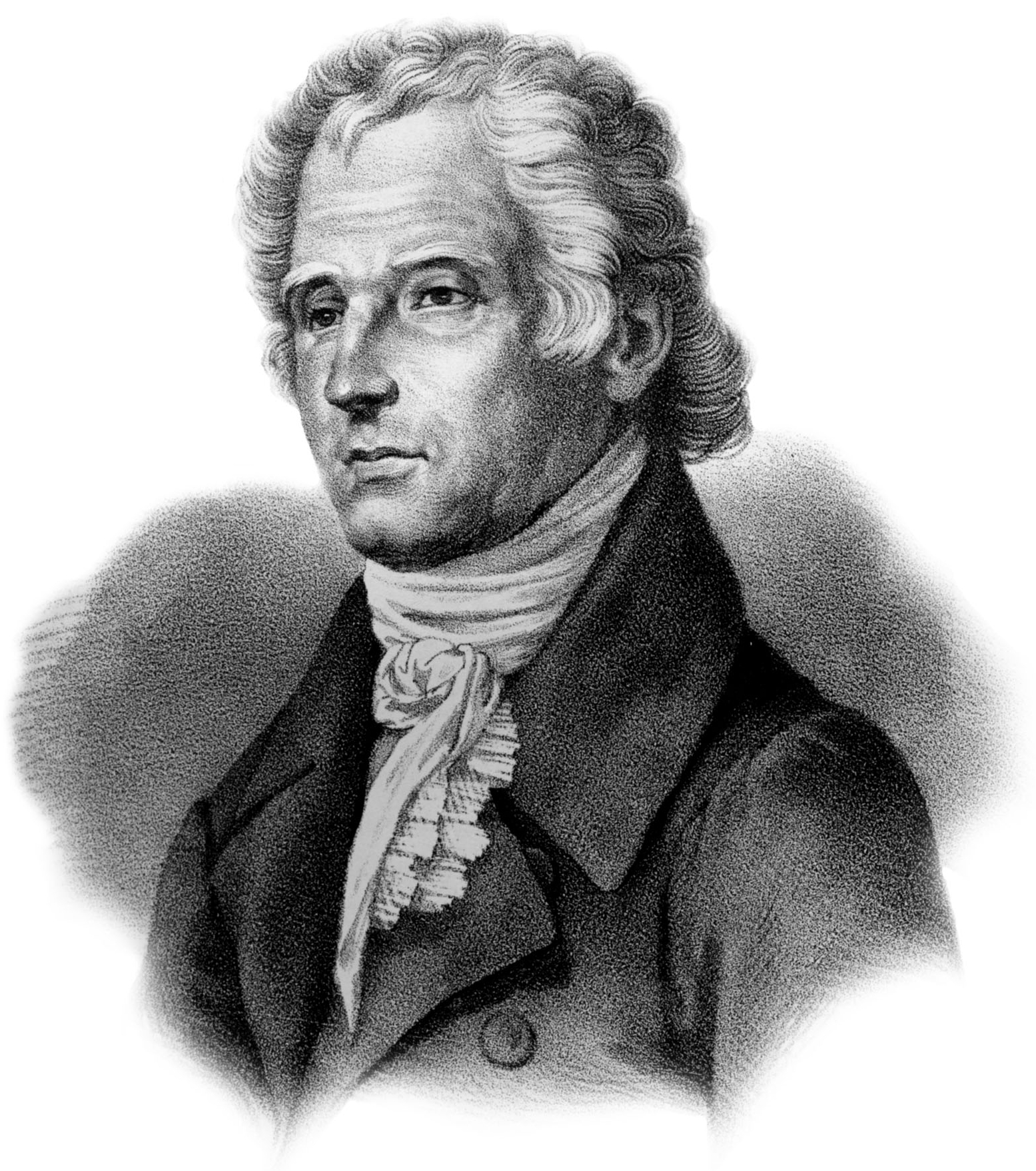
ドミトリー・ボルトニャンスキー（1751年 - 1825年）

一方で、18世紀から19世紀初頭にかけてはロシア・オペラの草創期といえ、上記パシケーヴィチ（1742年 - 1797年）、フォミーン、アレクセイ・ティトーフ（1769年 - 1827年）、ミハイル・ソコロフスキー（生没年不詳）、ステパン・ダヴィドフ（1777年 - 1825年）らの作品が外国人有名作曲家のオペラやバレエ作品と並んで上演された。
ロシアの作曲家たちは、音楽的な技術を訓練するため、しばしばイタリアに派遣された。このような例として、マクシム・ベレゾフスキー（1745年? - 1777年）やドミトリー・ボルトニャンスキー（1751年 - 1825年）、フォミーンらが挙げられる。このうちボルトニャンスキーは、ウクライナ生まれでイタリアとドイツで研鑽を積み、オペラから聖歌まで幅広いジャンルで作品を残した。ボルトニャンスキーはサンクトペテルブルクの宮廷楽長や合唱指揮者を歴任し、1816年には聖歌出版・新作の許認可権を持つなど行政官としても権力をふるった。なお、ボルトニャンスキーから始まった宮廷合唱団による正教聖歌の独占権は、後にピョートル・チャイコフスキーが自身の新作聖歌の発表をめぐって法廷闘争によって勝利するまで保持された。

### 民謡と「ロシア歌謡」

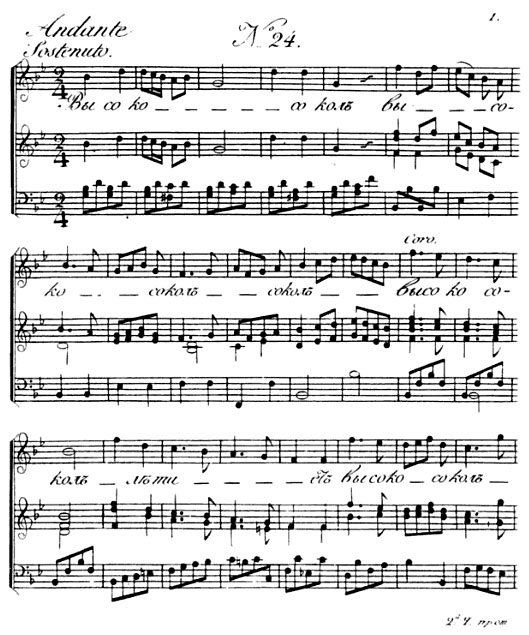
1806年版『リヴォーフ・プラーチの民謡集』の譜面

宮廷の外では、都市の発展によって招き寄せられた農民や職人が民謡をもたらした。これら民謡と西欧文化との融合によって、「ロシア歌謡」と呼ばれる新たなジャンルが生まれた。ロシア歌謡は、ロシア語の歌詞を持ちながら、民謡のように多声化されず、西ヨーロッパからもたらされた鍵盤楽器による和音伴奏の形態を特徴とする。ロシア歌謡は、18世紀初頭に起こったカントに代わってロシアの世俗歌謡の新しい形式となり、貴族のサロンなどで愛唱され、都市の広い市民層にも広がった。ロシア歌謡を集めたグリゴリー・テプロフ（1717年 - 1779年）の『余暇の暇つぶし』（1759年）は、ロシアで最初に出版された歌曲集でもある。
喜劇の舞台では、俳優たちがロシア民謡を歌う場合があり、これはコミック・オペラにつながった。コミック・オペラのテーマとして人気があったのは農民や農奴を題材としたもので、代表的作品として『粉屋は魔法使いで詐欺師で仲人』（アレクサンドル・アブレシモフ台本、ソコロフスキー作曲、1779年）や中流社会を題材にした『サンクトペテルブルクの市場』（パシケーヴィチとマティンスキーによる合作。1779年。1792年改訂）がある。
18世紀末には最初のいくつかの民謡集が出版された。重要な民謡集として、ワシーリー・トルトフスキー（1776年 - 1795年出版）によるもの、ニコライ・リヴォーフ（1790年 - 1815年出版）によるものがある。リヴォーフの民謡集は実質的にはロシア歌謡であったが、ロッシーニ、フンメル、ソル、ベートーヴェン（弦楽四重奏曲第7番及び第8番「ラズモフスキー」におけるロシア主題）らが利用するなど、ロシア国内外に大きな影響力を及ぼした。また、貴族のサロンで民謡やロシア歌謡が演奏されることで、国民意識の覚醒に一定の役割を果たした。
19世紀に入ると、ナポレオンによるロシア戦役によって、国民意識はいっそうの高まりを見せる。こうした中で、ロシア歌謡は「ロシア・ロマンス」と呼ばれる新しい都会的な抒情歌謡のジャンルへと発展的に解消されていった。ロシア・ロマンスには2つの特徴が見られる。ひとつはワルツ、ポロネーズといった西ヨーロッパの舞踏形式を用いていること、もうひとつは6度の下行音程を過剰に利用した感傷的な旋律様式を備えていたことである。「トロイカ」、「赤いサラファン」、「ステンカ・ラージン」など、日本でも知られる「ロシア民謡」の多くはロシア・ロマンスの様式である。

## 19世紀

### 「官製国民性」とイタリア・オペラの席巻

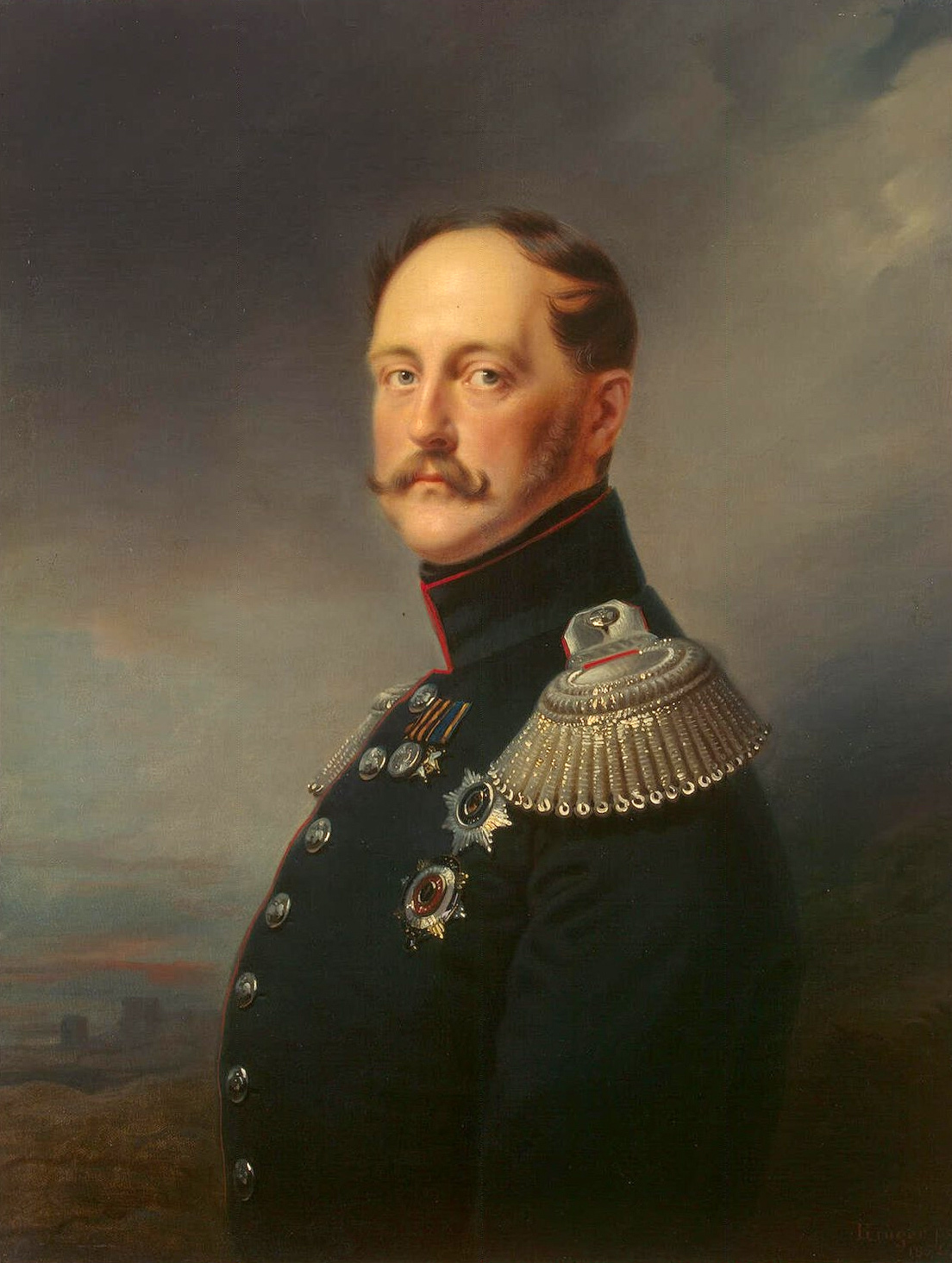
ロシア皇帝ニコライ1世(1796-1855)

ニコライ1世（1796年 - 1855年）は典型的な専制君主として知られ、文化的側面においても同様の施策を採った。1829年の勅令によって、モスクワとサンクトペテルブルクの全劇場は運営や財政を皇帝の直接的な管理下に置かれ、検閲が強化された。オペラ上演は、暴君に対する民衆の抵抗や革命を鼓舞する内容は禁じられ、聖書の内容を世俗化したものについてもロシア正教の教義にしたがって排斥されるか、または名称・筋書きの変更を強いられた。
1833年には、文部大臣セルゲイ・ウヴァーロフが「正教、専制、国民性」の3原則を提唱し、すべてのロシア国民がしたがうべきものとされた。同じ年に、勅令により新国歌『神よツァーリを護り給え』（ヴァシーリー・ジュコーフスキー詞、アレクセイ・リヴォフ曲）が制定されている。
ウヴァーロフが唱えた3原則は「官製国民性」と呼ばれ、ツァーリによる絶対君主制を神の意志の顕現と見なすことによって正教信仰と専制政治護持を関連づけるとともに、これを民族性の基礎としたものである。すなわち「官製国民性」は、実質的に農奴制に基づく君主制維持を目的とした反動的イデオロギーにほかならなかった。しかしこれによって、図らずも以降のロシア民族主義運動の展開が促され、後の国民楽派の発展に大きな影響を与えることになった。そのもっとも顕著な成果として挙げられるのが、ミハイル・グリンカのオペラ『皇帝に捧げた命』（1836年初演）である。

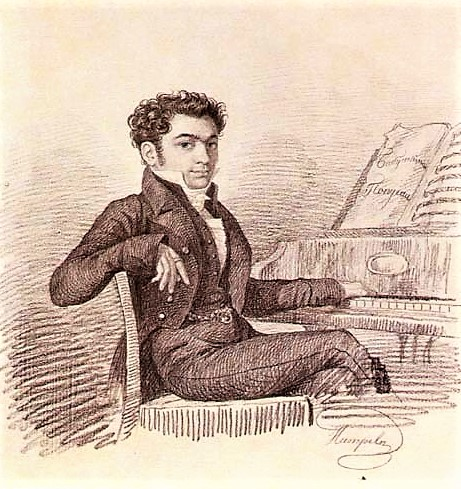
20歳のころのアレクセイ・ヴェルストフスキー（1799年 - 1862年）

また、ニコライ1世は帝都サンクトペテルブルクをヨーロッパに匹敵する都市として箔付けし、自らは啓蒙専制君主として名乗りを上げるために1843年にイタリア・オペラ団を創設し、ボリショイ・カーメンヌイ劇場（石の大劇場）をその本拠地とした。皇帝はイタリア・オペラ団への出資をいとわず、最高のイタリア人歌手を出演させ、管弦楽の質も無類のものとなった。その陰で、ロシア・オペラは他の劇場へと排除され、長い間適当な本拠地を与えられず、1843年以降はモスクワが主な活動拠点となった。
こうして19世紀半ば以降、ロシアのオペラ作品はレパートリーから外れていき、イタリア・オペラによる独占状態となる。
この時代の指導的なロシアのオペラ作曲家は、アレクセイ・ヴェルストフスキー（1799年 - 1862年）とミハイル・グリンカ（1804年 - 1857年）である。ヴェルストフスキーはウェーバーを模範とし、代表的作品に『パン・トヴァルドフスキー』（1818年）や『アスコリドの墓』（1835年）がある。グリンカは、オペラ『皇帝に捧げた命』（1836年）や『ルスランとリュドミラ』（1842年）を作曲し、のちの音楽批評家たちによって「ロシア音楽の父」と見なされた（下記#グリンカの節参照）。

### グリンカ

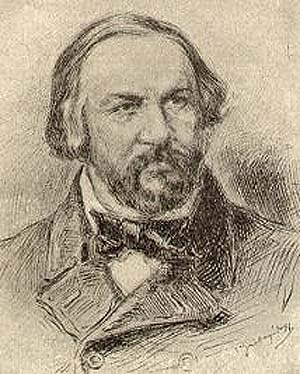
ミハイル・グリンカ（1804年 - 1857年）

ミハイル・グリンカ（1804年 - 1857年）は、西ヨーロッパで聴き手を得た最初のロシアの作曲家となった。グリンカは貴族出身で、イタリアでヴィンチェンツォ・ベッリーニやガエターノ・ドニゼッティに会うなど、オペラを研究した。ベルリンでは音楽理論家ジークフリート・デーンに対位法や和声を学んでいる。グリンカの作風は西ヨーロッパの様式すべてを活用した折衷主義的なものであり、ロシア的要素は実際には限られていた。しかし、グリンカのロシア的要素は19世紀ロシアの歴史家たちによって強調され、その評価は20世紀まで及んだ。この点、『ロシア音楽の魅力』の著者森田稔は、グリンカはロシアの民族的な音楽を確立したのではなく、国際的に通用する高い水準でイタリアやドイツの音楽語法を獲得していたという意味で、ロシア最初の作曲家であり、ロシア音楽の「祖」であると述べている。
グリンカの最初のオペラ『皇帝に捧げた命』は、ロシアの国民的テーマに基づき、ロシア語による歌詞、語りのダイアローグを含まずに完全に音楽が付けられた初めての作品として画期をなすものであり、1836年の初演は熱狂的に迎えられた。同時にこのオペラは、すでに述べたように当時のロシアの支配的イデオロギーと密接に関わっていた。ロシア民謡の使用は、「官製国民性」に基づきオペラに登場する民衆の存在を反映するように意図されたものであり、のちに強調されたような、「民謡をロシア芸術音楽の新たな形式の基礎とする強い意志に基づく計画の一部」などではなかった。
6年後の1842年に『ルスランとリュドミラ』が初演されたころにはオペラを取り巻く状況が変わり、サンクトペテルブルクでは1843年にニコライ1世がボリショイ・カーメンヌイ劇場（石の大劇場）にイタリア・オペラ団を創設したために、ロシア・オペラ団は本拠地を失った。『ルスランとリュドミラ』は演目から外れ、モスクワでのみ上演された。しかし、『ルスランとリュドミラ』はフランツ・リストやエクトル・ベルリオーズから称賛を受けるなどロシア国外で注目された。ベルリオーズとの接触に刺激を受けたグリンカは、民族的特徴を持った一連の管弦楽作品を着想し、スペイン的な『ホタ・アラゴネーサ』（1845年）、『カスティーリャの思い出』（別名『マドリードの思い出』、1848年）、ロシア的な『カマリンスカヤ』（1848年）が作曲される。
このうち、管弦楽のための幻想曲『カマリンスカヤ』は、以降のロシアの管弦楽曲のモデルを確立した。『カマリンスカヤ』は、ロシア民謡の素材のみを用いながら成熟した器楽作品として作り上げられたとはいえ、グリンカ本人はこの曲に対して、特に豊かな国民主義的意義を与えてはいなかった。しかし、後のロシア国民楽派の作曲家たちは『カマリンスカヤ』を意図的に追求すべき規範とした。この曲について、ピョートル・チャイコフスキーは「大きな樫の木のすべてが小さなドングリ一粒に含まれているように、この曲の中にはロシア音楽のすべてが宿っている」と評している。

### 管弦楽演奏会の始まり

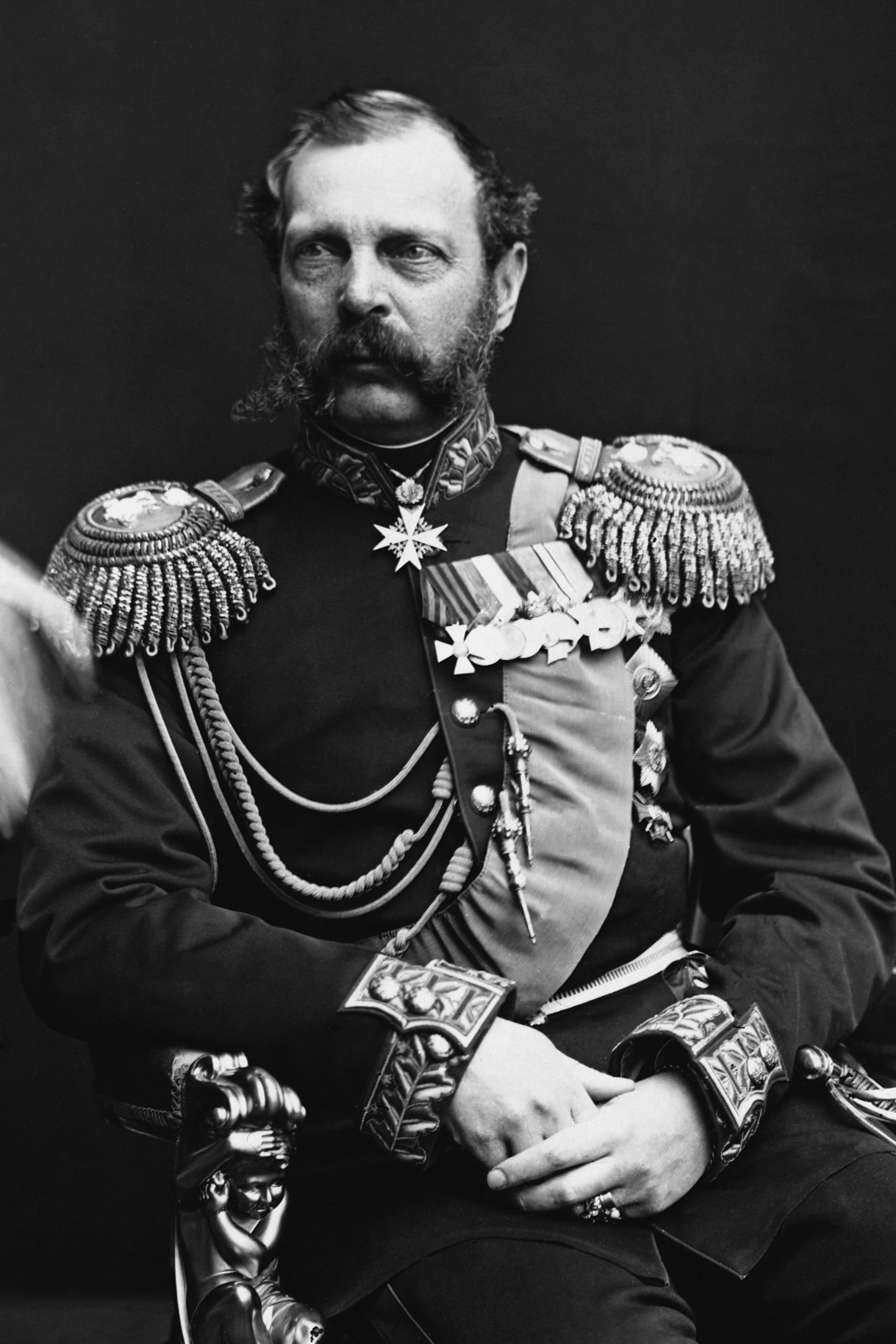
ロシア皇帝アレクサンドル2世（1818年 - 1881年）

1803年にジョン・フィールド、1808年にダニエル・シュタイベルトといったピアノの名手がロシアに居を定めたことをはじめとして、19世紀に入ると、クララ・シューマン、フランツ・リスト、エクトル・ベルリオーズら西ヨーロッパで傑出したヴィルトゥオーゾとうたわれた演奏家や作曲家たちがサンクトペテルブルクを訪れて客演するようになる。オペラと比べて交響曲は人気に著しい差があったものの、このころからハイドンやモーツァルトなどウィーン古典派音楽の普及が始まった。
ロシアで管弦楽演奏会の最も古い組織は、1802年に創設されたサンクトペテルブルク・フィルハーモニー協会である。フィルハーモニー協会による最初のコンサートでは、ハイドンのオラトリオ『天地創造』が演奏された。ニコライ1世によるイタリア・オペラ偏重政策のもとで、フィルハーモニー協会の演奏会はオペラ上演の合間を縫う形で開催されたため、レパートリーはイタリア・オペラからとられた通俗曲に縮小されがちであったが、1824年にはベートーヴェンの『ミサ・ソレムニス』を世界初演するなど、1902年までの100年間に計205回のコンサートを挙行した。

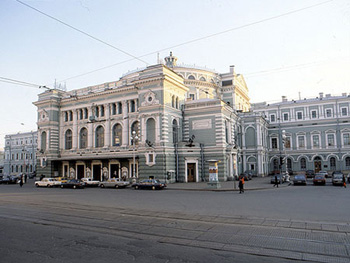
マリインスキー劇場

ニコライ1世の後を継いだアレクサンドル2世は、クリミア戦争に敗北したロシア帝国の立て直しを図り、1861年の農奴解放をはじめとする自由主義的「大改革」を断行する。これにより、社会体制だけでなく芸術分野にも共鳴する動きが現れ始める。サンクトペテルブルクでは1850年代半ばから、サーカス劇場でロシア・オペラの上演が復活した。同劇場は1859年に火災で消失するが、1860年に皇后マリア・アレクサンドロヴナの名を冠して建てられたのがマリインスキー劇場である。これより、マリインスキー劇場ではコンスタンティン・リャードフ（アナトーリ・リャードフの父。1820年 - 1871年）、エドゥアルド・ナープラヴニーク（1839年 - 1916年）らの指揮者によってグリンカ『ルスランとリュドミラ』、セローフ『ユディト』、ダルゴムイシスキー『石の客』、ムソルグスキー『ボリス・ゴドゥノフ』ほか、リムスキー＝コルサコフやチャイコフスキーらの代表的なロシア・オペラ作品が次々に上演されることになった。
下って1882年には、皇帝の近衛師団や近衛騎兵隊の軍楽隊を基礎として「宮廷管弦楽団」が編成された。これには管弦楽団と吹奏楽団の2隊があり、皇帝の宮廷行事での音楽を担当するとともに、楽譜図書館と音楽史博物館を併設していた。宮廷管弦楽団は1896年から有料の公開演奏会を始め、1902年からはロシア作品の系統的な初演を手がけるようになり、20世紀初頭にはロシア音楽界に大きな影響を与えた。宮廷管弦楽団はロシア革命後にレニングラード・フィルハーモニー交響楽団（現在のサンクトペテルブルク・フィルハーモニー交響楽団）となる。

### ロシア音楽協会とサンクトペテルブルク音楽院の創立

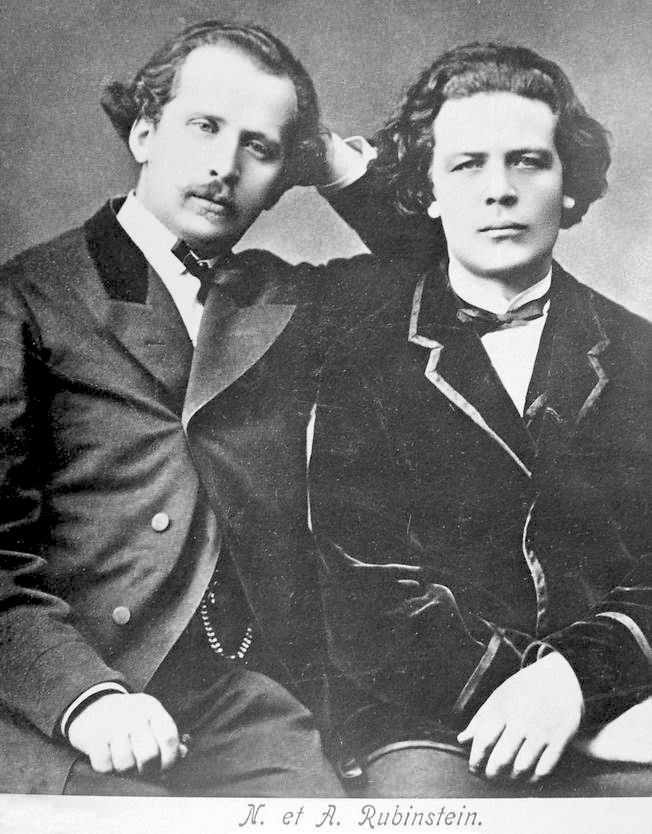
アントン・ルビンシテイン（右、1829年 - 1894年）とニコライ・ルビンシテイン（左、1835年 - 1881年）

ロシアの階級社会では、画家や彫刻家、俳優たちに「自由芸術家」という身分が与えられ、人頭税や軍務免除などの特権が認められたのに対して、音楽家には公的地位がなく、農民と変わらない状態だった。音楽家は本来的に外国人の役割とされ、ロシア人の職業として認められていなかったのである。また音楽教育の面でも、教師たちが適切な訓練を受けておらず、より高いレベルを求める者は外国へ出なければならなかった。このため、グリンカをはじめ、アレクセイ・リヴォフやアレクサンドル・ダルゴムイシスキーら、このころまでに活躍した作曲家の多くは貴族出身であり、収入を芸術に依存することがない者たちだった。一方、18世紀後半から19世紀前半にかけて、歌や楽器演奏、芝居や踊りの才能で主人に奉仕した農奴たちは「農奴音楽家」と呼ばれた。のちにバラキレフとともに無料音楽学校を設立した合唱指揮者ガブリイル・ロマーキン（1812年 - 1885年）もその一人である。
1855年、こうしたロシア音楽界のオペラ支配やアマチュア主義、職業的訓練と社会的地位の欠如をウィーンの『演劇・音楽・美術』誌で批判したのが、アントン・ルビンシテイン（1829年 - 1894年）である。ルビンシテインはピアニストとして知られるとともに、1844年からベルリンで生活してメンデルスゾーンやシューマンとも交流があった。ドイツでは音楽は偉大な芸術であり、人間の精神の高次の表現として扱われていた経験から、ルビンシテインは、より高等な音楽教育が音楽文化の建設に不可欠だと確信していた。また、ロシアではこの年にアレクサンドル2世が帝位を継ぎ、自由主義的改革や国民的才能を支援する姿勢が打ち出された。

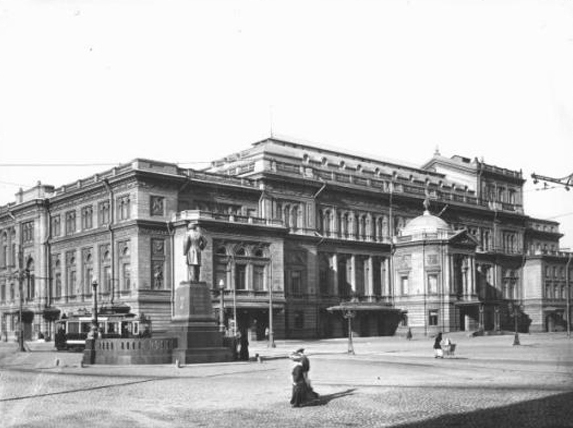
サンクトペテルブルク音楽院

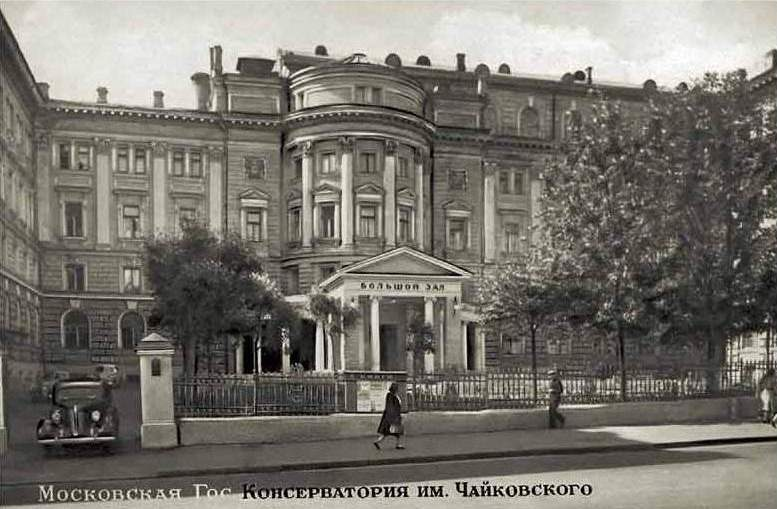
モスクワ音楽院（1940年）

ルビンシテインは1858年にロシアに帰国すると、翌1859年に大公妃エレナ・パヴロヴナの支援を受けて「ロシア音楽協会」(RMO)を設立し、同協会の芸術監督となった。1862年にはサンクトペテルブルク音楽院を開校し、同院長となる。音楽院創設と同時に入学した生徒のひとりにピョートル・チャイコフスキー（1865年卒業）がいた。1866年にはモスクワ音楽院が開校し、院長にアントンの弟ニコライ・ルビンシテインが就任するとともに、チャイコフスキーやゲルマン・ラローシらサンクトペテルブルク音楽院の卒業生が講師に選ばれた。サンクトペテルブルク音楽院やモスクワ音楽院で高等音楽教育を修了した音楽家は、「自由芸術家」の称号が与えられることになり、このことはロシアの職業音楽家の公的地位向上と音楽活動の発展に大きな刺激を与えた。
ルビンシテインは、19世紀ロシア音楽の保守的潮流を代表する存在であった。1889年の回想の中で彼は、「真の音楽の歴史は、ショパンによって最後の音が書かれ、終わった」と主張している。加えて、ルビンシテインはロシア音楽のディレッタンティズム（アマチュア主義）を批判し、サンクトペテルブルク音楽院の創設に関わっては、国籍より質を優先する立場から教師の大部分を外国人とし、ミリイ・バラキレフら民族主義の作曲家たちを排斥したため、バラキレフたちの激しい反発を招いた。
また、ロシア音楽協会やサンクトペテルブルク音楽院の運営は、支援者であるエレナ・パヴロヴナ妃の意向が最優先され、ルビンシテインには実質的な決定権がなかった。ルビンシテインは音楽協会の理事会でウラジーミル・オドエフスキー公やダルゴムイシスキーらと衝突し、大公妃が教師や生徒たちを夜会で演奏させるなど自分の使用人のように扱うのにも耐えなければならなかった。これらは、1867年にルビンシテインが2つの地位を辞任して再びロシアを去ることにつながった。しかしその間に、ルビンシテインはロシアにおける芸術音楽の確たる基礎を築き上げたと評価されている。

### ロシア国民楽派と反アカデミズムの潮流
アントン・ルビンシテインの西ヨーロッパ古典派音楽重視やアカデミズムに反発し、その公然たる敵対者となったのが、ミリイ・バラキレフ（1837年 - 1910年）である。バラキレフは、ベルリオーズやリストの標題音楽を支持するとともに、グリンカが残した国民主義的音楽の継承・発展をめざして活動、「ロシア国民楽派」を形成した。
1856年から1863年にかけて、バラキレフの理念に共感する音楽家たちが集結し、後に「ロシア5人組」として一般的に知られるようになる。
- ミリイ・バラキレフ（1837年 - 1910年）
- ツェーザリ・キュイ（1835年 - 1918年）
- モデスト・ムソルグスキー（1839年 - 1881年）
- アレクサンドル・ボロディン（1833年 - 1887年）
- ニコライ・リムスキー＝コルサコフ（1844年 - 1908年）

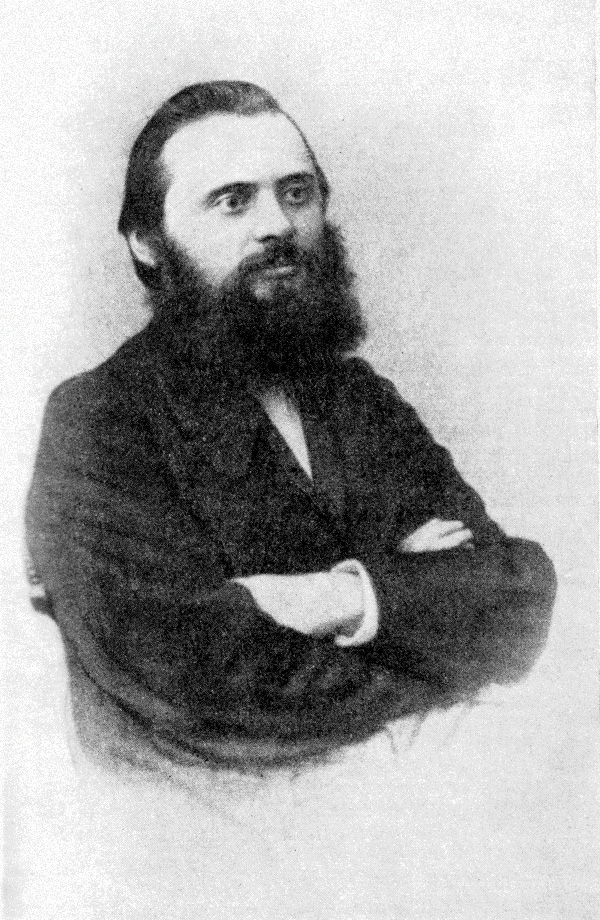
ミリイ・バラキレフ（1837年 - 1910年）
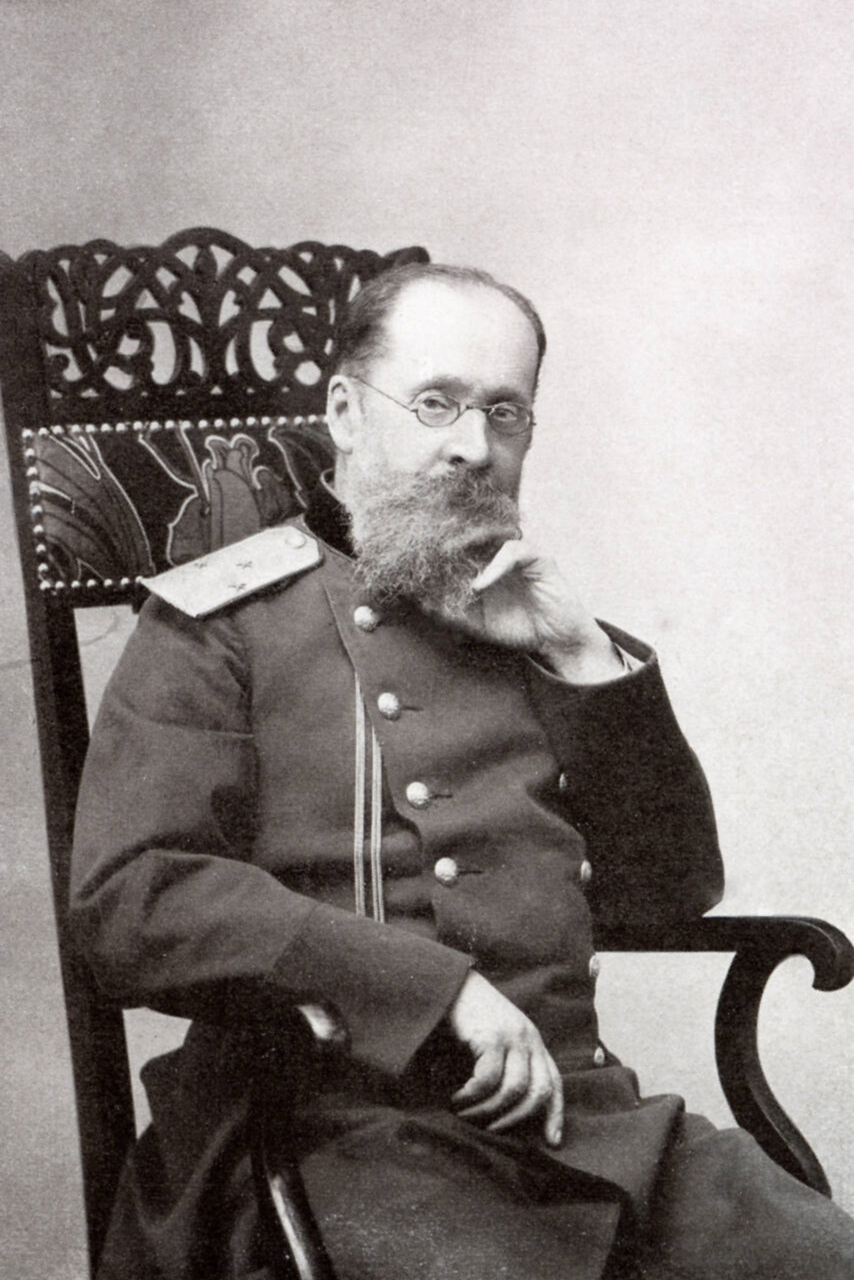
ツェーザリ・キュイ（1835年 - 1918年）
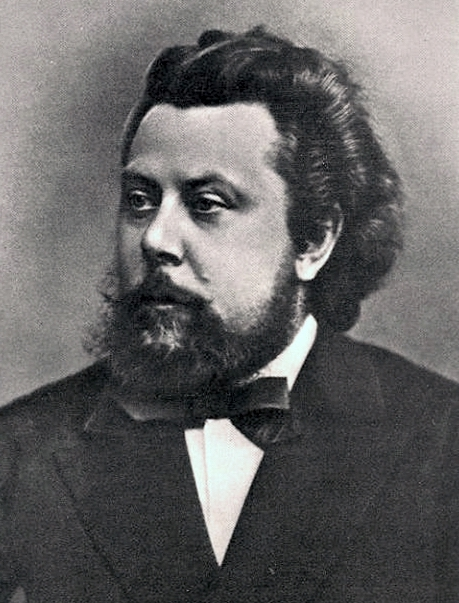
モデスト・ムソルグスキー（1839年 - 1881年）
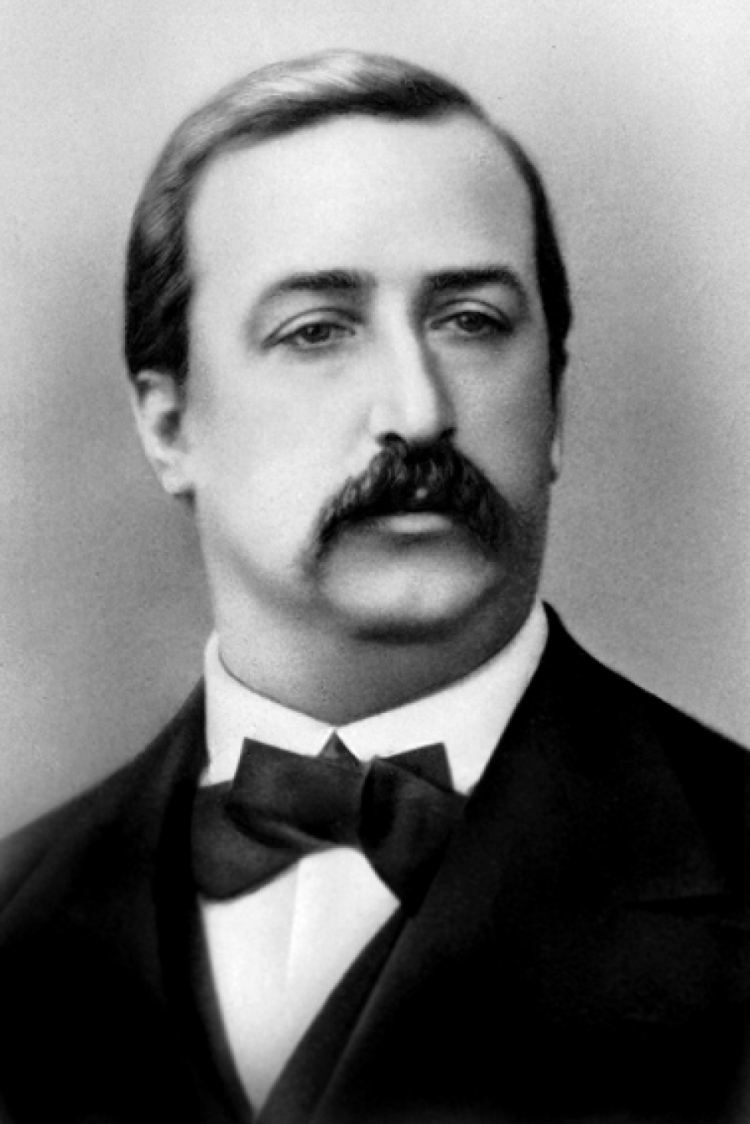
アレクサンドル・ボロディン（1833年 - 1887年）
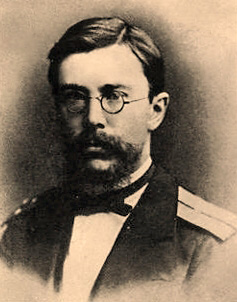
ニコライ・リムスキー＝コルサコフ（1844年 - 1908年）

バラキレフはこのグループを「新ロシア楽派」と称したが、当時このグループは「力強い一団 (Могучая кучка)」と呼ばれた。これは、1867年5月、モスクワで開催されたスラヴ民族誌学会議に際し、バラキレフがスラヴ音楽の演奏会を組織したときに、彼らの助言者・支援者であった芸術評論家ウラディーミル・スターソフ（1824年 - 1906年）が「小さいけれども、すでに力強いロシアの音楽家の一団」と称えたのが最初である。
彼らは、それぞれサンクトペテルブルクを拠点とし、他に本業を持ちながら独学で音楽を始めた点で共通していた。1862年、バラキレフは合唱指揮者のガヴリイル・ロマーキンとともに無料音楽学校を設立、同学校にオーケストラを組織して、自身とそのグループの作品を演奏するようになった。
また、音楽批評家としてキャリアを開始し、1860年代に『ユディト』、『ログネーダ』の2つのオペラ上演を成功させて作曲家としても認められたアレクサンドル・セローフ（1820年 - 1871年）は、ルビンシテインに対する批判姿勢ではバラキレフ同様であったものの、「力強い一団」とも対立関係にあり、当時のサンクトペテルブルク音楽界では「第三の陣営」というべき立場にあった。セローフは、ロシアでは新奇な理論を振りかざす亡命者、あるいは危険な政治犯として見られていたリヒャルト・ワーグナーのオペラ作品の普及にも尽力した。とはいえ、セローフのオペラ『ユディト』や『ログネーダ』は、ワーグナーよりもマイアベーアに近い。

### 国民主義的オペラとリアリズム

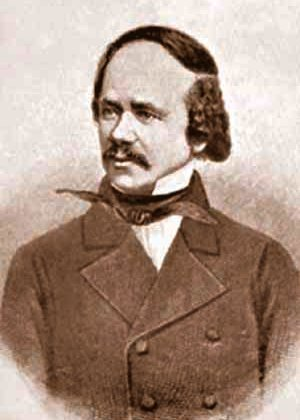
アレクサンドル・ダルゴムイシスキー（1813年 - 1869年）

1860年代末、バラキレフの門弟たちはオペラに関心を持った。これにはセローフの成功が刺激となっていた。バラキレフがオペラに関心を示さなかったため、彼らはアレクサンドル・ダルゴムイシスキーをこのジャンルの指導者とした。ダルゴムイシスキーは当時、プーシキンの戯曲『石の客』のオペラ化に取り組んでおり、原作戯曲を一語も変更せずにそのまま音楽を付けるという異例の方法を採用していた。オペラ『石の客』は作曲者の病死により未完のまま残されたが、キュイとリムスキー＝コルサコフの補作により1872年に初演され、彼らの象徴的な作品となった。
こうした経緯から、以下の国民主義的オペラ作品が着手された。
- ムソルグスキー：『結婚』（未完）。ダルゴムイシスキーの手法に霊感を受けて同じ手法で着手されたが、この計画は放棄された。
- ムソルグスキー『ボリス・ゴドゥノフ』。上記『結婚』の放棄後に着手され、1870年に初稿が完成。しかし、帝室劇場の管理委員会は上演を拒否し、1872年に第二稿が完成した。1873年にオペラの3つの場面が上演され、全体が上演されたのは1874年である。
- キュイ：『ウィリアム・ラトクリフ』（1869年初演）
- リムスキー＝コルサコフ：『プスコフの娘』（1873年初演）
- ボロディン：『イーゴリ公』（未完）。

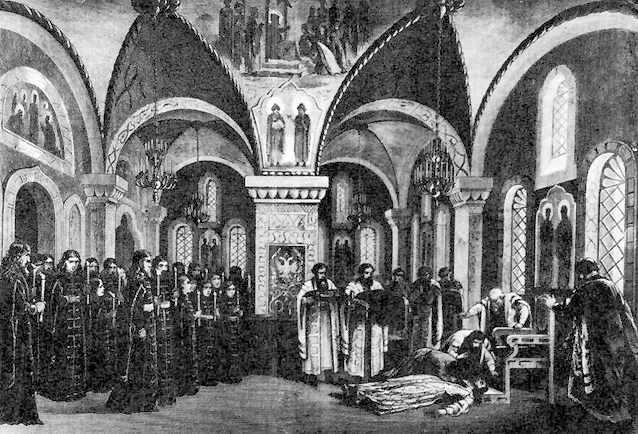
ムソルグスキーのオペラ『ボリス・ゴドゥノフ』から「ボリスの死」の場面（1874年の全曲初演時）

これらのオペラ作品から、「リアリズム理論」が生まれた。彼らはロシア文学からドストエフスキー、トルストイ、チェーホフらの作品に見られる写実主義を手本としつつ、ナロードニキ運動の創始者である哲学者ニコライ・チェルヌイシェフスキーの理論を取り入れた。チェルヌイシェフスキーは『芸術の現実に対する美的関係』（1855年）において、芸術の主題は知性の抽象ではなく客観的に観察し得る現実であるとしていた。音楽とは自然の産物であり、「情緒と形式は相容れない」として形式的技巧を否定するチェルヌイシェフスキーの主張は、アカデミックな訓練に欠けていた「力強い一団」のメンバーたちにとって、そうした訓練への反発や軽蔑の念を正当化するものでもあった。
しかし、上記作品群のなかではムソルグスキーの『ボリス・ゴドゥノフ』が好評を博し、「力強い一団」への一貫した反対者であった音楽批評家ゲルマン・ラローシですら「驚異的な事件」として好意的に評したほかは、影響力を持つ貴族たちから注目されなかった。1862年には、サンクトペテルブルク帝室劇場の委嘱によりイタリアの作曲家ジュゼッペ・ヴェルディがオペラ『運命の力』を作曲し、この作品の上演のために劇場側がすべての費用を負担して国際的に名を知られた独唱者たちが集められるなど、ロシアでのイタリア・オペラ全盛は1870年代までつづく。

### 抗争

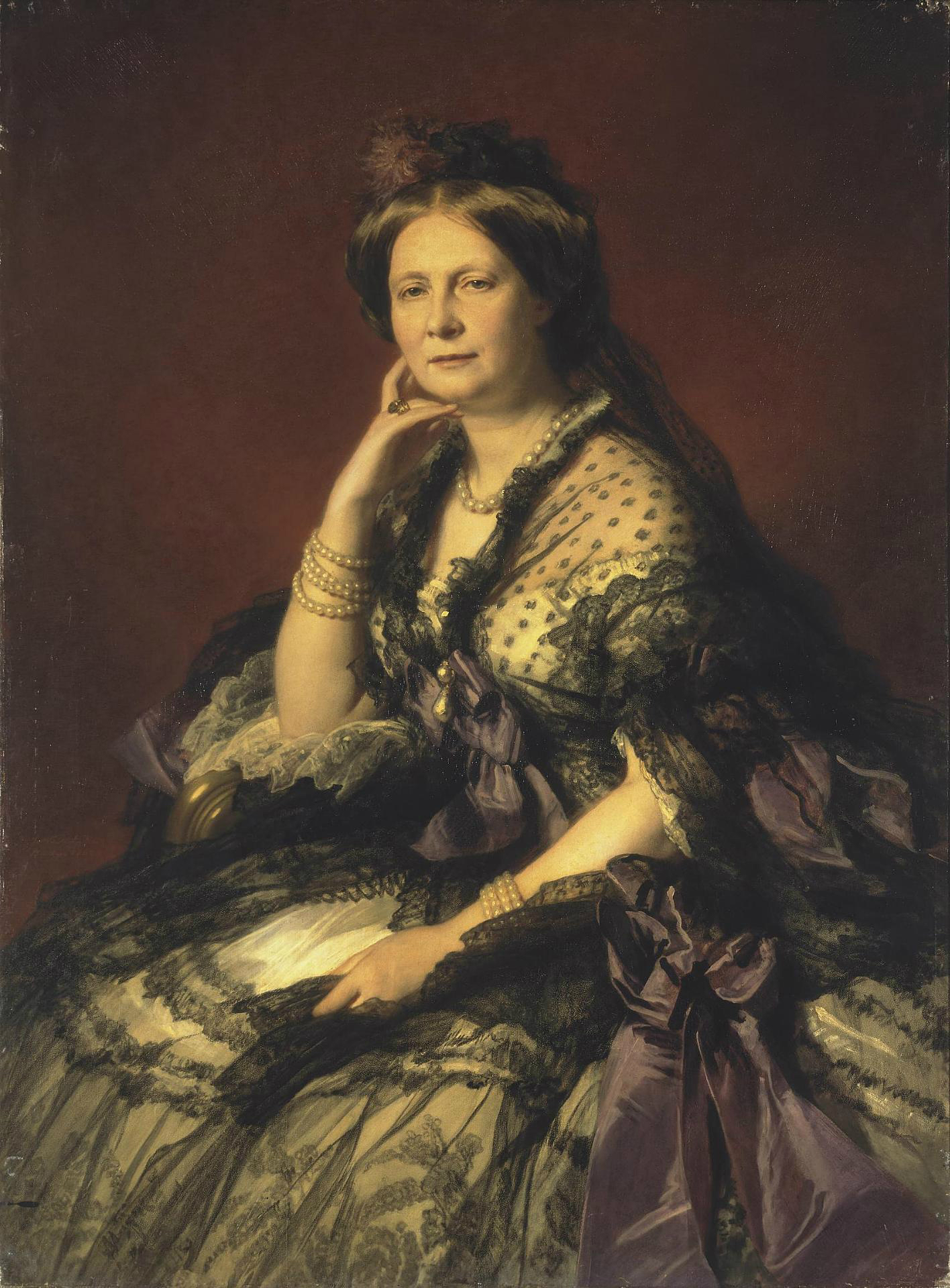
ロシア大公妃エレナ・パヴロヴナ（1807年 - 1873年）

1867年、アントン・ルビンシテインがロシア音楽協会とサンクトペテルブルク音楽院の職を辞してロシアを去り、ロシア音楽協会は後任指揮者としてバラキレフを指名する。これに対してサンクトペテルブルク音楽院の教授だったアレクサンドル・ファミンツィン（1841年 - 1896年）らがバラキレフ批判を展開した。また、バラキレフの非妥協的な性格は、協会内で大公妃エレナ・パヴロヴナとの衝突となって現れた。
この間、「5人組」の中でもムソルグスキーとリムスキー＝コルサコフがバラキレフの高圧的な干渉を拒否し、スターソフもバラキレフの狂信的な民族主義に距離を置くようになるなど、バラキレフの影響力にかげりが見え始めていた。バラキレフは、モスクワ音楽院を卒業して間もないピョートル・チャイコフスキーに接近し、1868年にチャイコフスキーのオペラ『地方長官』の上演を手配したのを機会に助力を申し出た。2人は頻繁に書簡を交わすようになり、この中でバラキレフはチャイコフスキーの交響詩『運命』を厳しく批評し、幻想組曲『ロメオとジュリエット』（1869年）の創作アイデアと構成の細部までを提案している。
1868年にセローフがワーグナーのオペラ『ローエングリン』の上演に失敗し、これをバラキレフ・グループが嘲笑したことで、ついにセローフは保守派陣営に転じ、両者は共同してバラキレフの解雇を要求した。1869年、バラキレフはロシア音楽協会を解雇された。
ロシア音楽協会を去ったバラキレフは、再び無料音楽学校の演奏会活動に専心した。聴衆を引きつけるために有名なソリストを招くことにし、ニコライ・ルビンシテインの協力を得た。エレナ・パヴロヴナはこれに対抗し、ロシア音楽協会の演奏会に廷臣たちを引き連れて出席することで社会的なステータスを高めようとした。この抗争は双方に財政難をもたらし、ロシア音楽協会の会員は減少し、無料音楽学校は支払いが滞った。バラキレフは窮乏し、無料音楽学校での連続演奏会の1870-71年のシーズンは開催中止に追い込まれた。
一方、ロシア音楽協会とサンクトペテルブルク音楽院の支援者依存状態は、ルビンシテインの辞任後もつづいた。音楽院ではルビンシテインの後任ニコライ・ザレンバの時代にエレナ・パヴロヴナが、作曲家育成を止めて管弦楽の演奏だけ教えるというカリキュラム変更を布告したため、これに抗議したザレンバは解任された。大公妃の方針は、1866年のアレクサンドル2世暗殺未遂事件を受けた、反動的な教育政策と一致していた。
1871年、ザレンバの後任ミハイル・アザンチェフスキー（1839年 - 1880年）は、音楽院のカリキュラムを近代化し、音楽理論の教師にゲルマン・ラローシ、作曲科の教師にリムスキー＝コルサコフを招請する。エレナ・パヴロヴナが1873年1月に世を去ると、ロシア音楽協会とサンクトペテルブルク音楽院はロシア政府の経営となり、支援者依存から脱する。また、アザンチェフスキーはロシア音楽協会の理事としてチャイコフスキーの『ロメオとジュリエット』やムソルグスキーの『ボリス・ゴドゥノフ』を上演するなど、進歩的音楽を擁護したために「力強い一団」の活動は取り込まれ、バラキレフの連続演奏会の意義は薄れた。

### 「5人組」の解体
1871年にセローフが没し、翌1872年、経済的に困窮したバラキレフが音楽界を退いて鉄道の事務員の職に就いたことで、一連の抗争は終わる。バラキレフは1881年に無料音楽学校の校長に復帰して活動を再開するが、かつての影響力はなく、孤独の中で仕事を続けた。
リムスキー＝コルサコフが1871年にサンクトペテルブルク音楽院から教授就任を依頼されたとき、バラキレフは「敵方」陣営に潜入することを有用と考えて賛成した。しかし、音楽の技術的知識がないことを自覚していたリムスキー＝コルサコフは、チャイコフスキーに相談して和声法や対位法の訓練を始め、この結果、リムスキー＝コルサコフはアカデミズムの堅固な擁護者となった。後にリムスキー＝コルサコフはバラキレフの教育方法について、回想録で次のように述べている。

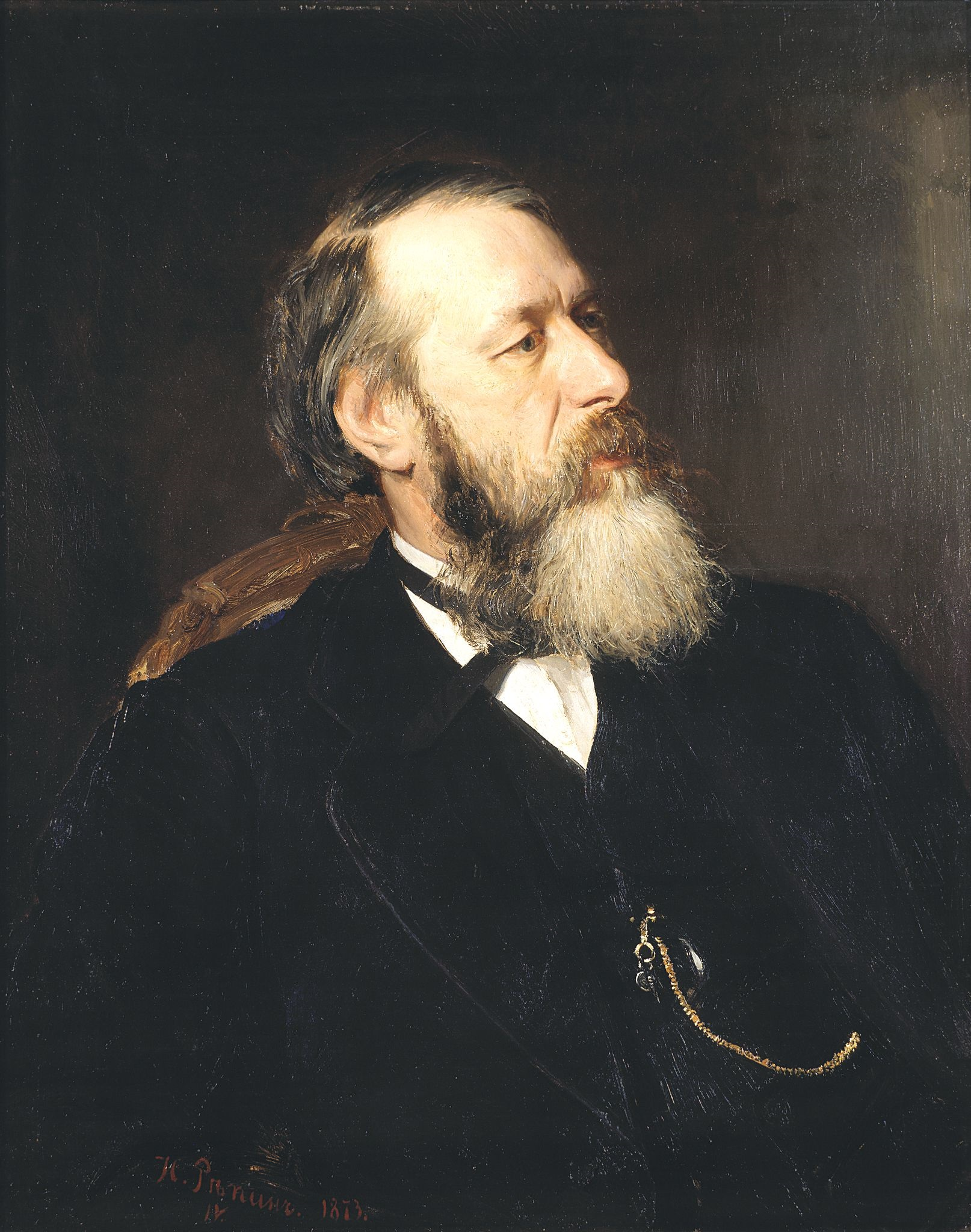
ウラディーミル・スターソフ（1824年 - 1906年、イリヤ・レーピン画）

また、ムソルグスキーも1872年から詩人アルセーニー・ゴレニシチェフ＝クトゥーゾフ（1848年 - 1913年）との親交を深め、その貴族的唯美主義の影響下に入った。キュイは作曲家としての進展を見せなくなり、ボロディンも本業が忙しく、オペラ『イーゴリ公』を構想から18年かけても完成させることができなかった。こうして「力強い一団」は実質的に解体した。
「力強い一団」の理念を維持し、グループが統一体として保っているという幻想を守り続けたのは、スターソフである。スターソフはムソルグスキーの死後、彼の最初の評伝を書いた。1860年代の人民主義者（ナロードニキ）的美学の信奉者であったスターソフは、ムソルグスキーがその晩年に到達した抒情的・貴族的な音楽を評価することができなかった。このため、彼はムソルグスキーがオペラ『ボリス・ゴドゥノフ』やピアノ曲『展覧会の絵』を完成させたころを「最盛期」とし、晩年は創作力と体力が減退し、芸術的に衰えたムソルグスキーが自分の運命に失望してアルコールに溺れたという伝説を創り上げた。
スターソフによるムソルグスキーへの人民主義者的評価は、後のソ連時代に至り、スターリンによって打ち出された「社会主義リアリズム」の美学と都合よく合致したため、ムソルグスキーの没後50年祭（1931年）や生誕100年祭（1939年）を通じて、人民主義者的ムソルグスキー像が大々的に採用された。これにより、スターソフの評価は20世紀に至るまで影響力を保ち続けることになった。

### チャイコフスキー

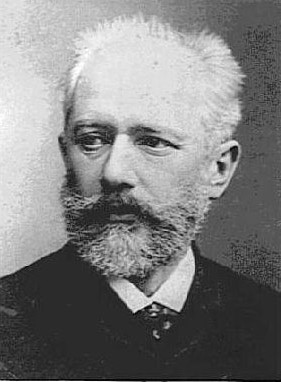
ピョートル・チャイコフスキー（1840年 - 1893年）

ピョートル・チャイコフスキー（1840年 - 1893年）は、ロシアで初めて音楽の専門教育を受けた職業作曲家である。6曲の交響曲から歌曲、ピアノ曲、室内楽作品まであらゆるジャンルをこなし、作品の数はきわめて多いが、なかでもオペラは計11作に上る。これは、劇場のレパートリーに定着すれば繰り返し上演される点で、当時は演奏機会の限られていた管弦楽作品などよりも広く大衆に結びつくジャンルとして、チャイコフスキーがオペラを強く意識していたことの現れである。また、慣例や制約の多い教会音楽とバレエ音楽の2つのジャンルを手がけていることにも、チャイコフスキーの職業意識の高さが見て取れる。
音楽の理念的にはバラキレフら「力強い一団」と多くを共有し、国民的性格を強調する点でも同様だったが、チャイコフスキーの場合、その理念をヨーロッパの最高の規範を満たすような専門的水準において達成させるという点で「力強い一団」の作曲家たちとは一線を画していた。また、チャイコフスキーはバラキレフ・グループだけでなくセローフの作品や、サンクトペテルブルク音楽院が支持する古典派音楽も含めたあらゆる音楽流派に目を向けていた。周囲の期待や聴衆の趣味に応じて18世紀の旋律や愛国的な主題を作品に取り込んだり、ロシア貴族階級の価値観と結びつくことも厭わなかった。チャイコフスキーは、音楽の表現上の価値を、直接的に感じ取れるわかりやすい要素に置いており、複雑で構造的な創作をあたかも内発的な洞察であるかのように見せる手法を熟知していた。このため彼の音楽は、素朴な印象を与えるものでも、その背後には職業的技巧が隠されている。
しかしチャイコフスキーの評価をめぐっては、特に西ヨーロッパで交響曲作家として名声を博したものの、同時に同性愛に苦悩する「自己告白の作曲家」というロマン的なイメージも強固となった。こうしたチャイコフスキー観は、『イタリア奇想曲』や『序曲1812年』など「効果だけを狙った低俗な作品」として受容され、チャイコフスキーが俗受けする作曲家として軽んじられる傾向につながった。1980年、ニューグローヴ世界音楽大事典が同性愛に関わってチャイコフスキーの自殺説を採用し、以後広範な議論が交わされるきっかけとなった。ソビエト連邦の崩壊後のロシアからは、チャイコフスキーの同性愛者としての赤裸々な行跡を示す書簡資料等が公開され、「同性愛による苦悩」という「神話」は崩れ去った。ニューグローヴ世界音楽大事典の第2版（2001年）では該当箇所の記述が改められ、「自殺説のすべての結論は仮説的であり、証拠が決定的である可能性はほとんどない」としている。これと同時に作品の再評価もすすみ、チャイコフスキーの音楽様式は帝政ロシアの繁栄を謳歌する「帝政様式」として位置づけられるようになる。

### 資本家パトロン

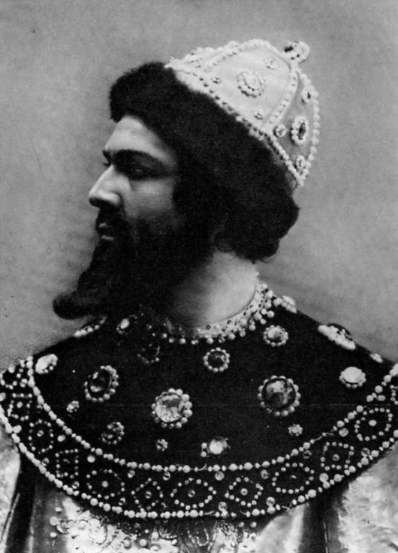
モスクワ私立ロシア・オペラの『ボリス・ゴドゥノフ』上演でボリスに扮したフョードル・シャリアピン（1898年）

1860年代のアレクサンドル2世による自由主義的改革は、農奴を失った地主貴族を凋落させた一方、資本主義産業の発達に伴い多様な身分諸階級からなる新興ブルジョアジーを台頭させた。これらの有力者たちの中には、すすんで芸術家の育成に投資するものも現れ、19世紀末のロシア音楽の発展に貢献した。モスクワでチャイコフスキーを財政支援したナジェジダ・フォン・メック（メック夫人）、モスクワ私立ロシア・オペラを設立したサーヴァ・マモントフは鉄道事業で成功した資本家である。サンクトペテルブルクでは、材木商のミトロファン・ベリャーエフが「ベリャーエフ・グループ」と呼ばれる作曲家グループを支援し、音楽分野ではロシア初の本格的なメセナ活動となった。
彼らは貴族たちとの競合を避けるために、民衆芸術の発掘や現代芸術の支援、収集に力を注ぎ、ここからやがてロシア原始主義やロシア象徴主義が開花、19世紀末におけるロシア文化の「銀の時代」へと道を開くことになった。また、ロシアの興行師セルゲイ・ディアギレフは、資本家からの財政支援を取りまとめ、ロシア音楽やバレエ芸術を西ヨーロッパの観客に紹介して興行的にも成功を収め、その後の現代芸術の発展に大きな影響を与えた（#ディアギレフとバレエ・リュスを参照）。
1881年に即位したロシア皇帝アレクサンドル3世（1845年 - 1894年）は、反動的政策によって治安悪化を招き、帝政崩壊の遠因を作ったとされる。しかし、芸術分野では、祖父ニコライ1世由来の政策であったイタリア・オペラ優遇や帝室による劇場運営の独占を撤廃したことで、19世紀末にはロシア・オペラがレパートリーの中心を占めるようになり、マモントフやディアギレフらのオペラ興行を後押しするものとなった。さらに、アレクサンドル3世によって帝室劇場管理委員会の責任者に任命されたイヴァン・フセヴォロシスキー（1835年 - 1909年）とチャイコフスキーとの共同作業から、バレエ『眠れる森の美女』やオペラ『スペードの女王』などの傑作が相次いで世に送り出されることになった。

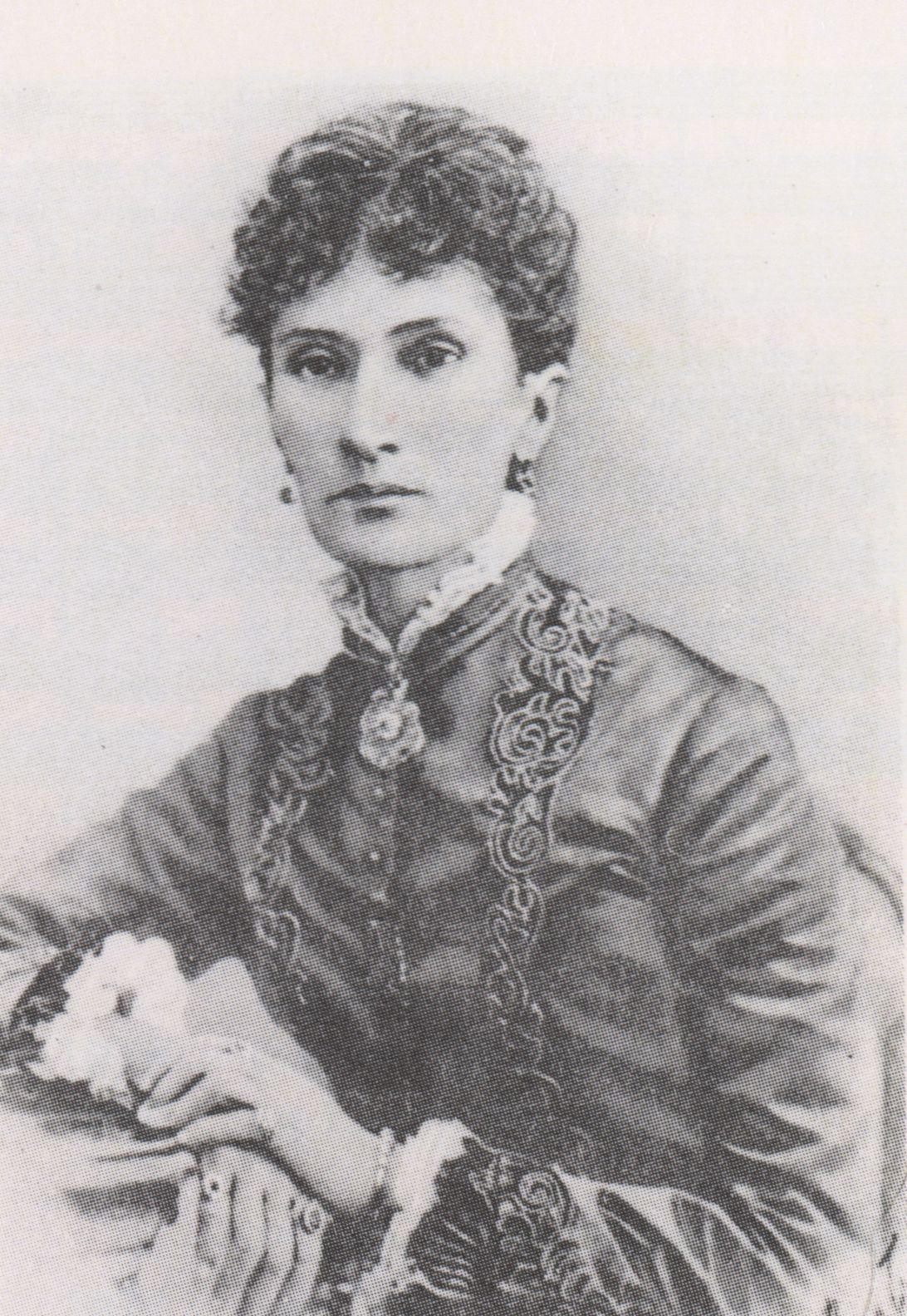
ナジェジダ・フォン・メック（メック夫人、1831年 - 1894年）
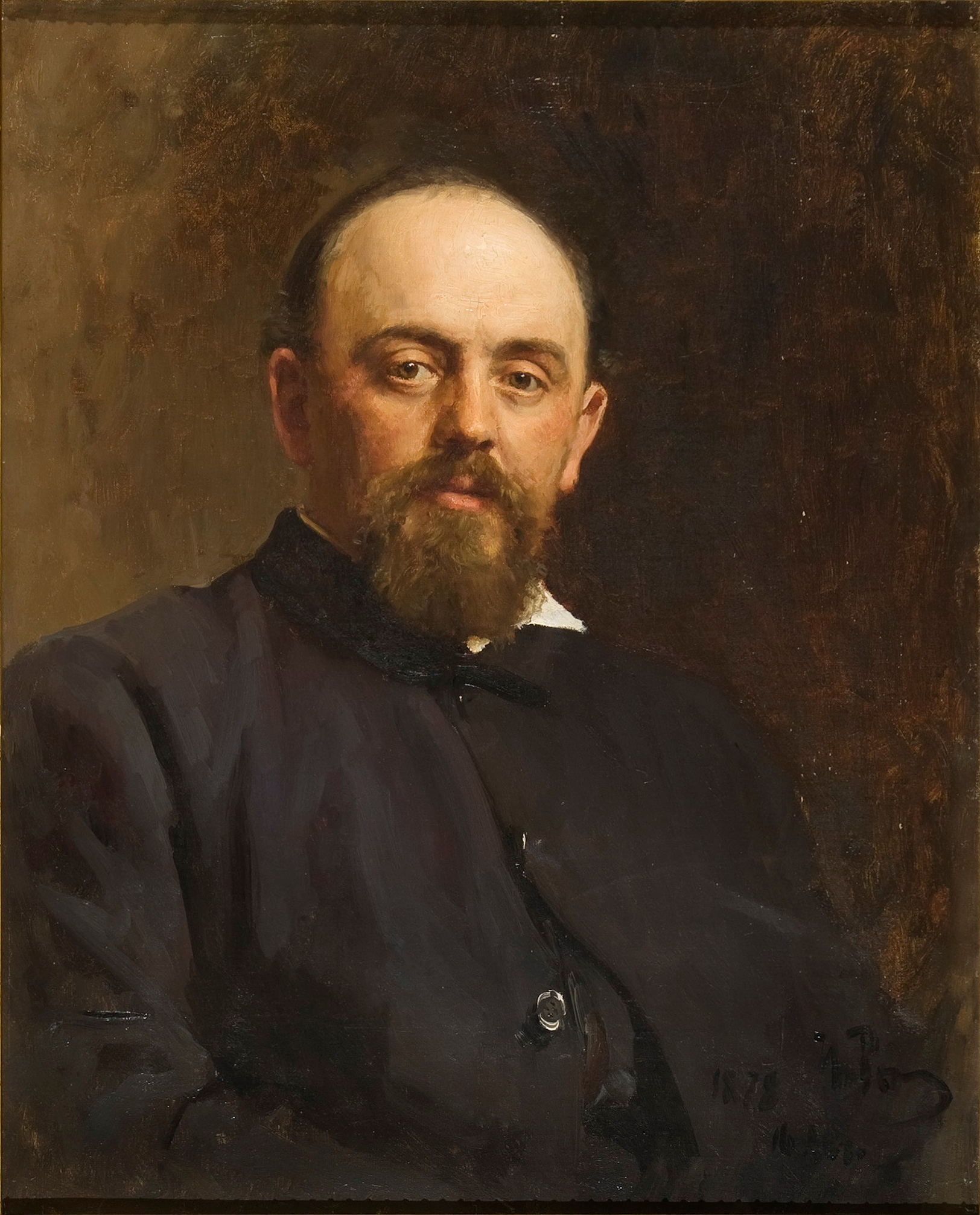
サーヴァ・マモントフ（1841年 - 1918年、イリヤ・レーピン画）
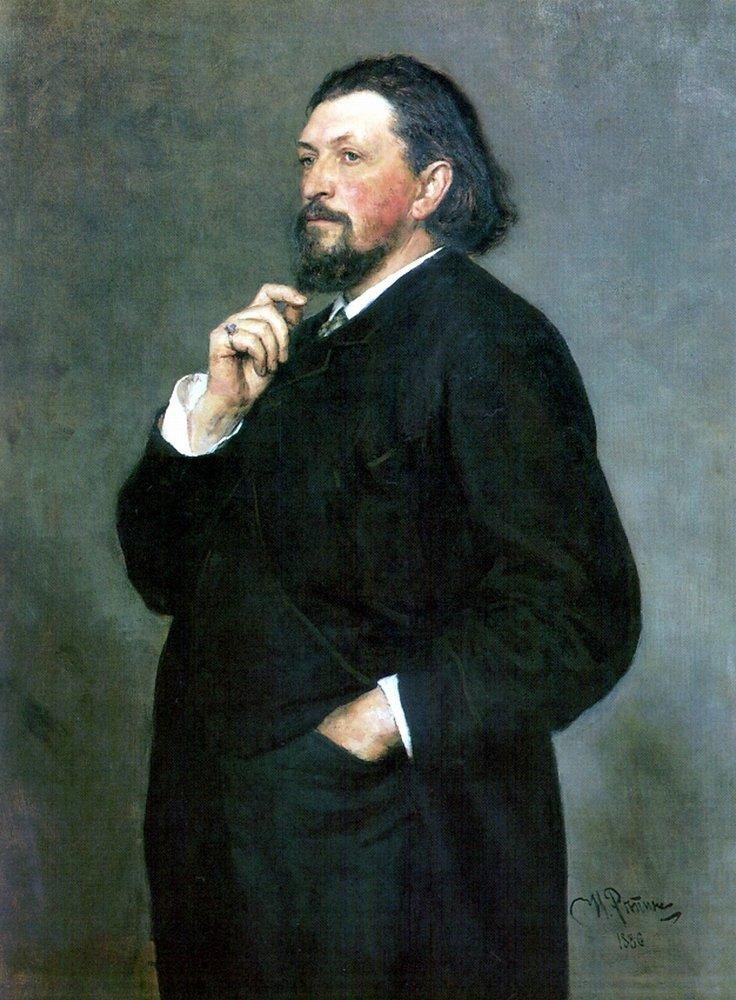
ミトロファン・ベリャーエフ（1836年 - 1904年、イリヤ・レーピン画）
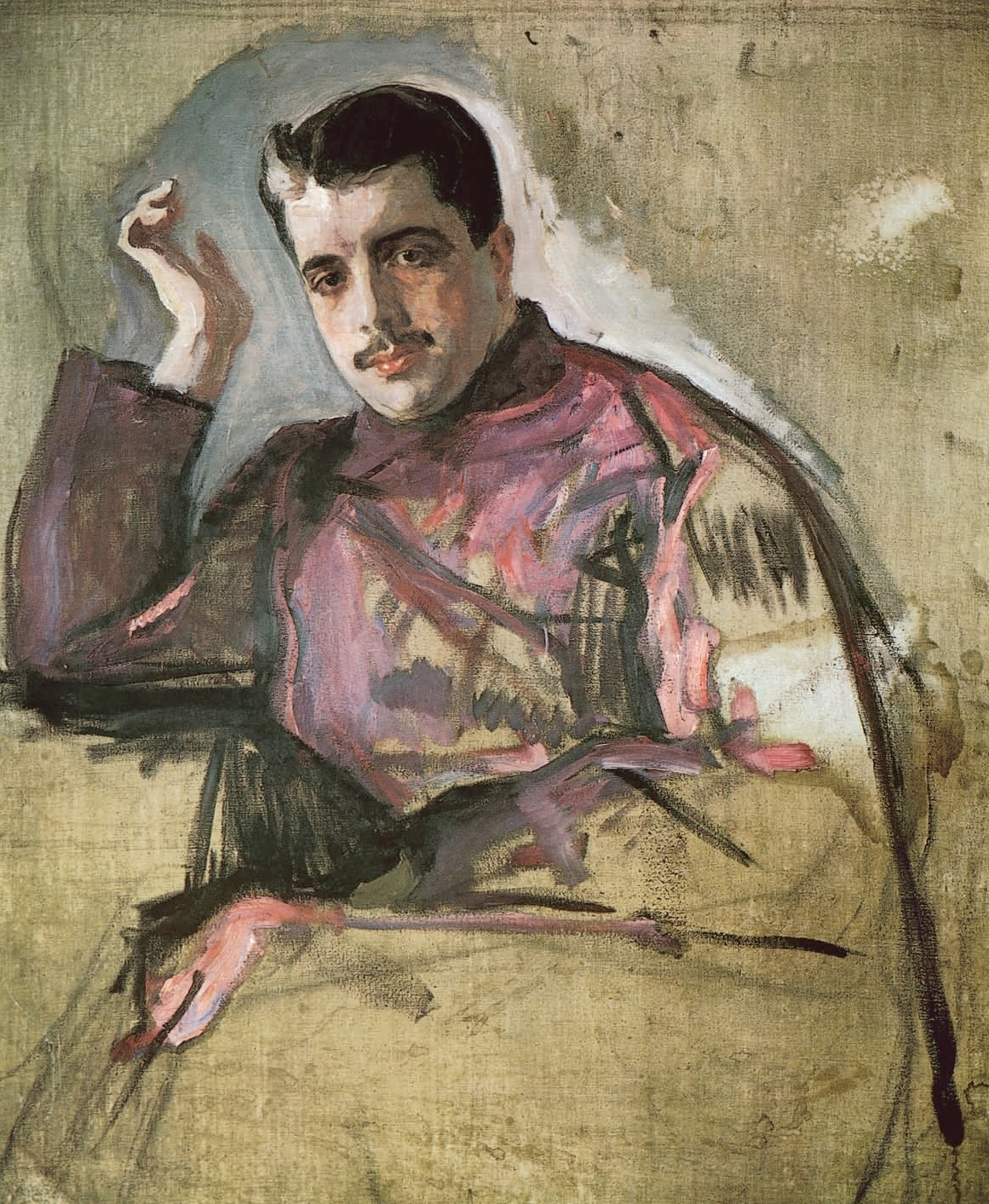
セルゲイ・ディアギレフ（1872年 - 1929年, ヴァレンティン・セローフ画）

メック夫人とチャイコフスキー
ナジェジダ・フォン・メック（メック夫人、1831年 - 1894年）は鉄道社主の未亡人であり、1876年から13年間にわたって年6,000ルーブルの年金をチャイコフスキーに贈り、作曲家としての自立を援助した。また、1880年から2年間、当時学生だったクロード・ドビュッシーを夏の間の家庭音楽家として雇っている。
メック夫人のチャイコフスキー支援は貴族的な義務と理想の意識から出たものであり、2人の死後に文通が明らかになるまで、この関係は秘密にされた。しかし、その後の資本家の芸術保護は、むしろ注目を集めることを目的として公然と競われるようになる。
マモントフとモスクワ私立ロシア・オペラ
サーヴァ・マモントフ（1841年 - 1918年）が「モスクワ私立ロシア・オペラ」を設立したのは1885年である。彼の歌劇場には、作曲家のリムスキー＝コルサコフ、セルゲイ・ワシレンコ、ミハイル・イッポリトフ＝イワノフ、ヴァシリー・カリンニコフ、セルゲイ・ラフマニノフらが集結し、1904年にマモントフの破産によって歌劇場が閉鎖されるまでロシア音楽の保護育成、劇場文化の発展に重要な役割を果たした。
また、バス歌手フョードル・シャリアピンは、マモントフのオペラ団で初期の経験を積み、後に当たり役となったムソルグスキー作曲『ボリス・ゴドゥノフ』のタイトル・ロールを歌っている。
ベリャーエフ・グループ
ミトロファン・ベリャーエフ（1836年 - 1904年）は、サンクトペテルブルクで材木商として財産を築いた。アマチュアのヴィオラ奏者で室内楽の愛好家だったベリャーエフは、当時16歳のアレクサンドル・グラズノフの作品に感動し、作曲家のパトロンとなった。
1880年代、ベリャーエフは音楽家たちを自宅に招き、金曜日の夜の集いから「ベリャーエフの金曜日」と呼ばれた。招かれたのは、リムスキー＝コルサコフ、グラズノフ、ボロディン、アナトーリ・リャードフらであり、彼らは「ベリャーエフ・グループ」と呼ばれた。
この集まりは室内楽曲の創作に刺激を与え、例えば、ベリャーエフを表す B-La(A)-F の主題による弦楽四重奏曲（リムスキー＝コルサコフが第1楽章、リャードフが第2楽章スケルツォ、ボロディンが第3楽章のスペイン風セレナード、グラズノフがフィナーレを書いた）などの共同作業が生まれた。このほかアレクサンドル・スクリャービン、ヤーセプス・ヴィートリス、ニコライ・ソコロフ、アレクサンドル・コプィロフらから作品が寄せられた。
このほかベリャーエフは、ロシア交響楽演奏会（1885年）やロシア弦楽四重奏曲の夕べ（1891年）などの演奏会シリーズを組織して優れた作品を世に送り出し、ライプツィヒに楽譜出版社を設立してロシアの音楽作品を国外出版した。ロシア交響楽演奏会のために作曲された曲に、リムスキー＝コルサコフのもっとも有名な3つの管弦楽作品、交響組曲『シェヘラザード』、序曲『ロシアの復活祭』、『スペイン奇想曲』が含まれている。
そのリムスキー＝コルサコフによれば、「バラキレフ・グループは革命的だったが、ベリャーエフ・グループは進歩的（漸進的）。」というものであった。
グループの関心は主として専門的な作曲技法の向上に注がれ、扱うジャンルも大作オペラでなく室内楽・器楽・声楽が中心となった。また、穏健で緩やかな連携をとったことで、グループの拡大・長命化に繋がった。ベリャーエフ・グループの作曲家の一部は、20世紀に入ってから「現代音楽の夕べ」の創立にも関わっている。

### オリエンタリズム

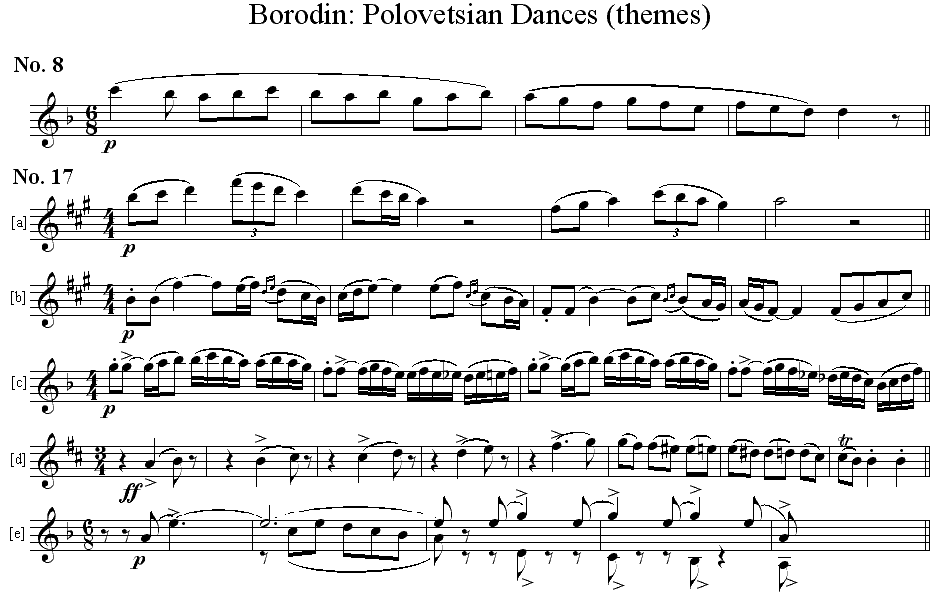
ボロディンのオペラ『イーゴリ公』より「ポロヴェツ人の踊り（だったん人の踊り）」のテーマ

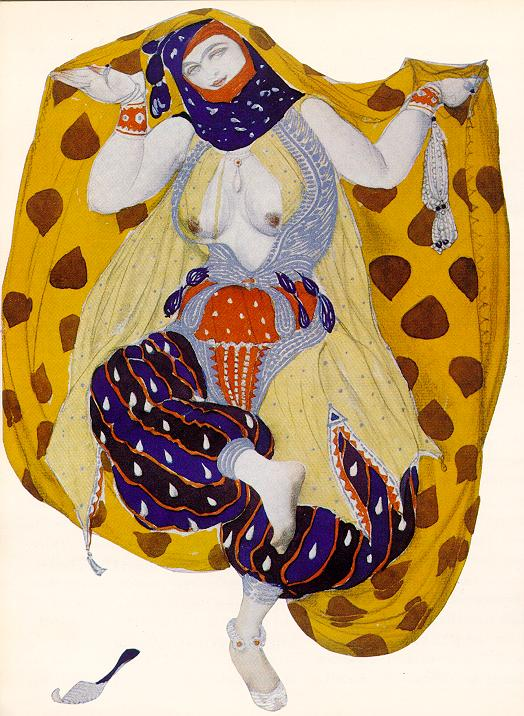
レオン・バクストが描いた『シェヘラザード』の舞台絵

近代ロシア文化においてオリエンタリズムは、とりわけ19世紀ロシア帝国の領土拡張によって獲得されたカフカースや中央アジアとの接触によるものが大きく、音楽も同様であった。その最初の例として挙げられるのはグリンカのオペラ『ルスランとリュドミラ』で、ここでグリンカは異境的（幻想的）要素を描くために全音音階など人工的音階を用いた。19世紀後半のオリエンタリズム的作品としては、ボロディンの『中央アジアの草原にて』やオペラ『イーゴリ公』が挙げられる。
特にオペラ『イーゴリ公』において、東洋の女性（野蛮、非合理）が西洋の男性（理性、合理）を官能的に誘惑、無力化しようとする構図はオリエンタリズムの定式の一つであり、バラキレフの交響詩『タマーラ』、リムスキー＝コルサコフの『アンタール』、『シェヘラザード』も同様の図式によっている。官能性の表現として、不規則な拍子や複合リズム、フレージング、多くの反復音や増減音程を伴う長いパッセージ、繰り返し現れる音を軸とした動機、広範な装飾音、声楽であればメリスマが駆使された。
オリエンタリズムのもうひとつの音楽的特質として、ディオニューソス的陶酔を表象する語法がある。これは、強迫観念的なリズムや音の反復、クライマックスの効果、そして加速するテンポに依拠している。管弦楽作品では東洋的音響を持つ打楽器、トルコの太鼓やタンブリンが加えられる。
和声の領域においては、バラキレフら「力強い一団」は2つの異なる語法を発展させた。ひとつは民謡や疑似民謡に基づく全音階的和声であり、もうひとつは半音階的あるいは「幻想」的和声である。前者は国民的な登場人物を描き、後者は幻想的な題材を描くのに用いられた。この使い分けの最も顕著な例は、ムソルグスキーの組曲『展覧会の絵』であり、この作品で描かれた「絵」はそれぞれ2つのタイプのいずれかに属している。
これらはあくまでもロシアから見た東洋のイメージに過ぎなかったが、こうしたオリエンタリズムを取り込んだディアギレフのパリ公演では、皮肉なことに東洋的要素がパリから見て東方のロシア音楽の特徴のひとつとして受容された。こうして、オリエンタリズムは「典型的なロシア的なもの」「ロシアの国民的特色」と見なされるようになった。オリエンタリズムは、ソ連時代にはプロパガンダとして提示されるに至った（下記#社会主義リアリズムの作曲家たちの節参照）。

### 20世紀への橋渡しをしたロシアの作曲家たち

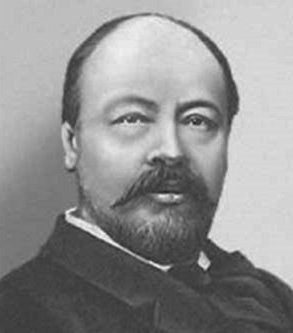
アナトーリ・リャードフ（1855年 - 1914年）
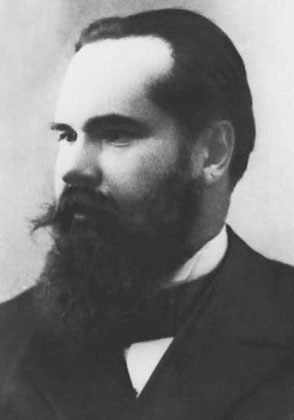
セルゲイ・タネーエフ（1856年 - 1915年）
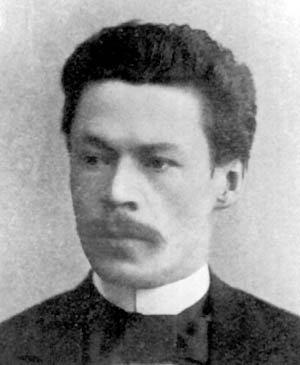
アントン・アレンスキー（1861年 - 1906年）
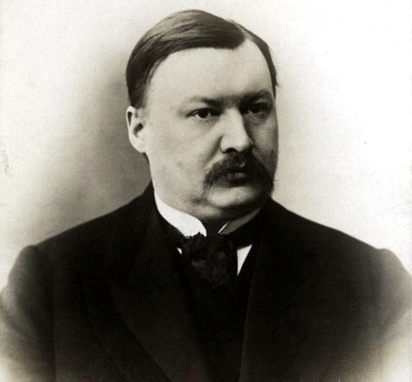
アレクサンドル・グラズノフ（1865年 - 1936年）
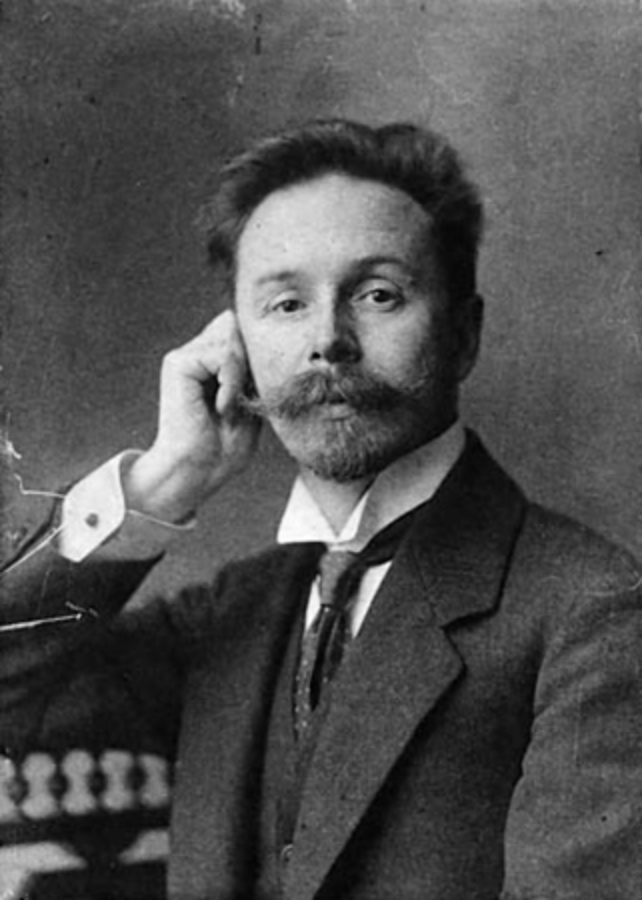
アレクサンドル・スクリャービン（1872年 - 1915年）
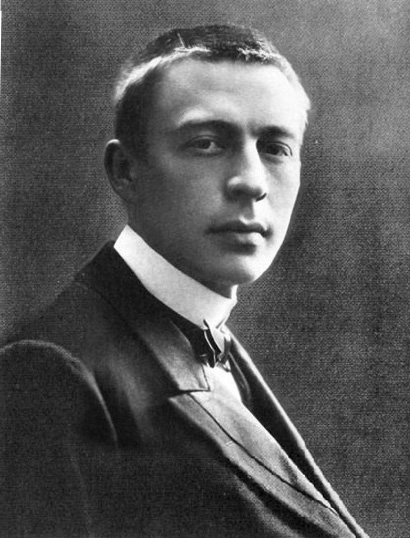
セルゲイ・ラフマニノフ（1873年 - 1943年）

リャードフ
アナトーリ・リャードフ（1855年 - 1914年）は父親で作曲家・指揮者のコンスタンティン・リャードフから手ほどきを受け、サンクトペテルブルク音楽院でリムスキー＝コルサコフに師事した。1880年代以降はベリャーエフ・グループの主要メンバーとして、1884年に創設されたベリャーエフの出版社の顧問となった。「力強い一団」の伝統を受け継いでロシア的要素を色濃く取り入れた作風であり、小形式の作品を得意としたことから「音の細密画家」と称された。
音楽教育面では宮廷合唱学校でセルゲイ・プロコフィエフ、ボリス・アサフィエフ、ミハイル・グネーシン、ニコライ・ミャスコフスキーらを教えた。また、1890年代からはロシア音楽協会の指揮者としてリムスキー＝コルサコフやチャイコフスキーの作品の普及に努め、タネーエフやスクリャービンの交響曲を初演した。
タネーエフ
セルゲイ・タネーエフ（1856年 - 1915年）は、モスクワ音楽院でチャイコフスキーに学び、卒業後、同学院の教授となった。教え子にセルゲイ・ラフマニノフ、アレクサンドル・スクリャービン、レインゴリト・グリエール、セルゲイ・リャプノフらがいる。
タネーエフは形式の洗練と対位法の追究により、「ロシアのブラームス」とあだ名された。
アレンスキー
アントン・アレンスキー（1861年 - 1906年）はサンクトペテルブルク音楽院でリムスキー＝コルサコフに学び、卒業後、モスクワ音楽院でラフマニノフやスクリャービン、グリエールらを教えた。ピアニスト、指揮者としても活躍した。
アレンスキーは歌曲や室内楽作品においてチャイコフスキーの後継者を自認し、オペラ『地方長官、またはヴォルガ川での夢』（1888年）ではチャイコフスキーの同『地方長官』の改作に取り組んでいる。
グラズノフ
アレクサンドル・グラズノフ（1865年 - 1936年）は16歳で交響曲第1番を発表し、その才能に惹かれたミトロファン・ベリャーエフのグループの一員となった。1905年にはサンクトペテルブルク音楽院の院長に就任し、ロシア革命後もひきつづき音楽教育に尽力した。生涯を通じて100を超える作品を残しており、オペラ以外のあらゆるジャンルで熟達した技法を示している。グラズノフの作風はアカデミズム的傾向とともに、「力強い一団」やチャイコフスキー、タネーエフらの音楽技法を取り入れており、ロシア国民楽派と西洋音楽の様式を融和させた点で、ロシア音楽史において重要な位置を占めている。
スクリャービン
アレクサンドル・スクリャービン（1872年 - 1915年）は、モスクワ音楽院でタネーエフ、アレンスキーに学んだ。ミトロファン・ベリャーエフの援助を受けながら多くのピアノ作品を発表し、ショパンの音楽語法から出発しながら、独自の内面的かつ振幅の深い表現を切り開いた。
スクリャービンは1905年からブラヴァツキー夫人が唱えた神智学に傾倒し、宇宙との合一による忘我的意識状態を音楽で表現することを追求するようになる。これによって、スクリャービンの音楽語法は急進性を増した。とくに和声面ではドミナント機能を拡大し、すべてを包含する12音和声まであと一歩というところにまで迫っている。
スクリャービンがめざしたのは音楽と建築の融合であり、彼にとって音楽はあらゆる芸術の最高の段階にあって、他の芸術をすべて包含するものだった。ロシアの音楽学者レオニード・サバネーエフによれば、スクリャービンの神秘劇＝秘儀は、芸術の魔術的な力の信仰の下でブラヴァツキー夫人の説く宇宙進化をこの世に実現させる手段だった。こうしてスクリャービンは「総合芸術」としての「神秘劇」の構想をすすめたが、1915年の急逝によって果たせずに終わった。神智学の影響がもっとも強く見られる作品に『プロメテウス - 火の詩』がある。
ロマン主義的な音楽観を究極まで追求しつつ、一方で伝統的調性を超克するというスクリャービンのアプローチは、新ウィーン楽派やクロード・ドビュッシーらとも共通しており、セルゲイ・プロコフィエフらつづく世代に強い影響を与えた。
また、ロシアでのワーグナー受容において、多くの作曲家たちが無関心か否定のどちらかだった中で、「総合芸術」をめざしたスクリャービンは、ワーグナーをまじめに受け止めたほとんど唯一のロシア作曲家といえる。
ラフマニノフ
セルゲイ・ラフマニノフ（1873年 - 1943年）はロシアの後期ロマン派を代表する作曲家である。
ラフマニノフはモスクワ音楽院でタネーエフとアレンスキーに学び、交響曲第1番（1895年完成）はベリャーエフ・グループのロシア交響楽演奏会で初演されている。ピアニスト、指揮者としても活躍し、とくに後年は世界的ピアニストとしての名声が高まった。
ラフマニノフはいくつかの点で、チャイコフスキーの主要な後継者と見なされている。サロンの歌曲やロマン的なキャラクターピースは演奏会場でのピアニストとしての名人芸の誇示と結びついており、彼の音楽は貴族階級の感情と音楽的価値観を表現していた。ラフマニノフはロシア革命が起こった1917年にロシアを離れ、その後の25年間に作曲された主要作品はわずか6曲であった。このことは、ボリシェヴィキによって破壊された帝政ロシアと彼の音楽の深い関わりを示すものである。
また、ラフマニノフの音楽は、ロシア民謡よりもむしろロシア正教の聖歌に結びついており、例えばピアノ協奏曲第3番の冒頭の旋律は聖歌と密接な関係がある。チャイコフスキー同様、ラフマニノフの最良の作品では抒情的な感情を大形式と結びつけることに成功しており、正教会の奉神礼音楽『徹夜祷（晩祷）』は、そのもっとも顕著な達成である。

## 20世紀

### 銀の時代

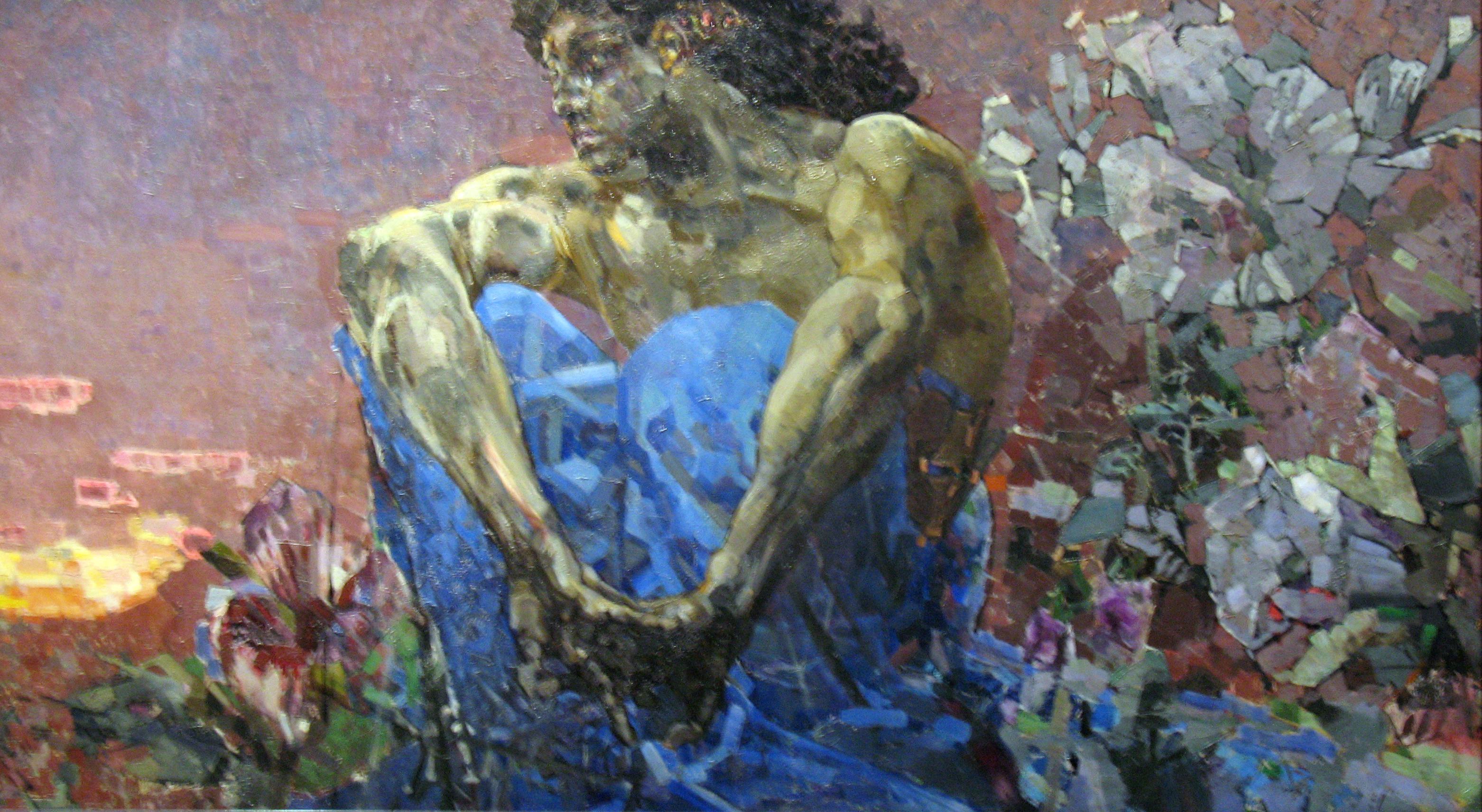
ロシア象徴主義を代表する画家ミハイル・ヴルーベリによる「デーモン（悪魔）」（1890年）

19世紀末から1920年前後にかけてのロシアでの詩の隆盛期は「銀の時代」と呼ばれる。これは、19世紀初頭のプーシキンを中心とする年代を「黄金（金の）時代」としたことに対するもので、「銀の時代」には、詩（文学）に限らず、絵画、演劇、音楽を含む芸術全般、思想、哲学がいっせいに開花した。それらを一括して「ロシア・ルネサンス」と呼ぶこともある。
「銀の時代」のモダニズムは、さまざまな運動の合体であり、これらに共通していたのは、反リアリズム・反アカデミズムという性格である。
「銀の時代」は、19世紀末から1900年代にかけてのロシア象徴主義によって基礎づけられた。ヴァレリー・ブリューソフ、コンスタンティン・バリモントらの詩はセルゲイ・プロコフィエフやイーゴリ・ストラヴィンスキーらの初期の作品に取り上げられており、プロコフィエフはブリューソフの小説を原作にしたオペラ『炎の天使』（1927年）を作曲している。
また、同時期にセルゲイ・ディアギレフらによる『芸術世界』（1898年創刊）グループの活動も始まった。
1904年ごろからはヴァチェスラフ・イヴァーノフ、アンドレイ・ベールイ、アレクサンドル・ブロークなど第二世代の詩人たちが登場し、終末論的意識から世界を変容させる業としての巫術（テウルジー）的芸術を展開した。スクリャービンがめざした宗教的総合芸術の構想は、イヴァーノフとの交流を通じて生まれてきたものである。
1910年代からは象徴主義に対抗する諸流派が現れた。ニコライ・グミリョーフ、アンナ・アフマートヴァ、オシップ・マンデリシタームらのアクメイズムはストラヴィンスキーの新古典主義時代の音楽ときわめて近い性格を持つ。ヴェリミール・フレーブニコフ、ウラジーミル・マヤコフスキーらの未来派は、絵画、演劇と一体のアヴァンギャルド運動であり、彼らの原始主義的志向はプロコフィエフやストラヴィンスキーの作品にも対応している。未来派詩人たちはロシア革命にも積極的に関わり、彼らと行動をともにしていた作曲家にアルトゥール・ルリエー（1892年 - 1966年）がいる。
とはいえ、1917年の10月革命までは、ロシアの音楽界ではベリャーエフ・グループの美学が支配的であり、ラフマニノフやニコライ・メトネル（1880年 - 1951年）の作品にはロマン派的名人芸がなお生き続けており、「銀の時代」の音楽面への影響は限定的なものだった。

### ディアギレフとバレエ・リュス

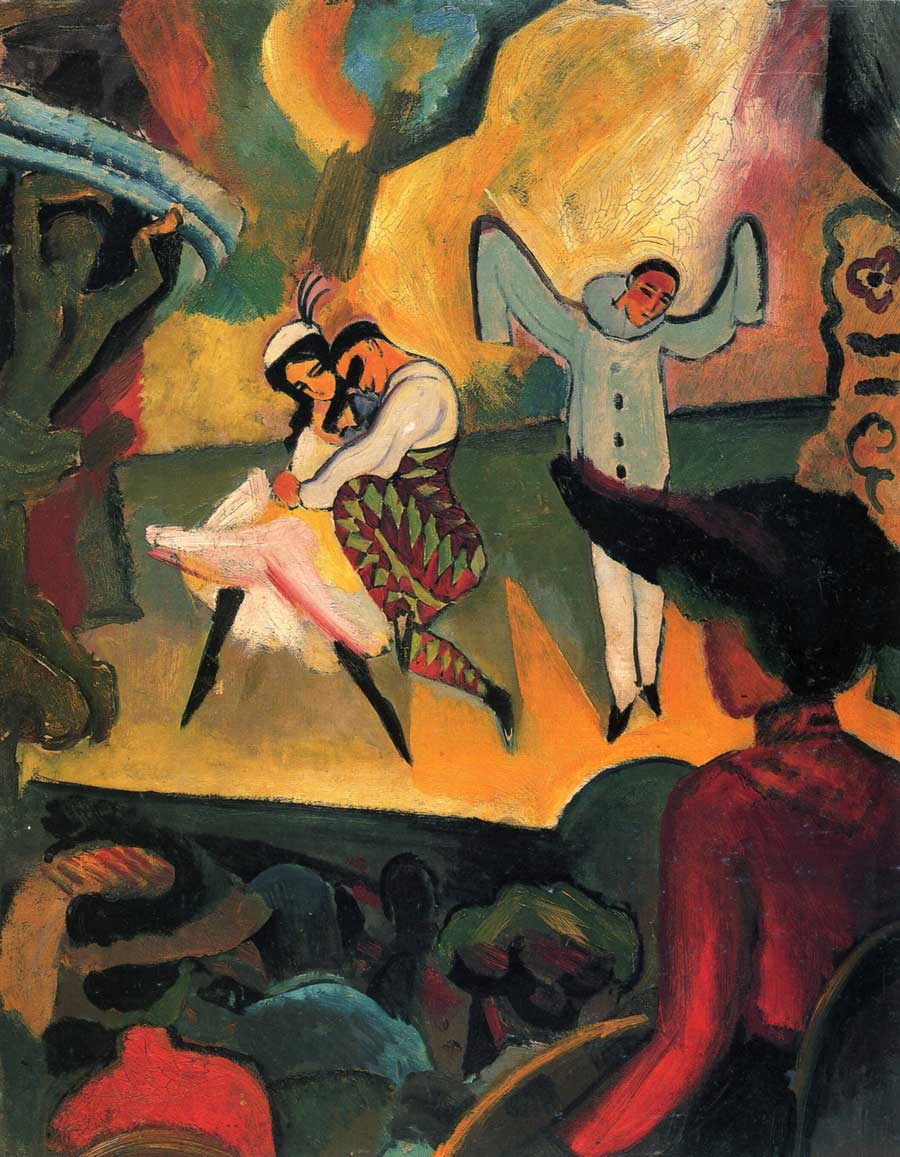
アウグスト・マッケ画による「ロシアのバレエ」（1912年。バレエ・リュスによるストラヴィンスキーのバレエ『ペトルーシュカ』の舞台）

セルゲイ・ディアギレフ（1872年 - 1929年）は、興行師として西ヨーロッパで一大バレエ・ブームを巻き起こし、現在の世界的なバレエ隆盛の土台を築いた。
1898年、友人のアレクサンドル・ベノワ、レオン・バクストらと雑誌『芸術世界』を刊行したディアギレフは、当初は絵画の分野で活動し、1905年にサンクトペテルブルクで歴史肖像画展を開催、1906年にはパリに進出してロシア絵画展を開いている。音楽面では、1907年からパリで「セゾン・リュス（ロシア・シーズン）」と銘打ったロシア音楽の演奏会を開催し、1908年の第2回「セゾン・リュス」においてムソルグスキーのオペラ『ボリス・ゴドゥノフ』（リムスキー＝コルサコフによる編曲版）を上演。この公演でボリスを演じたバス歌手フョードル・シャリアピンは世界的スターとなった。
ディアギレフは大資本家の経済的支援を得ることに成功し、1908年の『ボリス・ゴドゥノフ』公演では、ロシア宮廷の支援も受けることができた。その背景には、日露戦争の敗北と1905年のロシア第一革命によって失った国際的威信の回復と、フランスの借款を得て破産を食い止めたいというロシア帝国政権の思惑があった。
1909年の「セゾン・リュス」では、パリ・シャトレ座で史上初めてロシア・バレエを西ヨーロッパに紹介した。
この公演によってヨーロッパにバレエ・ブームを引き起こしたディアギレフは、翌年からはオペラをプログラムから外し、バレエのみの公演とする。
1911年にはバレエ・リュス（ロシア・バレエ団）を結成する。まれに見る資金調達能力を発揮したディアギレフの下で、バレエ・リュスは国家援助や自前の劇場を持つことなく約20年間彼の死まで活動した。
ディアギレフの制作は、ファッション、デザイン、娯楽などに広く影響を与えた。
ディアギレフはバレエを総合舞台芸術として捉え直し、それまで軽視されていた音楽や美術を一流の芸術家たちに委嘱した。バレエ・リュスに作品を提供した作曲家には、クロード・ドビュッシー、モーリス・ラヴェル、リヒャルト・シュトラウス、エリック・サティ、マヌエル・デ・ファリャ、セルゲイ・プロコフィエフ、フランシス・プーランク、ジョルジュ・オーリック、ダリウス・ミヨーらがおり、とくにこのバレエ団を通じて世界的名声を得たのがイーゴリ・ストラヴィンスキーである。
バレエ・リュスの斬新な美学に加えて、ストラヴィンスキーとそのすぐ後につづいたプロコフィエフの登場により、ロシア音楽は国際音楽界の前衛的位置に躍り出ることになる。

### ストラヴィンスキーとプロコフィエフ

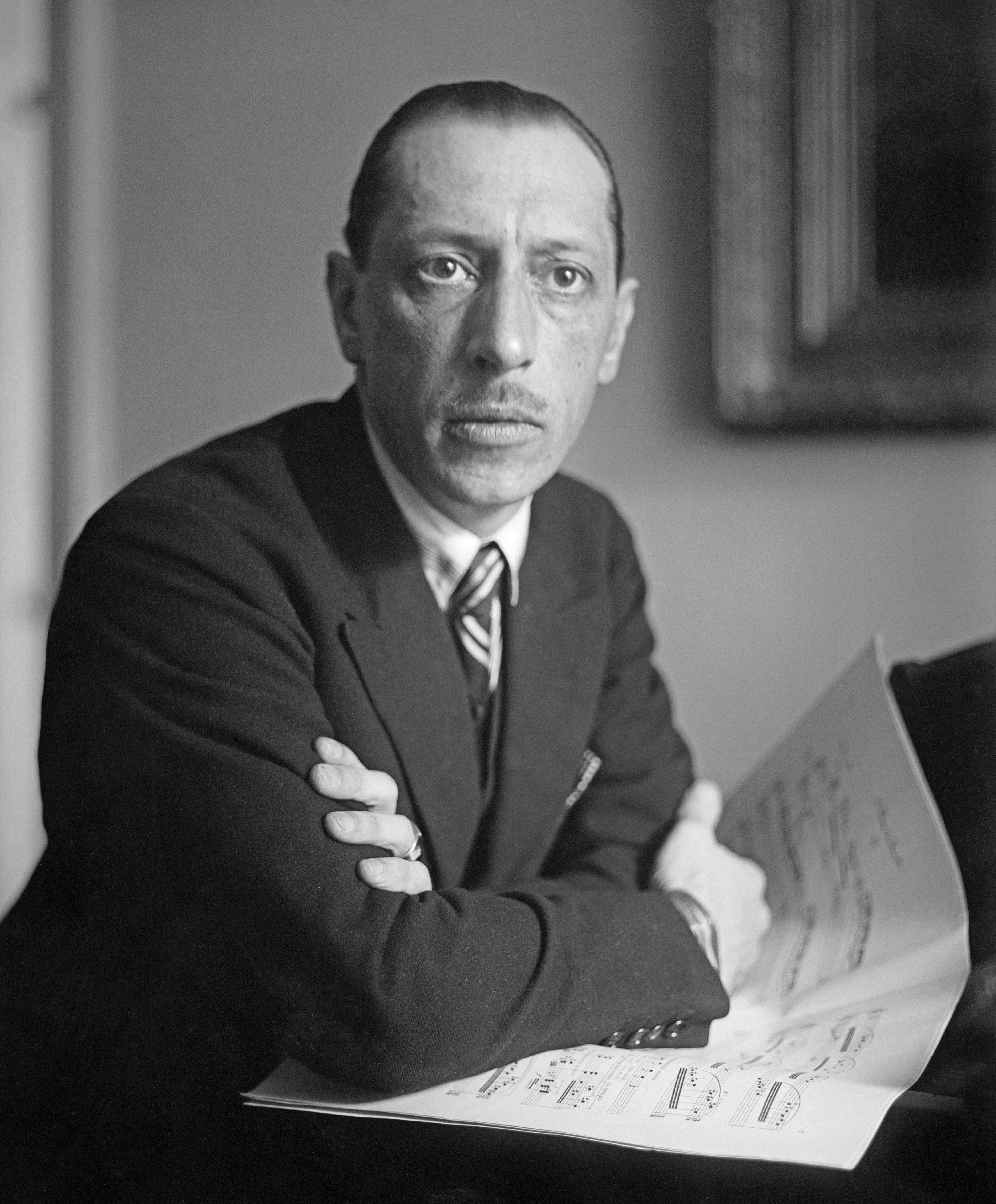
イーゴリ・ストラヴィンスキー（1882-1971）

イーゴリ・ストラヴィンスキー（1882年 - 1971年）は、ディアギレフとの運命的な出会いによって、1910年6月パリでのバレエ『火の鳥』公演でセンセーショナルな成功を収めるまでは、「ベリャーエフ・グループ」の目立たない一員だった。
バレエ・リュスのためにつづいて作曲された『ペトルーシュカ』（1911年）、同『春の祭典』（1913年）の成功により、一躍ヨーロッパ楽壇の寵児となる。
1914年に始まった第一次世界大戦以降、ストラヴィンスキーはロシアを離れるが、スイス各地を転々とする間にアレクサンドル・アファナーシェフのロシア民話に基づく『きつね』（1916年）やロシアの民俗儀礼を様式化したバレエ『結婚』（1923年）などを発表する。
これらは、時代遅れのオペラにバレエが取って代わる、というディアギレフの理論に従ったというにとどまらず、ストラヴィンスキー自身が西ヨーロッパの伝統に対抗しうるロシア的伝統に深く根ざした「ロシア音楽」を探求した結果であった。
1920年のパリ移住前後からは新古典主義的な傾向が本格化するが、第二次世界大戦が勃発するとアメリカに渡り、戦後は十二音技法の開拓に乗り出すなど、当時の音楽界のほぼすべての潮流に関わり、多方面に大きな影響を与えた。
このため、オーストリアのシェーンベルクと並んで、ストラヴィンスキーは20世紀最大の作曲家の一人に数えられている。
一方、ソ連では、ストラヴィンスキーの影響力の大きさから、彼の亡命は最大の裏切りと見なされ、1962年の政権との和解までつづいた。
なお、ストラヴィンスキーの生涯でも最大の成功を記録した『春の祭典』は、ロシアでは受け入れられず、無名の批評家によって次のように攻撃された。
この「音楽ではなく荒唐無稽」という表現は、22年後の「プラウダ批判」においてヨシフ・スターリンによるショスタコーヴィチ批判に使われることになる。

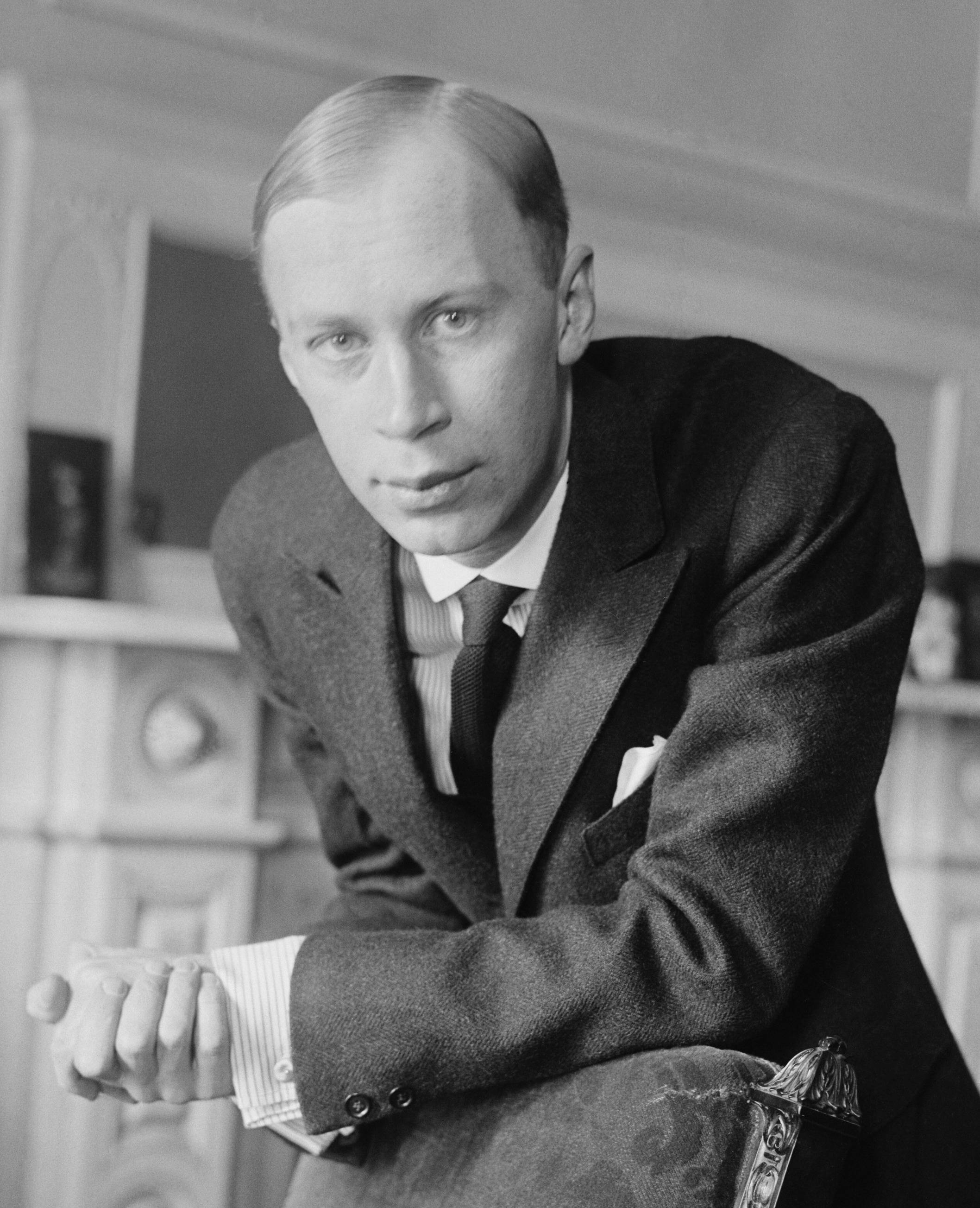
セルゲイ・プロコフィエフ（1891-1953）

ストラヴィンスキーにつづいてパリで活動し、競合関係にあったのがセルゲイ・プロコフィエフ（1891年 - 1953年）である。音楽界の「恐るべき子供」としてデビューしたプロコフィエフは1918年、ロシア革命による混乱期に日本を経由してアメリカに渡り、その後パリを拠点とした。
プロコフィエフの音楽は、調性的な思考の中でポリフォニーの重要性に特徴があり、とくに好んで用いられたのは、各声部が伝統的な5度の体系から外れて独立性を持って動き、終止形に達するときに初めて調性が確認できるような線的進行である。
これにより調性は拡大解釈されたものの、幼少時に習得した伝統的な形式書法は基盤として保ち続けた。
プロコフィエフの作風は、攻撃的モダニズムから出発しながら新民族主義、抒情性、新古典主義などさまざまなアプローチを見せた。
その反面、ストラヴィンスキーのようにこれらを一貫した様式として発展させ音楽的潮流を形成することはなかった。
また、ディアギレフらがオペラを時代遅れのジャンルと見なしたのに対し、プロコフィエフは8歳でミニオペラ『巨人』に挑んで以降、一貫してオペラの現代化を追求したため、国際的評価の面ではこれが誤算となった。
そのディアギレフからの委嘱によって生まれた二つのバレエ作品『鋼鉄の歩み』（1925年）と『放蕩息子』（1929年）は、プロコフィエフのパリ時代でもっとも成功した作品である。しかし、1929年8月にディアギレフは死去し、プロコフィエフは西ヨーロッパでの導き手を失う。
1921年のバレエ『道化師』がストラヴィンスキーの『火の鳥』と競合してバレエ・リュスのレパートリーから外れて以来、ストラヴィンスキーとの不断の競争に神経をすり減らしたプロコフィエフは、ロシア音楽界でのステータスを約束され1933年にソビエト連邦への帰国を果たす。
しかし、その晩年にはジダーノフ批判をはじめ度重なる当局の批判・圧力を受けたことに加え、健康面では脳しんとうを起こしたことによる長い闘病生活を余儀なくされ、政治的機会のための妥協的作品も創作している。

### ロシア・アヴァンギャルドの作曲家たち

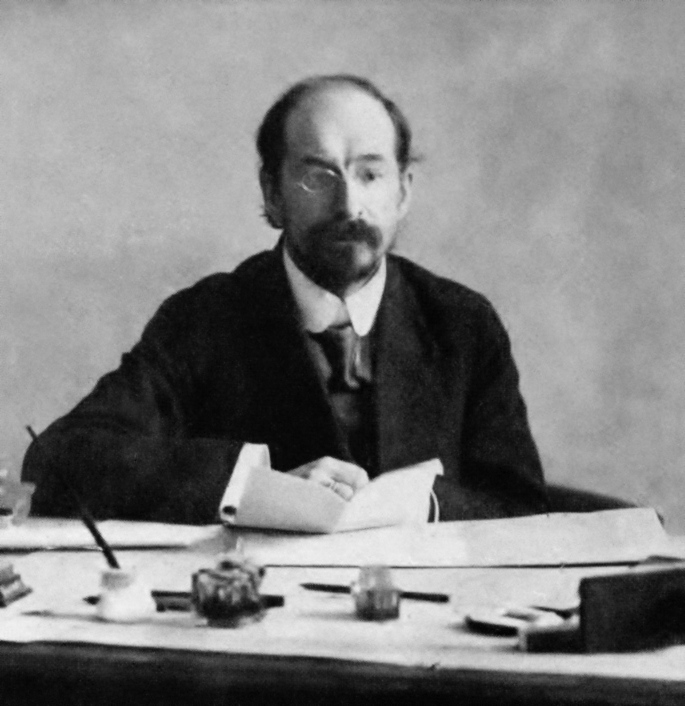
アナトリー・ルナチャルスキー（1875-1933）

1917年、ロシア10月革命が勃発する。権力を掌握したボリシェヴィキは12月にドイツと休戦協定を結び、つづいて講和条約を締結すると国内の政敵の弾圧に着手、白軍との内戦が始まった。内戦は1921年までつづき、最終的にボリシェヴィキが勝利を収めたものの、国内には壊滅的な被害がもたらされた。
1917年末から1921年末までの4年間にロシア国外への亡命者数は200万人に上り、その中には音楽家を含む文化人、知識人も多数含まれていた。
ボリシェヴィキ政権による文化政策の第一歩として劇場が国有化され、モスクワとペテログラードの帝室管弦楽団、私立音楽学校、楽器製造社、楽譜出版社、図書館、公文書保管所、演奏会組織がこれに続いた。ソビエト連邦人民委員会議議長ウラジーミル・レーニンの下に人民委員会議が創設され、教育人民委員会 (Narkompros) の人民委員（文相）にはアナトリー・ルナチャルスキー（1875年 - 1933年）が任命された。1922年には教育人民委員会の下に文学・出版総局 (Glavlit) が創設され、検閲が体系化された。とはいえ、ルナチャルスキーの時代には教育人民委員会はまだ寛容であり、哲学者や芸術家たちはかなりの知的自由を共有していた。
ルナチャルスキーの下で組織された教育人民委員会において、ワシリー・カンディンスキー（美術）、フセヴォロド・メイエルホリド（演劇）、アルトゥール・ルリエー（音楽）らが各部門の責任者を務めたことは、当時のロシアで文学、絵画、演劇、音楽などの領域において展開されていた芸術運動であるロシア・アヴァンギャルドが文化政策の主流となっていたことを示している。
ロシア・アヴァンギャルドは、19世紀末のロシア象徴主義への反動として登場した未来派に代表される芸術運動であり、ロシア革命を先取りするかのような偶像破壊的な前衛主義を特徴とした。
また、未来派を継承したロシア構成主義は、生活と芸術の境界を取り壊そうとした。音楽の領域では、エンジンやモーター、サイレン、工場の警笛などが「楽器」として用いられた。例えば1922年、バクーで開催された10月革命5周年を祝う演奏会では、カスピ海艦隊から霧笛、工場の警笛、大砲2基、機関銃、飛行機といった「楽器」が供給された。
アヴァンギャルド音楽の担い手は、ルリエーやイワン・ヴィシネグラツキーであったが、彼らの亡命後は、ニコライ・ロスラヴェッツやモソロフら現代音楽協会（ACMまたはASM）の作曲家たちに引き継がれた。しかし、1920年代のネップ期から第一次五カ年計画の執行へと社会情勢が急速に変化する中で、ロシア・アヴァンギャルドは次第に抑圧され、ついには歴史から抹殺された。1927年の革命10周年記念音楽会が彼らの最後の活躍の場となった。

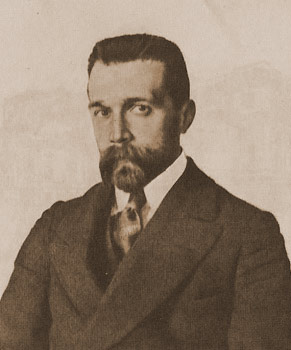
ニコライ・ミャスコフスキー（1881-1950）

ミャスコフスキー
ニコライ・ミャスコフスキー（1881年 - 1950年）は初めグリエール、クィルジャノフスキーに師事し、サンクトペテルブルク音楽院でリャードフ、リムスキー＝コルサコフ、ヴィートリスに学んだ。プロコフィエフやアサフィエフとは学友であり、とくにプロコフィエフとの親交は生涯に渡るものとなった。1921年からはモスクワ音楽院の教授となり、ドミトリー・カバレフスキー、アラム・ハチャトゥリアン、ヴィッサリオン・シェバリーンらを指導した。音楽院でミャスコフスキーは若い才能を寛容に支持し、同僚や学生たちから「モスクワの音楽的良心」と呼ばれていた。
作曲面では、ミャスコフスキーは拡大された和声とモーター的なリズムを組み合わせる点では、プロコフィエフ以上に先んじることもあった。しかし、当初半音階的で、主観・主情的であったミャスコフスキーの作風は、1920年代半ば以降変化し、単純化や客観性、ソ連大衆との直接的な交流に重きを置くようになった。
ロスラヴェッツ
ニコライ・ロスラヴェッツ（1881年 - 1944年）は、ロシア・アヴァンギャルドを代表する作曲家のひとり。モスクワ音楽院在籍中から新しい音組織の探求を始め、卒業後のヴァイオリンソナタ第1番（1913年）、ピアノのための3つの作品（1914年）などで無調の作風を確立した。
1915年ごろまでには「総合和音」によって12半音を体系的に組織化する作曲技法を編み出した。1925年のヴァイオリン協奏曲第1番は、彼の前衛時代を代表する作品である。
ロシア象徴主義や未来派の詩人たちとも交流し、1920年代にはハリコフ音楽院長、モスクワの国立音楽出版局の責任者、現代音楽協会の運営、雑誌『音楽芸術』の編集主幹など精力的に活動するが、ロスラヴェッツの前衛主義はプロレタリア音楽家同盟(RAPM)の攻撃の的となり、平易なプロパガンダ的作品が増加する。1930年代前半には一時タシュケントで創作を続けたが、以降ソ連音楽史からその名前は完全に抹消された。
ロスラヴェッツの作品は1980年代後半の情報公開により半世紀を経て再発見され、その革新的な作曲技法と高い芸術性が新鮮な衝撃をもたらした。
ルリエー
アルトゥール・ルリエー（1892年 - 1966年）は、サンクトペテルブルク音楽院でグラズノフに師事するが、アカデミックな教育内容に意義を見いだせず退学、独学で作曲を学んだ。未来派詩人を中心とする前衛芸術家との交流を通じて急進的作風を取るようになり、微分音による弦楽四重奏曲（1910年）、12半音を用いたピアノ曲『二つの詩』（1912年）、図形楽譜を用いたピアノ曲『大気のかたち』（1915年）など一連の実験的作品を発表してロシアでのモダニズムの主導的立場に立つ。
ロシア革命後は教育人民委員会音楽部門の責任者に任命されるが、前衛音楽を積極的に奨励したことで多くの音楽家たちの反発を招き、1921年にベルリンで亡命、パリでストラヴィンスキーの側近メンバーの一人となった。ソ連では、ルリエーは「裏切り者」として彼の作品は無視された。
1920年代以降はより簡素で全音階的な作風に回帰し、聖歌や民謡を思わせる旋法的な様式の宗教音楽を数多く書くようになった。
ヴィシネグラツキー
イワン・ヴィシネグラツキー（1893年 - 1979年）は微分音を探求し、和声を拡大した。初期の作品では様式的・思想的にスクリャービンの影響を受け、「宇宙の意識」に表現を与えようと試みた。オラトリオ『存在の日』（1917年）はその初期の成果の一つである。1918年、革命詩人クニャーゼフの詩による『赤い福音書』から四分音を用い始めた。1920年にパリに亡命。1929年には四分音ピアノを製作した。
モソロフ
アレクサンドル・モソロフ（1900年 - 1973年）はウクライナ生まれでモスクワ音楽院でグリエール、ミャスコフスキーらに学ぶ。卒業後は現代音楽協会のメンバーとして活動した。とくに1930年にリエージュで開かれた国際現代音楽祭で演奏された交響的エピソード『鉄工場』はセンセーショナルな成功を収めた。しかし、モソロフの国際的な知名度の上昇とは逆に、国内ではプロレタリア派からの攻撃が激化し、1930年代に入ると中央アジアやカフカース地方の民謡を収集し、その成果を創作に取り入れながらより保守的な作風に転向していった。にもかかわらず1936年にはソビエト連邦作曲家同盟を除名処分となり、翌1937年には強制労働所に収容される。グリエール、ミャスコフスキーらの嘆願運動によって1942年までの首都（モスクワ・レニングラード・キエフ）追放に減刑され、第二次世界大戦後は社会主義リアリズムの路線に従った民族主義的な作品を書いた。
モソロフの前衛時代の作風は、トーン・クラスターやオスティナートの積み重ねから生じる濃密な半音階的テクスチュア、衝動的で対照性に富んだ構成などを特徴とする。それらの集大成ともいえるオペラ『英雄』（1927年）、『ダム』（1929年）などの大作はいまだに上演されないままとなっている。
このほか、スクリャービンの神秘主義から出発し、十二音組織や電子音を試みたニコライ・オブーホフ（en:Nikolai Obukhov, 1892年 - 1954年）、ウクライナ出身で画家としても活動し、十二音技法の先駆的存在であるイェフィム・ゴリシェフ（1897年 - 1970年）、電子音楽の可能性を追求し「テルミン」を設計したレフ・テルミン（1896年 - 1993年）、1923年に四分音音楽協会を設立し、微分音の領域を追求したゲオルギー・リムスキー＝コルサコフ（1901年 - 1965年。ニコライの孫）らがいる。
一方、ルナチャルスキーの義兄弟アレクサンドル・ボグダーノフの理論に基づき、プロレトクリト運動が起こった。ボグダーノフは「組織化の科学」を唱えて芸術に集団活動を持ち込み、新しい芸術が「集団的世界知識」を表現することで、プロレタリアートはブルジョア文化における個人主義を永遠に廃することができるとした。実践的には、主としてワークショップやスタジオにおいて、芸術家たちが労働者たちとともに新しい表現形態を模索しながら、彼らに自分たちの技術を教えた。プロレトリクト運動にはレインゴリト・グリエールやアルセニー・アヴラアモフ(en:Arseny Avraamov)、モスクワではアレクサンドル・カスタルスキー（1856年 - 1926年）らの作曲家や音楽家が参加した。しかし1920年10月、ボグダーノフの理論に異を唱えたレーニンの指示により、教育人民委員会はすべてのプロレトクリト組織を接収し、運動は急激に衰退した。

### 現代音楽協会(ACM)
1921年3月、ロシア内戦による壊滅的な経済状況のなかで、レーニンが導入した変革方針がネップ（新経済政策）である。文化的側面において、ネップ期にはモダニズムの盛んな実験が許され、国際交流への道が開かれ、文化的・知的多元主義が許容された。一方で、ソ連共産党は1921年から1923年にかけて、敵対する政党や教会に対して弾圧を加え、検閲による統制を体系化、秘密警察を強化した。1922年には知識人150人余りが国外追放された。
1928年に第一次五カ年計画が公布されると、スターリンによる強制的な工業化、集団農場化に加え、未曾有の政治的暴力の時代を迎えることとなる。
1923年、現代音楽協会（ACM、またはASM）がモスクワで設立された。その中心となったのは、ミャスコフスキーのほか、音楽学者のレオニード・サバネーエフ、ヴィクトル・ベリャーエフ、パーヴェル・ラームである。ACMの創設は、前年の国際現代音楽協会（ISCM）の設立に続くものであり、ACMはISCMとは独立しながらも協力関係にあった。ACMの運営には作曲家のロスラヴェッツ、モソロフ、レフ・クニッペルといったモダニストが積極的に関わり、機関誌『現代音楽』が発行された。
ACMには共通の綱領はなく、急進的な一派から、伝統を重視しつつも最先端の音楽的成果にも接しようとした音楽家たちが加わった。
レニングラードでは、同時期にボリス・アサフィエフ（1884年 - 1949年）が中核となって1924年から現代音楽の演奏会を企画しつつ、パンフレット『新音楽』を発行した。1926年1月には「レニングラード現代音楽協会」(LACM)として正式に発足。アサフィエフはウラディーミル・シチェルバチョフとともに一時期はACMから分離して「新音楽サークル」としてより急進的な方向をめざすが、1927年に再びACMに合流する。
アサフィエフは、独自の「イントネーション理論」や「シンフォニズム」の概念を提唱してソ連の音楽学の基礎を築いた。
こうしたもとで、1920年代のレニングラードはまれに見る活況を呈し、ストラヴィンスキーの『プルチネルラ』（1926年）、プロコフィエフの『三つのオレンジへの恋』（1926年）、アルバン・ベルクの『ヴォツェック』（1927年）などの新作や西ヨーロッパの音楽が次々に紹介され、ベルク、バルトーク、ヒンデミット、ミヨーなどの作曲家が訪れて自作を上演した。
ブルーノ・ワルター、オットー・クレンペラー、ピエール・モントゥーら外国人指揮者たちもレニングラード、モスクワの両都市で演奏会を開いた。
このころに登場したのがドミートリイ・ショスタコーヴィチ（1906年 - 1975年）であり（#ショスタコーヴィチの節を参照）、当時の緊密な国際交流の恩恵を受けることができたロシアの作曲家としては、彼が最後の世代となった。
演奏に関しても、1923年にベートーヴェン弦楽四重奏団がモスクワで結成され、1927年以降、ソ連の演奏家たちはいっせいに国際的な音楽コンクールに参加し始めた。

### ロシア・プロレタリア音楽家同盟(RAPM)

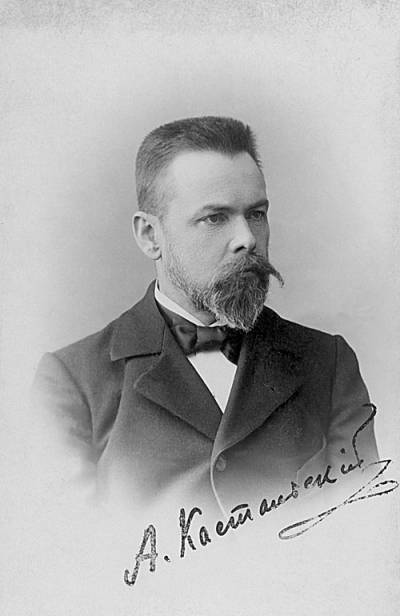
アレクサンドル・カスタルスキー（1856年 - 1926年）

ロシア・プロレタリア音楽家同盟(RAPM)は、1923年に共産主義の音楽家たちによって「プロレタリア音楽家協会」（APM）として組織された。
文学での「ロシア・プロレタリア作家協会」（VAPP、後にRAPP）、美術での「革命ロシア美術家協会」(AKhRR)、演劇の「労働青年劇場」(TRAM)など、かつてのプロレトクリト運動が広範な文化活動を一体的に展開したのと異なり、芸術の各分野を専門とした。
RAPM設立の中心となったのは国立出版所音楽部の情宣部の担当者たちであり、作曲家のアレクサンドル・カスタルスキーを除けば、教師やジャーナリストなどで占められた。こうした政治色の強い団体として、1924年に「革命作曲家・音楽家協会」（ORKIMD、1929年解散）、1925年には「モスクワ音楽院学生作曲家創作集団」(Prokoll)も立ち上げられた。
RAPMの方針は次のようなものだった。
1. 音楽をソ連の現実に近づけること。
2. 労働者大衆への音楽啓蒙活動。
3. 創作活動・音楽界におけるブルジョワ思想との闘い[196]。

RAPMの作曲家たちが好んだのは短い声楽作品で、題材としてはレーニンへの敬意、ソ連青年の歴史的運命、ソ連による地方改革、赤軍の栄光など、革命的な主題に集中した。音楽では再びロシア民謡に重要な役割が与えられた。
現代音楽協会（ACM）とRAPMは、ベートーヴェンやチャイコフスキーなど19世紀の古典的レパートリーを「ブルジョワ音楽」として否定し、互いに「革命の音楽」をめざした点では共通していたが、RAPMはモダニズムをブルジョワ的イデオロギーの産物として非難した。
このため、ACMの作曲家たちの、ブルジョワの功績を土台にするという主張そのものが「ブルジョワ精神」としてRAPMの攻撃対象となり、とりわけロスラヴェッツに対しては「個人主義」、「エリート主義」などの激しい非難が浴びせられた。ロシア構成主義も、ブルジョア的頽廃の産物であるとしてRAPMから酷評された。
RAPMは軽音楽のジャンルも「麻薬中毒」的効果を聴き手に及ぼすとして攻撃した。このほか、1920年代に人気のあったフォックストロット、タンゴなどのダンスは淫らで色情傾向があるとして、ジャズは「資本主義の奴隷文化」の産物として非難した。
1928年12月までには、すべての文化団体はプロレタリア組織の支配下となり、RAPMはあらゆる音楽組織に参入して猛威をふるった。
このため、モダニズムの陣営にいた作曲家たちは方向転換したり、第一線から退くことを迫られ、ACMの活動は衰退した。
1931年、ミャスコフスキー、カバレフスキー、シェバリーンの脱退によって、ACMは事実上消滅状態に追い込まれた。
音楽院では、教育人民委員会の管理下で1925年からイデオロギー教育が履修過程の一部に組み込まれていたとはいえ、レニングラードではグラズノフやマクシミリアン・シテインベルク、ウラディーミル・シチェルバチョフ、モスクワではミャスコフスキー、イッポリトフ＝イワノフ、キエフではグリエールらが健在で、いまだベリャーエフ・グループの美学と結びついていた。
しかし、RAPMが各地の音楽院でも影響力を手中にしたことで、グラズノフは1928年に亡命、シチェルバチョフはトビリシに左遷、ミャスコフスキー、グリエールらは教職を解かれた。各音楽院の履修過程は抜本的に改訂され、入学試験は廃止となりプロレタリアの学生のみが入学を許された。1932年には、モスクワ音楽院は『労働者新聞』の編集者の名を冠して「フェリクス・コーン高等音楽教育学校」に改称された。

### 社会主義リアリズムの作曲家たち
1932年4月23日、ソ連共産党中央委員会は決議「文学・芸術組織の改組について」において、RAPMなどの組織をセクト主義として解散を命じ、これまで対立してきたプロレタリア派やアカデミズム派、モダニストたちを大同団結させる組織としてソビエト連邦作曲家同盟が設立された。
以降、作曲家同盟はソ連音楽の委嘱、出版、演奏会企画の権限を担う唯一の団体となり、ソ連音楽全体が中央集権化された。作曲家たちは、創作の過程で作曲家同盟に自作を提出し、批判・検討のための会議に出席することが義務づけられた。とはいえ、RAPMによって音楽院から教職を解かれた作曲家たちの復職が認められ、同盟内では実績のある作曲家に名誉職が与えられたこともあり、RAPMの重圧からようやく開放されると感じ、音楽の中央集権化を楽観的に受け止める作曲家が多かった。

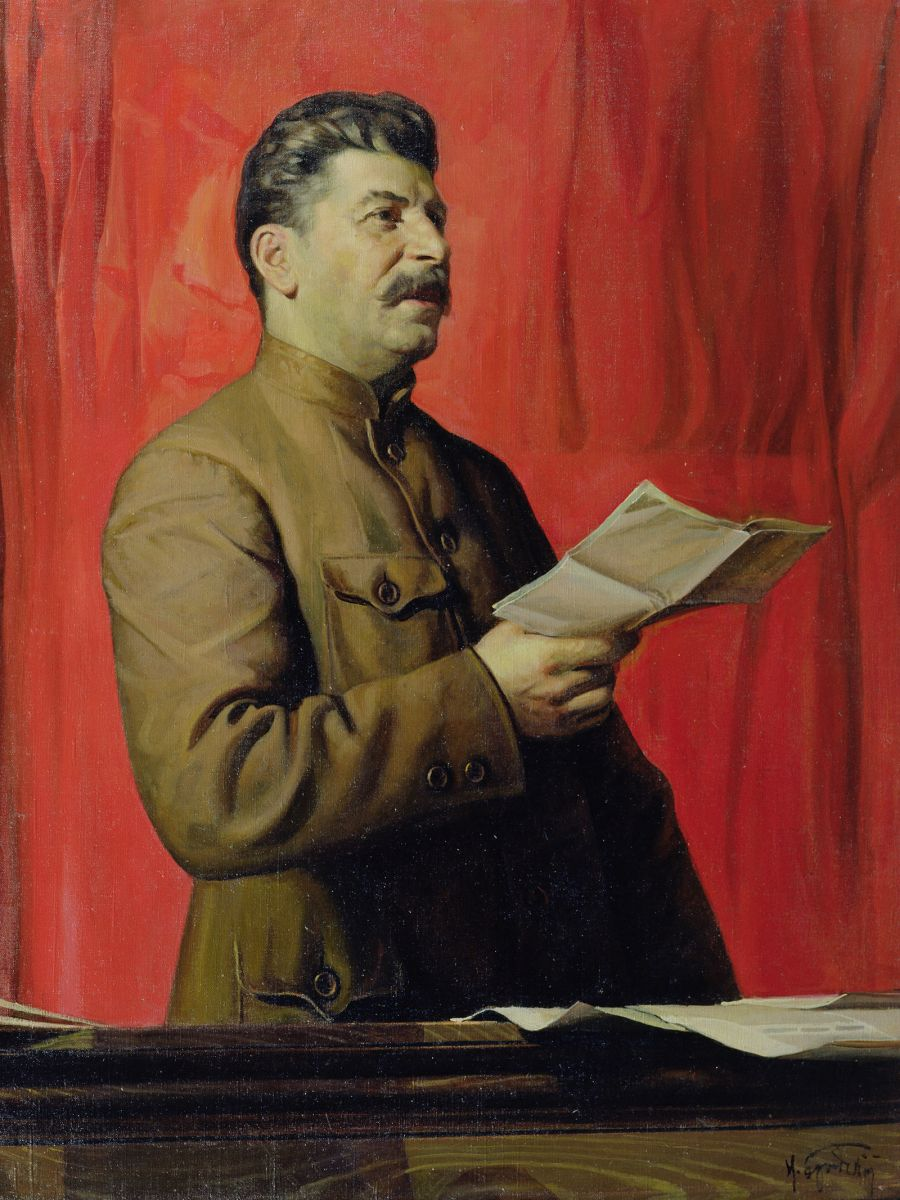
イサーク・ブロツキー(:en:Isaak Brodsky)画によるヨシフ・スターリン。ブロツキーの作品は社会主義リアリズム絵画のモデルとされた。

1934年に第1回全ソ作家大会が開催され、ソ連共産党代表のアンドレイ・ジダーノフは、「社会主義リアリズム」がソ連の芸術文学共通の美学であることを宣言した。
「社会主義リアリズム」は音楽を含めたその他の芸術領域にも拡大適用され、第二次世界大戦後は社会主義化した東欧諸国でも受け入れられた。
「社会主義リアリズム」の理論は、「形式において民族的、内容において社会主義的」というスターリンのスローガンに要約され、「党派性」、「国民性（民族性）」、「思想性」の三つが指標とされた。実践的には、モダニズム的傾向とプロレタリアのアマチュア的傾向のいずれも否定することにより、アカデミックな訓練を積んだロシア革命前の世代の人々を広範に取り込み、19世紀までのブルジョワ文化を基礎として、社会主義的な内容を取り込んでいくことを目的とした。
こうした、あらゆる美学的規範をひとつの共通基準へと結びつける行為には、ニコライ1世時代の「官製国民性」に先例があった。ここでは「官製国民性」の「民族性」がそのまま残り、「専制」と「正教」が社会主義と入れ替わったのである。
「党派性」とはソ連共産党の目的に芸術が従属することであり、社会主義の「思想性」が「民族性」と組み合わせられたことで、「社会主義リアリズム」においては芸術は形式的な洗練や様式上の独創性よりも、その内容や理解のしやすさによって評価された。音楽に対しては、ソ連の現実を映す適切なイメージとして、楽観主義に基づく昂揚した雄弁さが求められた。ロシア・アヴァンギャルドの前衛主義やRAPM派が好んだ小規模な大衆歌は否定され、交響曲や標題交響曲、オラトリオなどの記念碑的性格が支持された。このことはソ連音楽界に偏狭な保守的傾向を招き、様式的、技法的実験から離れて、西側で放棄された伝統的な形式を固持することにつながった。
イギリスの音楽学者マリーナ・フロロヴァ＝ウォーカーは、「社会主義リアリズム」について、次のように述べている。
また、「社会主義リアリズム」の理念は西洋的な音楽機関と遠く離れた民族共和国にも持ち込まれた。マースはこれを「芸術の植民地化」と呼んでいる。各共和国では独自の民族的オペラを上演することが期待され、地方の作曲家が不足した場合には、モスクワやレニングラードから作曲家が「穴埋め」された。この結果、グリエール（キエフ生まれ。両親はドイツ人とポーランド人）はアゼルバイジャンとウズベキスタンの民族オペラを作曲した。アラム・ハチャトゥリアンはアルメニア民族を代表する作曲家として知られるが、グルジア生まれのモスクワ育ちであった。このほか、ロシア・アヴァンギャルドの旗手だったロスラヴェッツとモソロフはトルクメニスタンの音楽に携わり、トルクメニスタンで育ったセルゲイ・バラサニャーン（アルメニア人家系の生まれ）はタジキスタンの作曲家となるなどした。
ガヴリイル・ポポーフ
ガヴリイル・ポポーフ（1904年 - 1972年）はノヴォチェルカッスク生まれの作曲家。1920～30年代は新ウィーン学派の影響を受け、無調風の交響曲第1番を発表するなど、ロシア・アヴァンギャルド的な作風であったが、当局から上演禁止の処分を受け、共産主義を讃えるような作品へと作風を変えていった。愛国的な作品、交響曲第2番「祖国」でスターリン賞を獲得するものの、そののちジダーノフ批判によって、形式主義であると批判を受けるなど、当局との衝突が絶えなかった。代表作は、交響曲第3番「英雄的」、交響曲第6番など。
イサーク・ドゥナエフスキー
イサーク・ドゥナエフスキー（1900年 - 1955年）はウクライナ出身の作曲家。14のオペレッタ、3つのバレエ、3つのカンタータ、80の合唱曲、80の歌曲、88の劇音楽、42の映画音楽、43の軽音楽オーケストラのための作品、12のジャズオーケストラのための作品、52の管弦楽団のための作品、47のピアノ曲を作曲した。1950年にロシア連邦共和国人民芸術家の称号を受け、1941年と1951年にソビエト連邦国家賞を受賞するなど、多くの賞を受けた。代表作は、ソ連のコルホーズを礼讃するためのプロパガンダ映画「クバンのコサック」のための音楽（1949）や、オペレッタ『黄金の谷』（1937）、『自由の風』（1947）など。
ゲオルギー・スヴィリードフ
ゲオルギー・スヴィリードフ（1915年 - 1998年）はクルスク州ファテジ生まれの作曲家。ロシアの民族的主題に基づく作品（特に声楽曲）を得意とした。ロシア人民芸術家、ソ連人民芸術家などの称号を受けた他、レーニン賞、社会主義労働者英雄など、多数の賞や称号を授与された。ソビエト連邦共産党書記長だったユーリ・アンドロポフが、最も好きな作曲家として上げているほど、当時のソ連では人気が高い作曲家だった。代表曲は、ワレンチン・カターエフの社会主義小説「時よ、前進!」の映画のために作曲した組曲「時よ、前進!」。
アルカディ・フィリペンコ
アルカディ・フィリペンコ（1912年 - 1983年）はキエフ生まれの作曲家。造船会社で勤務するかたわら作曲を学んだ。第二次世界大戦中は軍のオーケストラに所属し、終戦後はキエフで作曲家として活動する。1948年に、弦楽四重奏曲第2番がソビエト連邦国家賞を受賞。また、ウクライナ作曲家同盟の結成にも関与し、1950年代にはその事務総長や副代表も務めた。数曲の交響曲と1作のオペラ、3曲の弦楽四重奏曲を含む室内楽曲、それに約500曲の歌曲を作曲したほか、ソ連では映画音楽の作曲家としても知られていた。

### ショスタコーヴィチ

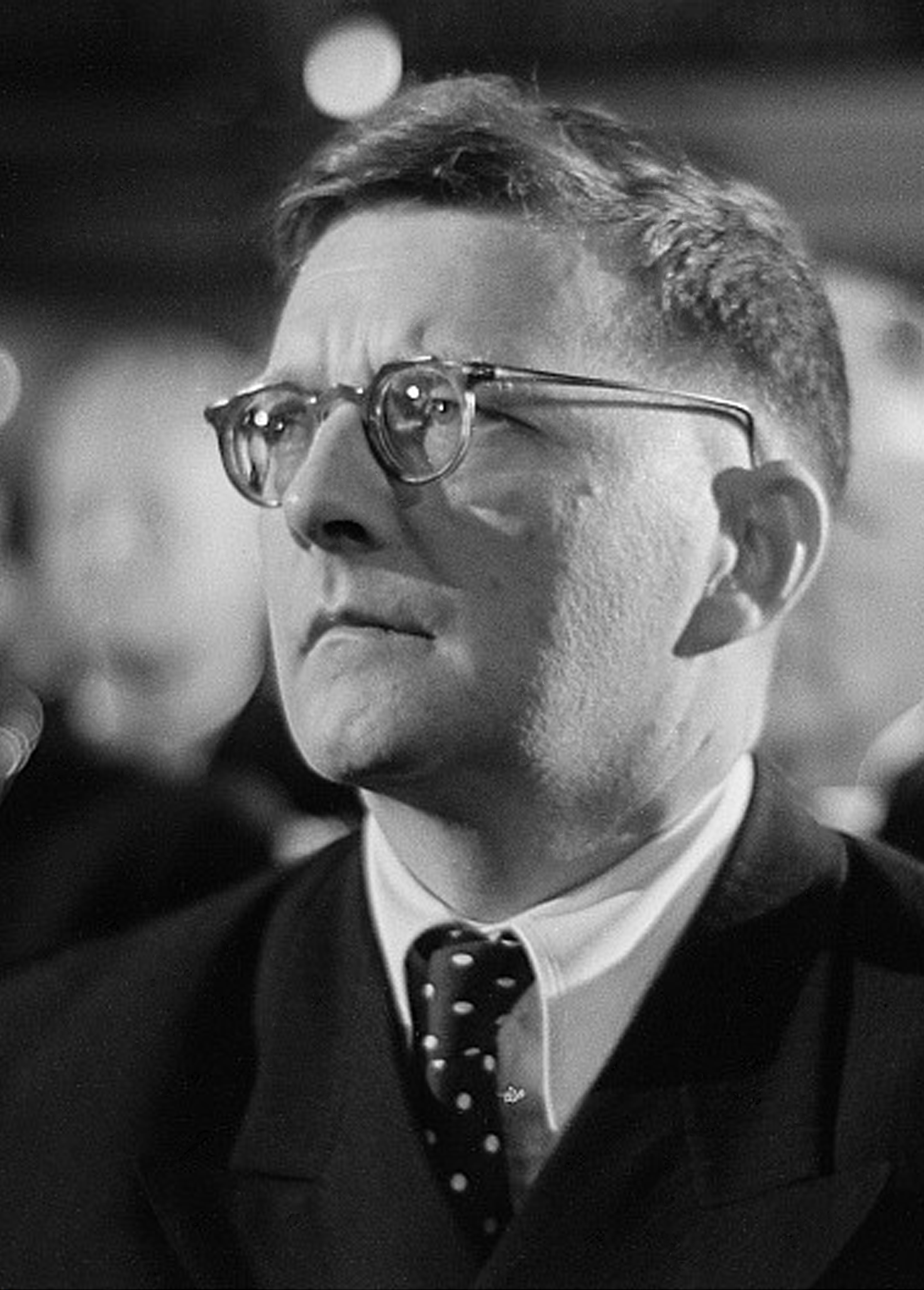
ドミートリイ・ショスタコーヴィチ（1906-1975）

ドミートリイ・ショスタコーヴィチ（1906年 - 1975年）は1925年、サンクトペテルブルク音楽院卒業作品として作曲した交響曲第1番で国際的な名声を得た。
モダニズムの情熱的な代弁者として登場したショスタコーヴィチだったが、ソ連を代表する作曲家とみなされたことで、生涯を通じて絶えず政治や国家に翻弄された。オペラ『ムツェンスク郡のマクベス夫人』（1932年）で未曾有の成功を収めながら、1936年のプラウダ批判によってこの作品は葬り去られ、翌1937年に交響曲第5番で名誉回復を遂げるまで、ショスタコーヴィチは自殺を考えるほど追い込まれた。
交響曲第5番での方向転換以降は、社会主義リアリズムの路線に沿った作品がつづくが、交響曲第6番（1939年）では古典的図式である4楽章構成を捨てているなど、以降のショスタコーヴィチの管弦楽作品には、支配的な規範を緩めようとする努力が常に認められる。
独ソ戦開始後は交響曲第7番「レニングラード」で連合国側の英雄となった。しかし戦後、1948年のジダーノフ批判で「形式主義者」のひとりとして名指しされ、音楽院の職を失う。スターリンの死の前後から、ソ連の「顔」として国外に派遣される立場となり、1960年にはソ連共産党に入党している。一方で、交響曲第13番「バビ・ヤール」でユダヤ人虐殺を扱ったことでフルシチョフから歌詞の改訂を強要された。こうした軋轢の中でショスタコーヴィチは、表面上は体制礼賛を装いながら、聞く人によってはそれと反対でさえあるような意味が聞こえてくるという、作曲における「イソップ語（二重言語）」を身につけたとされる。しかし、二重の意味を特定することは容易でない。
ショスタコーヴィチは生涯を通じて各15曲の交響曲と弦楽四重奏曲を作曲している。堅固な形式、巧みな楽器法やドラマトゥルギーから20世紀最大の交響曲作家として聴衆の人気は生前から高かった。
しかし、冷戦下の西側諸国ではショスタコーヴィチは体制に忠実な作曲家とみなされ、ブーレーズやシュトックハウゼンら前衛中心の時代に保守的な形式を頑なに守る作曲家として評価の埒外に置かれることもあった。1979年のソロモン・ヴォルコフによる『ショスタコーヴィチの証言』の出版は、ショスタコーヴィチの音楽への再評価の契機をもたらすことになった（下記#『証言』の節参照）。

### プラウダ批判
1936年1月28日、ソ連共産党中央委員会機関紙『プラウダ』に無署名論文「音楽の代わりに荒唐無稽」が掲載された。その内容はショスタコーヴィチのオペラ『ムツェンスク郡のマクベス夫人』を低俗かつ「形式主義的」と批判するものだった。つづいて2月6日には、同『プラウダ』紙に「バレエの偽善」と題する二つめの無署名論文が掲載され、同じくショスタコーヴィチが音楽を担当したバレエ『明るい小川』が非難された。
批判の直接の原因については、『ムツェンスク郡のマクベス夫人』のあからさまな性的表現にスターリンが腹を立てたことにあると考えられている。しかし、これらの社説は、ショスタコーヴィチ一人に対する批判というよりも、芸術界全体を射程に入れたものだった。
この『プラウダ』論文をめぐって、作曲家同盟のモスクワ、レニングラード両支部をはじめ、音楽以外のジャンルを含めたさまざまな会合で討論が行われた。批判された2つの作品はいずれも好評だったものであり、ショスタコーヴィチを支援してきたレニングラードを中心とする音楽家たちはパニックに陥った。
作曲家同盟での議論は、体制への忠誠を示して粛清から逃れようとした作曲家たちによって、ショスタコーヴィチに対する中傷合戦となった。批判者の中には、ショスタコーヴィチがオペラのスコアを献呈しようとしていたボリス・アサフィエフも含まれていた。

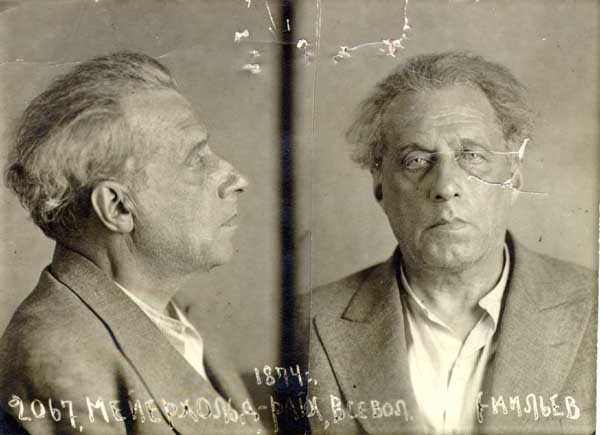
フセヴォロド・メイエルホリド（1874年 - 1940年）逮捕時のソ連警察による写真

ヴィッサリオン・シェバリーンやアンドリア・バランチヴァーゼのようにショスタコーヴィチを擁護した作曲家もいたが、その結果彼らの作品は演奏されなくなり、作曲で生活できなくなった。3月14日に演説してショスタコーヴィチを擁護した演出家のフセヴォロド・メイエルホリド（1874年 - 1940年）は1939年に逮捕され、翌年処刑された。
メイエルホリドの死は、彼の親友で芸術上のパートナーでもあったプロコフィエフにも打撃を与えた。
ショスタコーヴィチは赤軍最高位にあった将軍ミハイル・トゥハチェフスキーの保護を頼ろうとしたが、トゥハチェフスキー自身が粛清の犠牲になった。ショスタコーヴィチの周囲で、友人や親類が逮捕され、姿を消した。音楽学者ニコライ・ジリャーエフ、義理の兄弟で物理学者フセヴォロド・フレデリクス、義理の母ソフィア・ヴァールザル、叔父マクシム・コストリーキン、作家ボリス・コルニーロフ、アドリアン・ピオトロフスキー、ガリーナ・セレブリコーヴァらである。
このようにして、「プラウダ批判」は芸術界のモダニズム的傾向の一掃を図る「形式主義」批判キャンペーンの発端となり、同時にソ連の社会全体を呑み込む大粛清へと流れ込んでいった。
大粛清は1937年から翌1938年にかけて最高潮に達し、この時期は当時の内務人民委員ニコライ・エジョフの名から「エジョーフシチナ（エジョフ体制）」と呼ばれる。
この間にロスラヴェッツはモスクワの音楽界から姿を消し、放送プロデューサーや軍楽隊講師などの職に就いた。モソロフは流刑となり、民謡研究に専念した。ミハイル・グネーシンは作曲を放棄して教育・行政方面に転身した。
ショスタコーヴィチは1936年4月に交響曲第4番を完成させ、初演に向けてリハーサルの段階にまできていたが、脅威を感じた彼はこの作品を撤回した。
翌1937年4月から着手し、1938年1月29日にモスクワ初演された交響曲第5番は、ソ連共産党によって英雄的な古典主義の例とみなされ、ショスタコーヴィチのキャリアの転換点として、彼の芸術的成長に党が果たした役割が強調された。初演前にはショスタコーヴィチ自身が、この作品は自分が受けてきた批判に対する回答であると宣言した。マースによれば、「プラウダ批判」におけるショスタコーヴィチの失墜も復権も計算されたものであり、芸術家を党独裁に跪かせる戦略の一部だった。

### 第二次世界大戦
1941年に独ソ戦が始まると、「大祖国戦争」のために多くの国民の動員が優先され、その結果芸術家への統制は緩められた。音楽家は愛国主義や戦意高揚に加わることが期待され、その取り組みの一つとして1943年に国歌コンクールが開催された。これに先立つ1939年には、それまで上演不可能だったグリンカのオペラ『皇帝に捧げた命』が皇帝を省いて『イワン・スサーニン』として再登場していた。オペラの主人公の愛国的・自己犠牲的行為が称揚されたのである。
1936年の「プラウダ批判」以降、プロコフィエフは党への忠誠を示すために『10月革命20周年のためのカンタータ』（1937年）、『われらの時代の歌』（1937年）など政治的作品を手がけ、1939年にはスターリン60歳の誕生日に向けて、カンタータ『乾杯』（英語タイトル『Hail to Stalin （スターリン万歳）』）を書いていた。戦時中には、疎開先で『アレクサンドル・ネフスキー』や『イワン雷帝』の映画音楽、トルストイ原作によるオペラ『戦争と平和』、交響曲第5番、同第6番、弦楽四重奏曲第2番などに並行して着手する精力的な創作期を迎える。とはいえ、『戦争と平和』は1942年5月にモスクワの芸術問題委員会から一連の修正要求が付されて戻ってきた。このオペラはこれより10年にわたって修正が繰り返され、やがてくる災いの前兆となった。
ショスタコーヴィチは1941年、ドイツ軍包囲下のレニングラードで交響曲第7番の作曲に着手し、完成した作品はレニングラード市に捧げられた。この曲は、古典的な4楽章構成を採り、作品のメッセージが技巧に勝っている点で、音楽における社会主義リアリズムのモデルとしても捉えられる。しかし、つづく交響曲第8番（1943年）は、戦争の受難や悲劇を表現した内容が、戦局好転の下で勝利への楽天的な気分の表現という当局の期待から外れたため、この曲は作曲家同盟の会合で厳しい叱責を受け、レパートリーから消えた。
ミャスコフスキーはこの時期に交響曲第22番、第23番、第24番、チェロ協奏曲を書いた。ハチャトゥリアンも1943年に交響曲第2番を作曲しており、ショスタコーヴィチの第8番と作曲時期と場所（イワノヴォの「創造の家」）を同じくしている。
さらにショスタコーヴィチは、1945年に交響曲第9番を作曲する。この曲について、ショスタコーヴィチは1943年に「ロシア人民の勝利と偉大さという主題に捧げることになるだろう」と述べており、記念碑的な交響曲が期待されていた。ところが、実際に作曲された「第9番」は純粋な器楽曲で、軽快さと風刺、アイロニーに満ちたものだった。マースによれば、この曲はショスタコーヴィチの芸術的自由の主張である。作曲家はかつての風刺的モダニズムの領域に再び入り、もっと自由な時代の到来という希望を反映させている。ショスタコーヴィチに限らず、ソ連の作曲家たちは1930年代の抑圧はすでに過去のものとなっていることを期待した。しかし、1948年の「ジダーノフ批判」によって、こうした希望は根絶やしにされた。

### ジダーノフ批判
第二次世界大戦が終わると、ソ連当局は1946年より文学、映画、演劇、哲学などの領域でイデオロギー的統制のキャンペーンを復活させ、1948年には音楽分野にも及んだ。これらは、スターリンから一連の指導を委ねられた中央委員会書記アンドレイ・ジダーノフの名から「ジダーノフ批判」と呼ばれる。
発端となったのは1947年末に初演されたヴァノ・ムラデリのオペラ『偉大な友情』であり、この作品の不評を理由として1948年1月に共産党中央委員会の主催で音楽家会議が開かれた。ジダーノフはここで、当時の音楽界において形式主義的傾向が支配的だとして、ショスタコーヴィチ、プロコフィエフ、ミャスコフスキー、ハチャトゥリアンらの指導的作曲家たちを名指しで批判した。これに基づき、2月10日付中央委員会決議「ムラデリのオペラ『偉大な友情』について」が発表された。
このとき、官僚と深い関わりのあったカバレフスキーのみはリストから自分の名前を取り除くことができ、批判から逃れた。
同決議は、標題音楽と声楽曲に明確な優位を与えるもので、音楽の社会主義リアリズムとしてもっとも硬直した形をとった。この決議を受けて、「形式主義」を糾弾する無数の集会が開かれ、第1回全ソ作曲家大会（1948年4月19日 - 25日）もこの過程で開催された。
作曲家同盟は、それまでの運営組織であった組織委員会 (Orgkomitet) を解散し、同盟書記長として当時34歳の作曲家ティホン・フレンニコフを選出した。それまで要職を占めていた指導的作曲家たちは職を失った。決議から6ヶ月後にジダーノフが急死するものの、フレンニコフはソ連や西側の前衛音楽を否定する教条的社会主義リアリズムの信奉者として党決議を確実に実行し、長期にわたってソ連作曲界を実質的に支配することになる。
「ジダーノフ批判」から1953年にスターリンが死去するまでの間、ソ連音楽界はスターリンや党を礼賛するオラトリオ、カンタータなど図式的な構成を持つ声楽曲を大量に生み出し、その一方で純器楽のための音楽は著しく停滞した。
糾弾を受けた作曲家たちは自己批判し、簡潔でわかりやすい作品だけを書くようになった。ショスタコーヴィチのオラトリオ『森の歌』、プロコフィエフのカンタータ『平和の守り』、ミャスコフスキーの交響曲第27番などである。
マースによれば、「ジダーノフ批判」の最も悲劇的な犠牲者は、おそらくプロコフィエフである。
このころプロコフィエフはセルゲイ・エイゼンシュテインとの共同作業による新たな映画『イワン雷帝』に取り組み、三部構成のうち第二部まで完成していたが、第二部が1946年に「歴史的事実を無視」する裏切りとして党の糾弾を受けていた。
また、オペラ『戦争と平和』は、「歴史的コンセプトの誤り」を理由に上演が認められず、その後数度にわたって改訂努力を重ねたものの、結局オペラの全曲上演を生前に見ることはできなかった。
この間にもプロコフィエフはソ連当局向けに革命30周年のための祝典序曲『三十年』、カンタータ『栄えあれ、力強い大地よ』を作曲しており、「ジダーノフ批判」前の1947年10月11日の交響曲第6番の初演は好意的に迎えられていた。
「ジダーノフ批判」の際、プロコフィエフは病気のために作曲家同盟の会合に出席できず、書簡で決議への忠誠心を明らかにした。
しかし、この批判によってプロコフィエフの立場は決定的に弱まり、帰国以来保ってきたソ連作曲家たちの中でのステータスは失われた。交響曲第6番は「形式主義的」としてレパートリーから消え、以降の彼の新作はどれも「形式主義」のレッテルが貼られるようになった。
また、プロコフィエフは1948年1月13日にミラ・メンデリソンと再婚する。その直後の2月20日に最初の妻カロリーナ（リーナ）・コーディナがスパイ容疑で逮捕され、シベリアで8年間強制労働の判決を受けた。リーナの逮捕は、指導的な芸術家であっても容赦されないことを示すために当局が用いた威嚇だった。

### 雪どけ

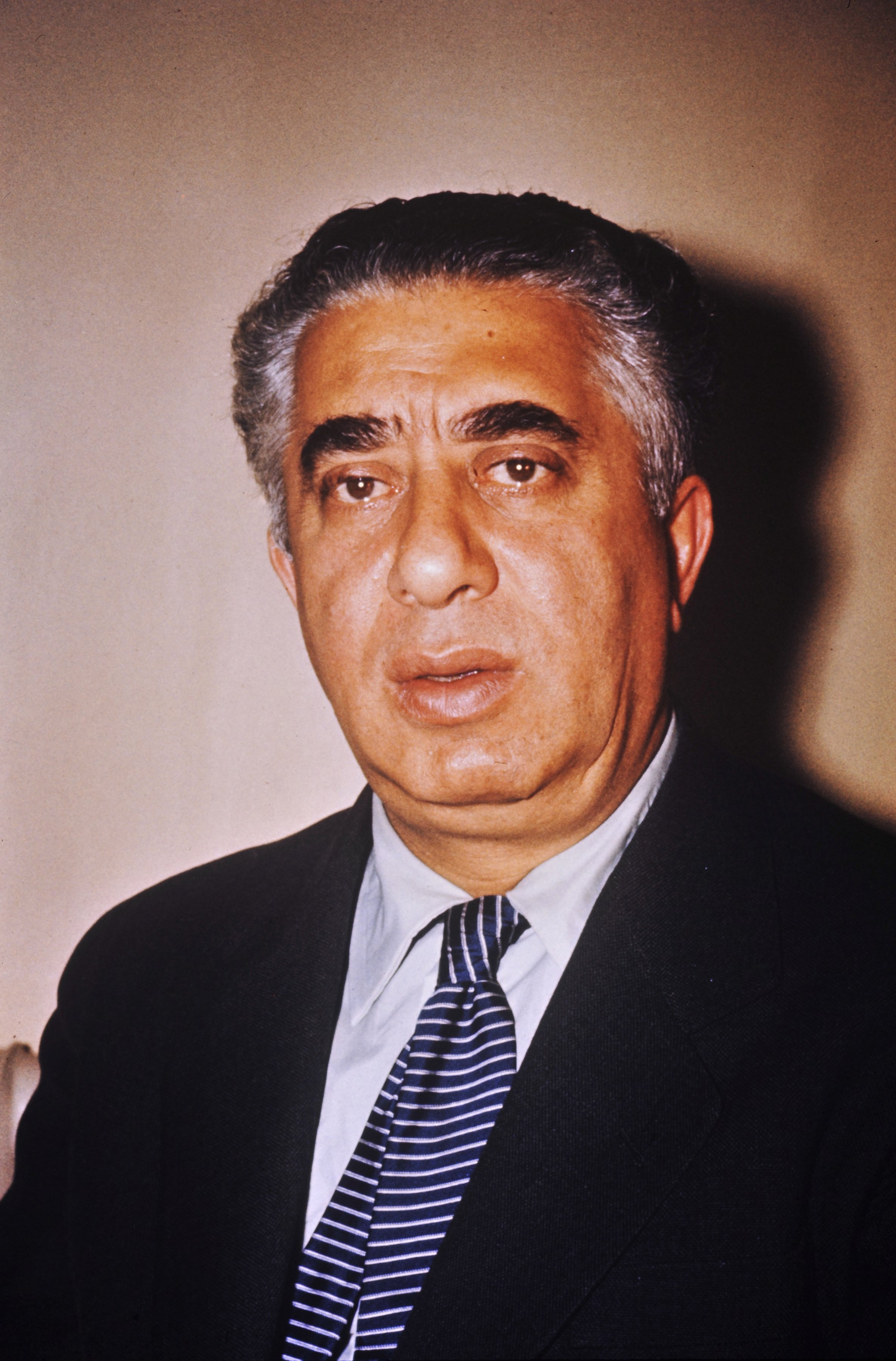
アラム・ハチャトゥリアン（1903-1978）

1953年3月5日、プロコフィエフが死去したのと同じ日にスターリンが死去すると、イリヤ・エレンブルグの小説『雪どけ』（1954年）に描かれたように、人々はスターリン時代末期の硬直状態から解放の機運を感じ取るようになった。
音楽界においては、ハチャトゥリアンの論文「創作上の大胆さとインスピレーションについて」（『ソヴィエト音楽』誌1953年11月号）がその口火となった。ショスタコーヴィチは、交響曲第9番以来8年ぶりとなる交響曲第10番を1953年10月に完成させ、12月17日のエフゲニー・ムラヴィンスキー指揮による初演は大成功を収めた。この作品が標題や声楽を伴わない純粋な器楽作品であり、内容的に悲劇性を漂わせていることから、ハチャトゥリアン論文と同様に1948年のジダーノフ批判への抵抗と見なされ、音楽界を二分する「第10論争」に発展したが、ショスタコーヴィチへの肯定論が優勢なうちに論争は収束した。
1956年にはニキータ・フルシチョフによるスターリン批判によって、政治的にもスターリン時代との決別が示された。これを受けて、1958年5月28日、中央委員会決議「オペラ『偉大なる友情』、『ボグダン・フメリツキー』、『心の底から』の評価の誤りを正すことについて」によって1948年の決議（ジダーノフ批判）の誤りが認められた。
また、これに先立つ1957年3月には、第二回全ソ作曲家大会が開催され、ハチャトゥリアンとショスタコーヴィチはともに作曲家同盟の書記局員に選ばれている。
とはいえ、これらは誤りの原因をもっぱらスターリンへの個人崇拝に求め、政府や国民を指導する立場としてのソ連共産党の権威については依然として肯定し続ける点で、「雪どけ」の限界を示している。
この後に演奏されたショスタコーヴィチのいくつかの作品は、音楽界の「雪どけ」の成果を象徴的に示すものとなった。
1961年12月30日、作曲から20年以上封印されていた交響曲第4番（1936年）が初演された。これは聴衆にとっても作曲家にとっても感動的な出来事となり、ショスタコーヴィチは「多くの理由から、交響曲第4番はその後のすべての交響曲よりも面白いと思う」と語った。
1962年12月18日には、エフゲニー・エフトゥシェンコの詩による交響曲第13番『バビ・ヤール』が初演され、翌1963年1月8日には『ムツェンスク郡のマクベス夫人』の改訂版であるオペラ『カテリーナ・イズマイロヴァ』が初演された。
しかし、ロシア社会に残る反ユダヤ主義を告発した内容の歌詞のために、交響曲第13番の初演は困難を極めた。指揮者のムラヴィンスキーやバス歌手ボリス・グムイリャー(en:Boris Gmyrya)らが協力を拒み、演奏直前には独唱者の交代を余儀なくされた上、初演後には歌詞の改訂を強いられた。
また、改作されたオペラ『カテリーナ・イズマイロヴァ』には新しい作品番号114が付けられ、ショスタコーヴィチは西側でのオリジナル稿の上演に強く反発した。
「雪どけ」期以降、党の統制は徐々に緩んでいき、社会主義リアリズムはその意義を失っていった。
また、長い間顧みられなかったロシア・アヴァンギャルドの時代の芸術が1960年代から西側諸国で再評価され始め、1970年代以降、欧米各地で大規模な展覧会が開催されて注目を集めるようになった。しかし、音楽分野の再評価の動きは他のジャンルと比較して遅く、とくにソ連国内ではこれらの作曲家の作品は封印されたままだった。ロシア・アヴァンギャルドの音楽が次第に復権し、楽譜が出版されるようになるのは1980年代以降である。

### 『証言』
ショスタコーヴィチの死後、1979年に出版された『ショスタコーヴィチの証言』（ソロモン・ヴォルコフ（1944年 -）編。以下『証言』という）は、この作曲家像を大きく転換させるきっかけとなった。ヴォルコフはソ連からアメリカに亡命した音楽学者であり、彼の主張によれば、『証言』は「ショスタコーヴィチの生前に聞き書きした」内容を編集したものである。
当時、ショスタコーヴィチの交響曲や弦楽四重奏曲をはじめとする作品群は、欧米の音楽市場において取り込むべき新たなレパートリーとして注目されていた。しかし東西冷戦を背景として、ショスタコーヴィチが生前に担わされたソ連の「広告塔」としてのイメージや、ソビエト共産党および社会主義リアリズムに忠実な「ソ連公認の作曲家」と見なされていたことが障害となっていた。『証言』は、こうしたショスタコーヴィチに対する旧来のイメージを払拭し、「内面において権力を批判し続けた作曲家」という新たな「物語」を提示するという、西側市場の要請に都合よく応えるものであったことから、その内容は急速に普及、幅広く受容された。
例えば、イギリスの音楽評論家イアン・マクドナルド(en:Ian MacDonald, 1948年 - 2003年)の『新しいショスタコーヴィチ』（1990年）は、このような過程で出版された代表的な著作である。『新しいショスタコーヴィチ』では、例えば交響曲第5番のフィナーレ主題を「強制的な歓喜」と見なすなど、『証言』で語られている含意がそのままショスタコーヴィチの音楽に当てはめて解釈されている。
他方、『証言』は出版直後から内容と書物自体の信憑性をめぐる論争を引き起こした。論争のひとつは、『証言』の編者ヴォルコフとショスタコーヴィチの近親者たちの間で争われた「ショスタコーヴィチを語る権利」をめぐるものである。ヴォルコフが自らを作曲家の秘書のような存在だったと主張したのに対し、ショスタコーヴィチの近親者たちは生前の作曲家とヴォルコフはそれほど親しくなかったとして抗弁した。この中で、ショスタコーヴィチの実子マクシムは、『証言』について「これは彼（父ショスタコーヴィチ）の書物ではなく、彼に関する書物である」が、「彼の生きた時代の状況を正確に反映している」と語った。
より実証的・専門的には、アメリカの音楽学者ローレル・フェイ（1949年 -）が『証言』の批判的検証を行った。フェイの論文「ショスタコーヴィチ対ヴォルコフ：誰の証言か」（1980年）は、『証言』がヴォルコフが主張するようなインタビュー記録ではないことを証明しており、この結果専門的文献においては、『証言』は批判的かつ慎重に扱われるべきとするコンセンサスが得られるようになる。
1990年代以降は、ショスタコーヴィチに関する回想や書簡集、生前の作曲家と親しかった音楽家による評伝などが公刊され、『証言』と比べてより信憑性の高いこれらの史料によって『証言』は相対化されていった。この結果、専門的研究者の間では、『証言』をめぐる論争自体が収束しつつある。
フェイと並んで『証言』をめぐる論争に事実上終止符を打ったとされるアメリカの音楽学者リチャード・タラスキン（1945年 -）は、次のように述べている。

### ソ連崩壊と新しい世代
1991年、ソビエト連邦は解体し、ソ連作曲家同盟も解散する。
ソ連の文化政策はさまざまな両義性に満ちている。作曲家同盟の長を務めたフレンニコフに代表されるように、一般的に抑圧的な側面が強調されるが、その反面では、芸術家は宣伝の媒体として重視され、住宅供給や「作曲家の家」建設など高い地位が保証されていた。
作曲家同盟の解散によって、こうした身分保障も消え去った。
音楽院や音楽劇場の設立、民族オペラの創作など、各共和国での政策についても、啓蒙あるいは宣伝、民族性の奨励とも押しつけともとれるもので、一義的な評価は難しい。
社会主義リアリズム路線によって、調性や交響曲、オペラといった近代的な要素・形式が維持されたことについても、今日の演奏会のレパートリーの中でソ連時代の音楽が一定の割合を占めている事実からは、単なる強要とはいえないものがあり、音楽様式を単純に政治体制と結びつけることの困難さを示している。
ソ連崩壊以前から西側諸国の音楽界との交流の掛け橋として登場したのが、ガリーナ・ウストヴォーリスカヤ、エディソン・デニソフ、ソフィア・グバイドゥーリナ、アルフレート・シュニトケ、アルヴォ・ペルト、ヴァレンティン・シルヴェストロフら新しい世代の作曲家たちである。

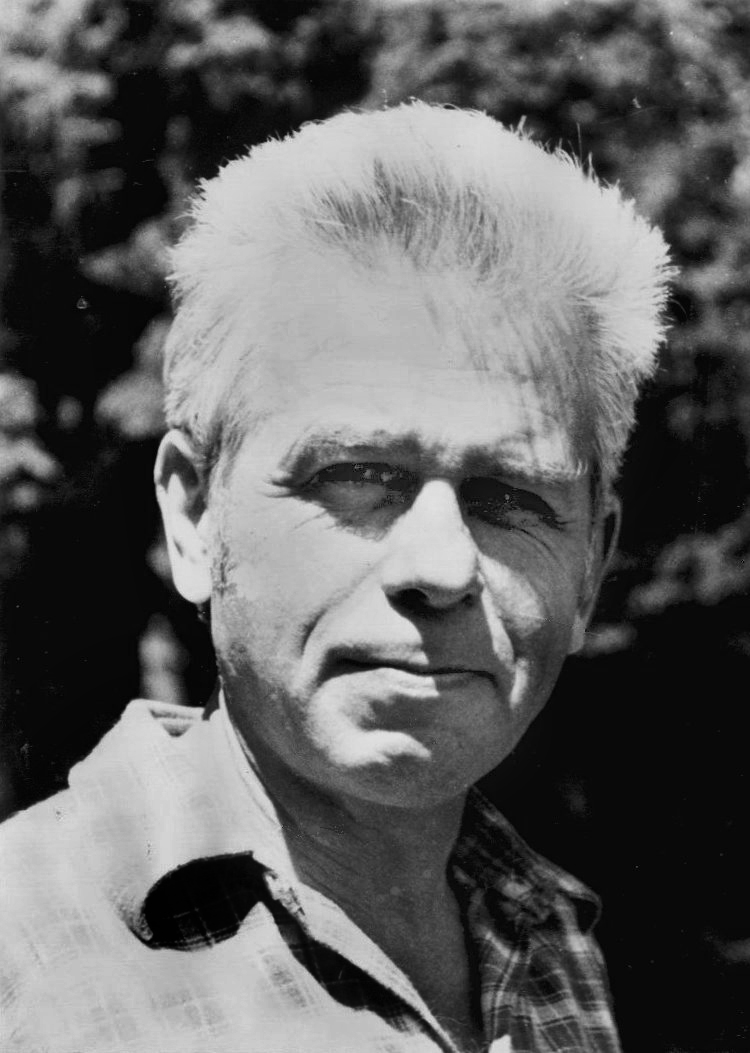
エディソン・デニソフ（1929 - 1996）
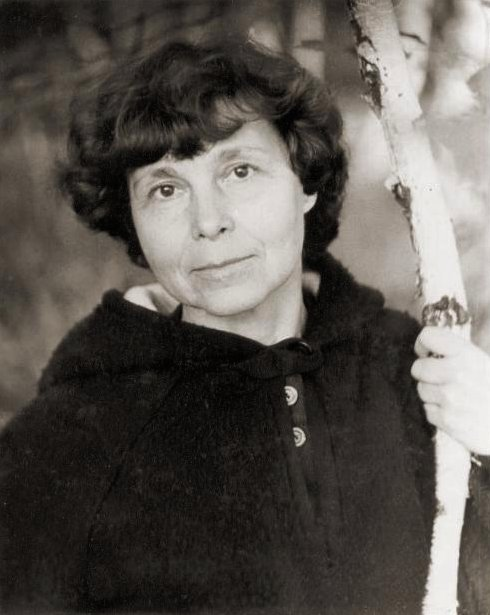
ソフィア・グバイドゥーリナ（1931 -）
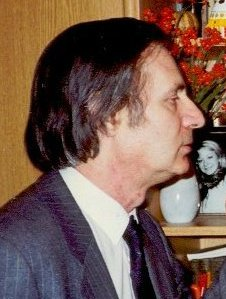
アルフレート・シュニトケ（1934 - 1998）
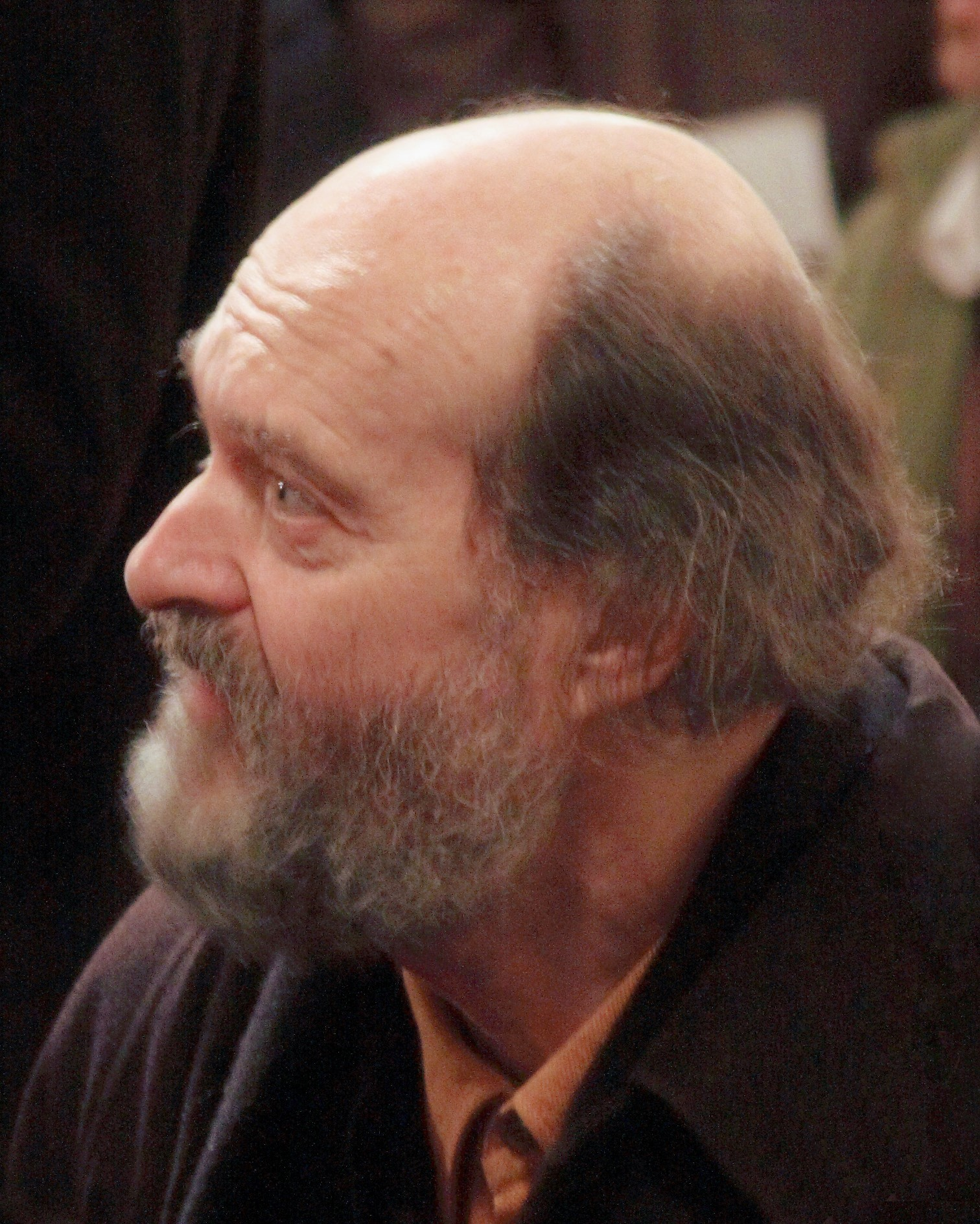
アルヴォ・ペルト（1935 -）
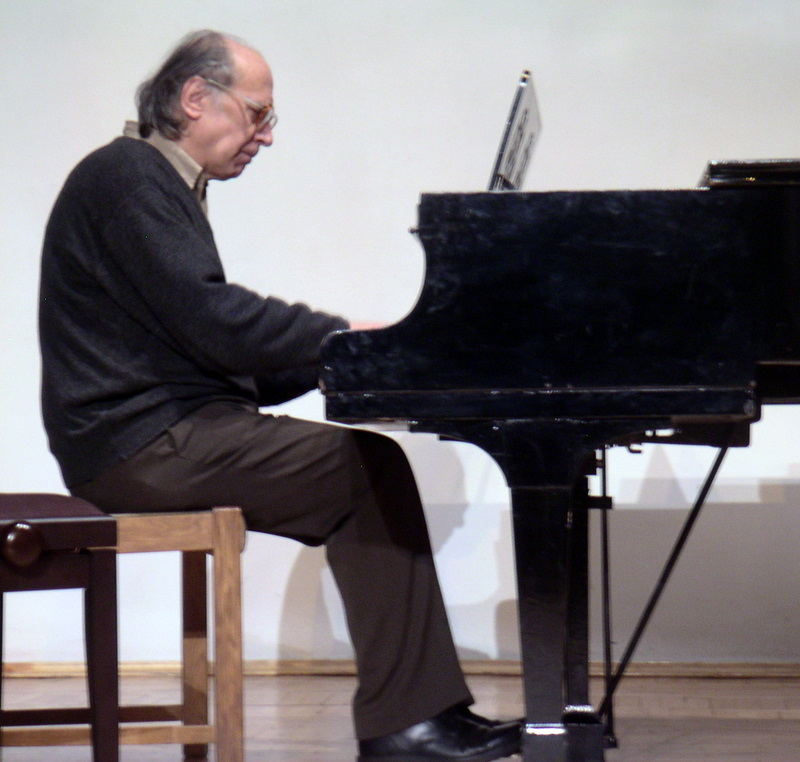
ヴァレンティン・シルヴェストロフ（1937 -）

ウストヴォーリスカヤ
ガリーナ・ウストヴォーリスカヤ（1919年 - 2006年）はレニングラード音楽院を卒業後、大学院でショスタコーヴィチに作曲を師事した。作風は緊張感みなぎる密度の濃いテクスチュアを特徴とし、独自のスタイルによる大規模な作品が多い。ウストヴォーリスカヤの作品の主題は、師のショスタコーヴィチのいくつかの作品（弦楽四重奏曲第5番、ミケランジェロの詩による組曲）に引用されている。
デニソフ
エディソン・デニソフ（1929年 - 1996年）は、1950年代後半からモスクワ音楽院で文化官僚の執拗な妨害と闘い続けながらソビエト音楽における前衛音楽の発展をリードした。アンドレイ・ヴォルコンスキー（1933年 - ）とともにソ連でいち早く十二音技法やセリー技法を用いた作品を発表した。1990年には現代音楽協会を新たに設立し、ソ連作曲家同盟書記に就任してソ連作曲界の体質改善と現代音楽の普及に尽力した。シュニトケやグバイドゥーリナを西側に紹介したのもデニソフである。
モスクワの画家ボリス・ビルゲルに触発された管弦楽曲『絵画』をきっかけに、緻密に計算された「超ポリフォニー」によって音響の色彩を操る独自の様式を確立した。後年は調性音楽の要素を統合した作風に至った。
グバイドゥーリナ
ソフィア・グバイドゥーリナ（1931年 - ）はタタール自治共和国に生まれ、カザン音楽院からモスクワ音楽院に進み、ユーリ・シャポーリン、ニコライ・ペイコーに師事した後、大学院でシェバリーンに師事した。
初期にはショスタコーヴィチやバルトークの影響を感じさせる新古典主義的な作風から出発したが、『5つのエチュード』（1965年）以降、西ヨーロッパの前衛音楽の影響を受けた実験的な作品を発表し、1968年にはセリー技法によるカンタータ『メンフィスの夜』を作曲。電子音楽スタジオでの実験から、全音階、半音階、微分音程等の音組織の統合を試みる一方、リルケやアイギなどの詩に基づく詩的表現を探求する。1970年にロシア正教の洗礼を受けてからは、哲学や宗教的な主題を作品構造の基礎に据えた独自の作風に到達した。
1983年以降はフィボナッチの数列に従って各部分の持続を規定する「形式のリズム」の探求が始まり、1990年代以降の作品ではリュカ数列なども加えて、作品全体の時間構造を多面的に規定する「数の主題」と呼ばれる手法を確立した。
シュニトケ
アルフレート・シュニトケ（1934年 - 1998年）は、ドイツ生まれのユダヤ人の父親、ドイツ系の母親を持ち、ロシア人の血を引いていないことから自身のアイデンティティの問題と対峙し続けた。ウィーンでピアノの手ほどきを受けた後、1948年にロシアに帰国。ウェーベルンの弟子でルーマニアの作曲家フィリップ・ゲルシコーヴィチ（1906年 - 1989年）を通じて新ウィーン楽派の音楽への理解を深めた。デニソフ、グバイドゥーリナとも親交があり、ロシアと西側の音楽、伝統的な音楽と新しい時代の音楽の語法を共存させる「多様式主義」のアイデアから交響曲第1番を完成させる。1972年に母親を亡くしてからの主要作品はレクイエム的な性格を帯びるようになった。ギドン・クレーメルやムスティスラフ・ロストロポーヴィチら演奏家の尽力を得て、シュニトケの作品は西側諸国で高い評価をもって迎えられ、各地の音楽祭などからの作品委嘱が相次いだ。
ペルト
アルヴォ・ペルト（1935年 - ）はエストニアの作曲家として初めて十二音技法を採用した。中世・ルネサンス期のフランス及びフランドルの合唱音楽を研究し、1971年の交響曲第3番では切りつめられた音による静謐な作風に転換する。1976年からは限られた三和音の配置の変化と弱音を中心とする独自の語法「ティンティナブリ」を展開した。
シルヴェストロフ
ヴァレンティン・シルヴェストロフ（1937年 - ）はウクライナに生まれ、キエフ音楽大学夜間学部からキエフ音楽院に進み、ボリス・リャトシンスキーに作曲を、レフ・レヴツキーに和声法と対位法を師事した。デビュー時は前衛的な作風によって著名であり、ブルーノ・マデルナが絶賛した。いくつかの作品は、モダニズムや新古典主義音楽から戦後前衛の流れを汲んでいると見なし得る。ところが、1970年代以後急速に過去の回顧派に転向。伝統的な調性や旋法も用いながらも、劇的な響きと情緒的な響きのテクスチュアを繊細に織り成し、独自の作風を築き上げている。

## ロシア音楽史略年表
以下は、フランシス・マース著『ロシア音楽史　《カマリーンスカヤ》から《バービイ・ヤール》まで』より「ロシア音楽史年表」の太字事項の抜粋である。

### 18世紀
- 1731年、モスクワのコメディ劇場でジョヴァンニ・リストーリ(en:Giovanni Alberto Ristori)のオペラ・ブッファ『カランドロ』上演（ロシア初のオペラ上演）。
- 1755年、フランチェスコ・アラーヤのオペラ・セリア『ツェファールとプロークリス』初演（初のロシア語オペラ）。
- 1783年、ボリショイ・カーメンヌイ劇場（石の大劇場）がサンクトペテルブルクに開館。
- 1790年、ニコライ・リヴォフ『ロシア民謡集』出版。

### 19世紀
- 1802年、サンクトペテルブルク・フィルハーモニー協会設立。
- 1823年、ベートーヴェンの『ミサ・ソレムニス』をサンクトペテルブルクで初演。
- 1825年、ボリショイ劇場がモスクワに開場。
- 1833年、アレクセイ・リヴォフが帝政ロシア国歌『神よツァーリを護り給え』を作曲。
- 1835年、アレクセイ・ヴェルストフスキーのオペラ『アスコリドの墓』初演。
- 1836年、ミハイル・グリンカのオペラ『皇帝に捧げた命』初演。
- 1842年、グリンカのオペラ『ルスランとリュドミラ』初演。
- 1843年、ニコライ1世、ボリショイ・カーメンヌイ劇場（石の大劇場）にイタリア・オペラ団を創設。
- 1848年、グリンカ、交響詩『カマリンスカヤ』を完成。
- 1855年、アントン・ルビンシテイン、ウィーンの『演劇・音楽・美術』誌第29号に論文投稿してロシア音楽界の現状を批判。アレクサンドル・ダルゴムイシスキーのオペラ『ルサルカ』完成。
- 1858年、ミリイ・バラキレフの『3つのロシアの主題による序曲第1番』初演。
- 1859年、アントン・ルビンシテイン、ロシア音楽協会をサンクトペテルブルクに創設。
- 1860年、マリインスキー劇場が開場。
- 1862年、サンクトペテルブルク音楽院がアントン・ルビンシテインを院長として開校。サンクトペテルブルク帝室歌劇場がジュゼッペ・ヴェルディに作曲委嘱したオペラ『運命の力』を初演。
- 1863年、アレクサンドル・セローフのオペラ『ユディト』初演。
- 1864年、バラキレフの『3つのロシアの主題による序曲第2番』初演。
- 1865年、サンクトペテルブルク音楽院から最初の卒業生としてピョートル・チャイコフスキーらを輩出。セローフのオペラ『ログネーダ』完成。
- 1866年、モスクワ音楽院がニコライ・ルビンシテインを院長として開校。ダルゴムイシスキーがオペラ『石の客』に着手（未完）。
- 1867年、バラキレフ、スラヴ音楽演奏会を挙行。アントン・ルビンシテインがロシア音楽協会理事長とサンクトペテルブルク音楽院院長を辞任。
- 1868年、モデスト・ムソルグスキーがオペラ『結婚』に着手（未完）。
- 1869年、チャイコフスキーが幻想序曲『ロメオとジュリエット』を完成。バラキレフが『3つのロシアの主題による序曲第2番』を改訂、音画『千年』として出版。アレクサンドル・ボロディンがオペラ『イーゴリ公』着手（未完）。ムソルグスキー、『ボリス・ゴドゥノフ』第1稿完成。
- 1871年、ミハイル・アザンチェフスキーがサンクトペテルブルク音楽院院長に就任し、ニコライ・リムスキー＝コルサコフを作曲科教授に招請。
- 1872年、アレクサンドル・ダルゴムイシスキーの遺作『石の客』初演。ムソルグスキーの『ボリス・ゴドゥノフ』第2稿完成。リムスキー＝コルサコフのオペラ『プスコフの娘』完成。
- 1873年、リムスキー＝コルサコフのオペラ『プスコフの娘』初演。ムソルグスキー、オペラ『ホヴァーンシチナ』に着手（未完）。
- 1874年、ムソルグスキーの『ボリス・ゴドゥノフ』第2稿初演。同じく『ソローチンツィの定期市』着手（未完）。
- 1875年、チャイコフスキーのピアノ協奏曲第1番、ボストンで初演（ハンス・フォン・ビューロー独奏）。
- 1877年、チャイコフスキー、バレエ『白鳥の湖』初演。
- 1878年、チャイコフスキー、オペラ『エフゲニー・オネーギン』完成。
- 1882年、ロシア帝室による劇場独占を廃止。
- 1885年、ミトロファン・ベリャーエフ、音楽刊社ベリャーエフ社を設立、ロシア管弦楽演奏会を開始（1918年まで）。サーヴァ・マモントフ、モスクワ私立ロシア・オペラを設立。
- 1888年、リムスキー＝コルサコフ、交響組曲『シェヘラザード』、『スペイン奇想曲』、序曲『ロシアの復活祭（輝かしい祝日）』完成。
- 1889年、チャイコフスキー、バレエ『眠れる森の美女』初演。
- 1893年、チャイコフスキー、交響曲第6番『悲愴』を初演、直後に没。
- 1896年、リムスキー＝コルサコフのオペラ『サトコ』完成。
- 1898年、モスクワ私立ロシア・オペラ、リムスキー＝コルサコフ版によるムソルグスキー『ボリス・ゴドゥノフ』を初演（フョードル・シャリアピンのタイトル・ロール）。

### 20世紀
- 1903年、アレクサンドル・スクリャービン、『神秘劇』を着想。
- 1905年、リムスキー＝コルサコフ、オペラ『見えない町キーテジと処女フェヴローニアの物語』完成。
- 1908年、セルゲイ・ディアギレフ、パリでリムスキーコルサコフ版『ボリス・ゴドゥノフ』をヨーロッパ初演（フョードル・シャリアピンのタイトル・ロール）。スクリャービン、交響曲第4番『法悦の詩』初演。
- 1909年、ディアギレフ、パリで初めてバレエを含む公演を組織、『イーゴリ公』から「ポロヴェツ人の踊り」、リムスキー＝コルサコフ『プスコフの娘』、チェレプニン『アルミードの館』を上演。
- 1910年、イーゴリ・ストラヴィンスキーのバレエ音楽『火の鳥』、パリ・オペラ座で初演。スクリャービン、交響曲第5番『プロメテウス - 火の詩』完成。
- 1911年、ディアギレフ、バレエ・リュス（ロシア・バレエ団）を旗揚げ、ストラヴィンスキー『ペトルーシュカ』を初演。
- 1912年、ストラヴィンスキー『春の祭典』、パリ・シャンゼリゼ劇場で初演。
- 1914年、バレエ・リュス、リムスキーコルサコフ『金鶏』をオペラ・バレエとして上演。
- 1915年、セルゲイ・ラフマニノフ『徹夜祷』初演。
- 1917年、ロシア10月革命。アルトゥール・ルリエーが教育人民委員会音楽部長に就任。
- 1923年、現代音楽協会(ACM、ASM)、モスクワに設立。ロシア・プロレタリア音楽家同盟(RAPM)設立。ストラヴィンスキーのバレエ・カンタータ『結婚』初演。同『狐』初演。セルゲイ・プロコフィエフのオペラ『炎の天使』完成。
- 1926年、ドミートリイ・ショスタコーヴィチの交響曲第1番初演。
- 1927年、プロコフィエフ、レニングラード、モスクワ、ウクライナを演奏旅行。
- 1930年、ショスタコーヴィチ、オペラ『鼻』初演。
- 1932年、ソビエト共産党中央委員会決議「文学・芸術諸団体の改組について」。RAPMなど芸術諸団体を解散し、ソビエト連邦作曲家同盟など分野別組織を設立。ショスタコーヴィチのオペラ『ムツェンスク郡のマクベス夫人』完成。
- 1934年、ショスタコーヴィチ『ムツェンスク郡のマクベス夫人』初演。第1回全ソ作家大会開催。
- 1935年、ポポーフ、交響曲第1番を初演。
- 1936年、『プラウダ』紙に無署名論文「音楽の代わりに荒唐無稽」掲載（「プラウダ批判」）。プロコフィエフ、モスクワに移住。
- 1937年、ショスタコーヴィチ、交響曲第5番を初演。
- 1938年、プロコフィエフのバレエ『ロメオとジュリエット』、ブルノで初演。
- 1942年、ショスタコーヴィチの交響曲第7番、クイブィシェフで初演。これをトスカニーニがラジオ放送でアメリカ初演。カール・エリアスベルグ指揮によってレニングラードでも初演。プロコフィエフ、オペラ『戦争と平和』初稿完成。
- 1945年、プロコフィエフ、交響曲第5番初演。
- 1946年、プロコフィエフのオペラ『戦争と平和』第1部初演。
- 1948年、ソ連共産党中央委員会決議「ムラデリのオペラ『偉大な友情』について」（「ジダーノフ批判」）。これを受けて、音楽関係の要職が大幅に入れ替わる。
- 1953年、ショスタコーヴィチの交響曲第10番初演。
- 1957年、ショスタコーヴィチの交響曲第11番「1905年」初演。
- 1958年、ソ連共産党中央委員会決議「オペラ『偉大な友情』、『ボグダン・フメリニツキー』、『心の底から』の評価の誤りの訂正について」。第1回チャイコフスキー国際コンクール開催。
- 1959年、ショスタコーヴィチ、ムソルグスキーのオペラ『ホヴァーンシチナ』のオーケストレーション完成。プロコフィエフのオペラ『戦争と平和』最終稿がボリショイ劇場で初演。
- 1960年、ショスタコーヴィチの弦楽四重奏曲第8番初演。
- 1962年、ショスタコーヴィチの交響曲第13番『バビ・ヤール』初演。
- 1963年、ショスタコーヴィチのオペラ『カテリーナ・イズマイロヴァ』初演。
- 1969年、ショスタコーヴィチの交響曲第14番初演。
- 1972年、ショスタコーヴィチの交響曲第15番初演。
- 1979年、ソロモン・ヴォルコフ編『ショスタコーヴィチの証言』出版。